# Gado Heck

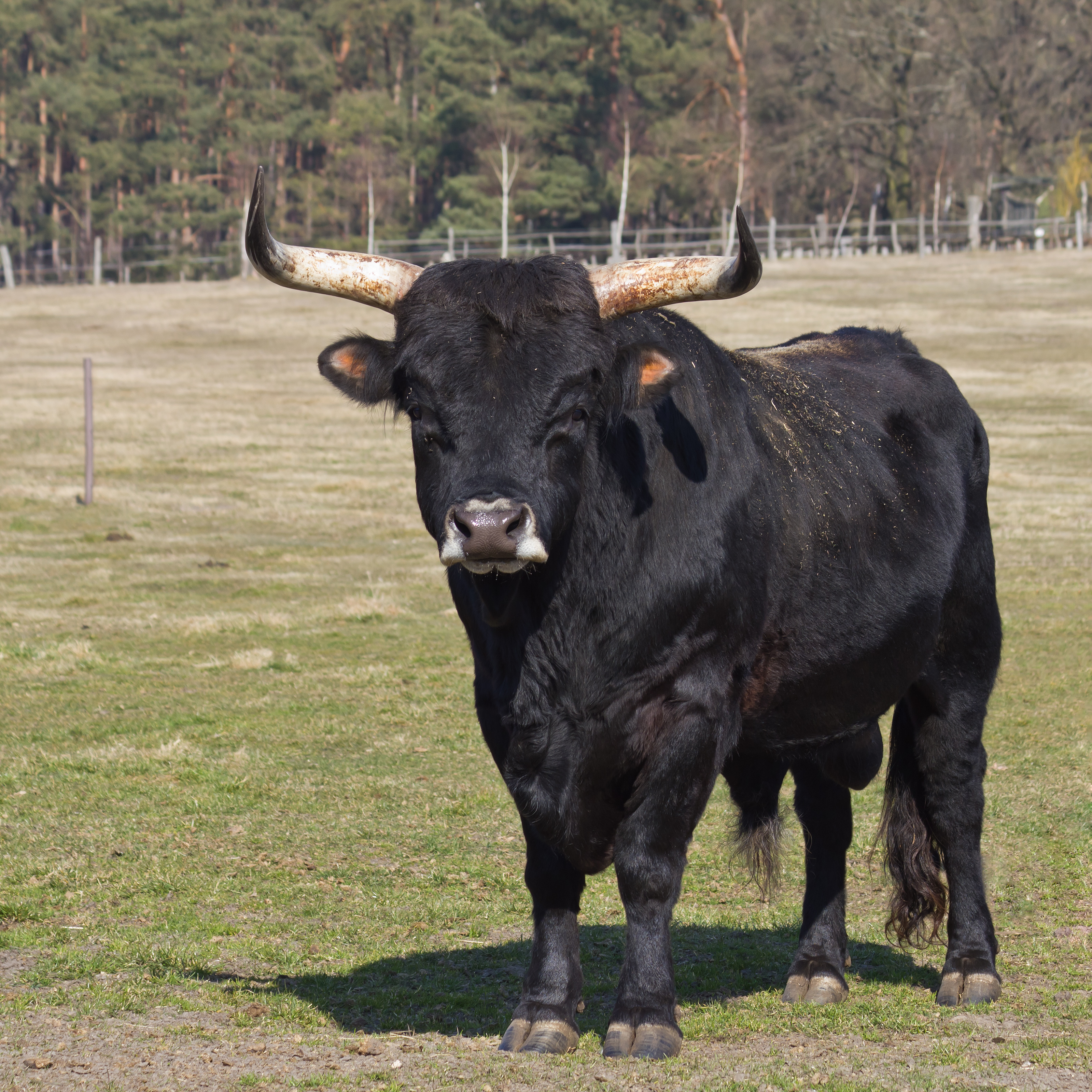
Um touro no Parque de Vida Selvagem Johannismühle, na Alemanha.

O Heck ou Munich-Berlin é uma raça ou tipo de gado doméstico alemão. Foi criado na década de 1920 por Heinz e Lutz Heck em uma tentativa de reproduzir o extinto auroque (Bos primigenius).

## Galeria

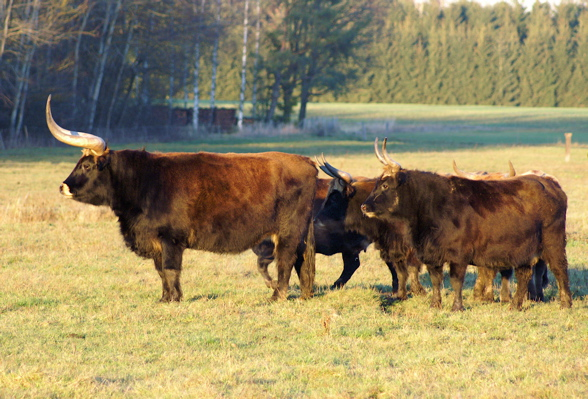
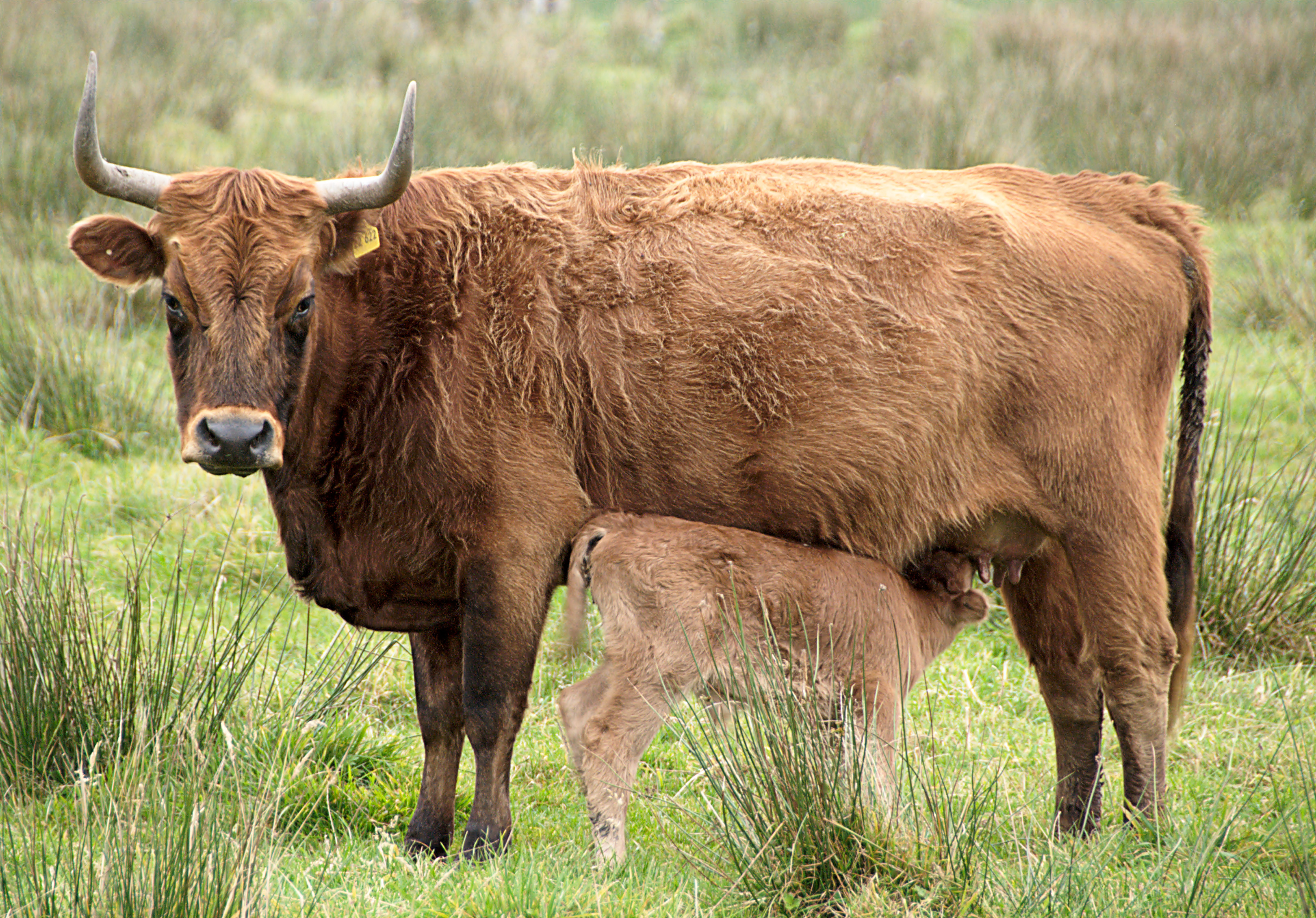
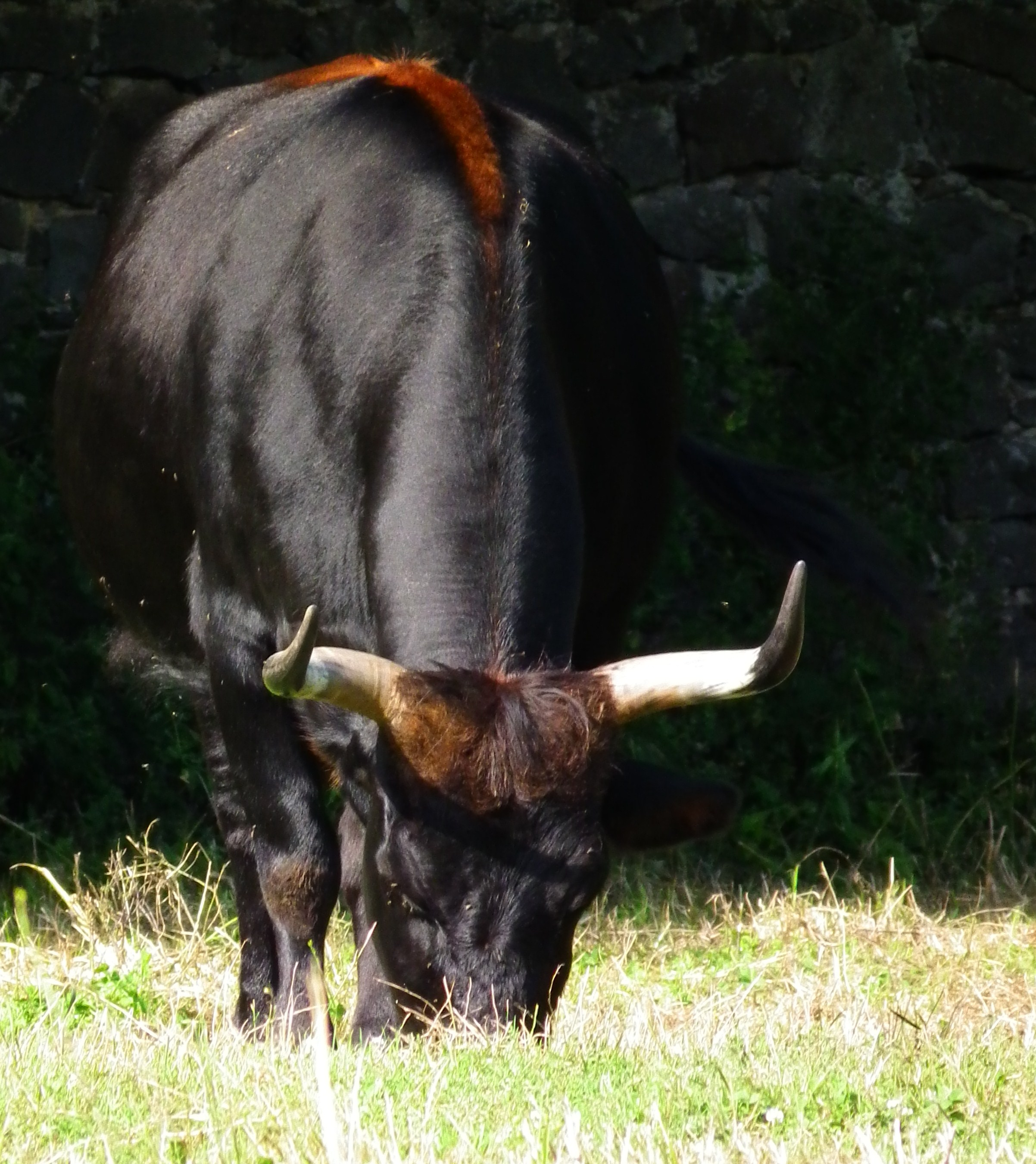
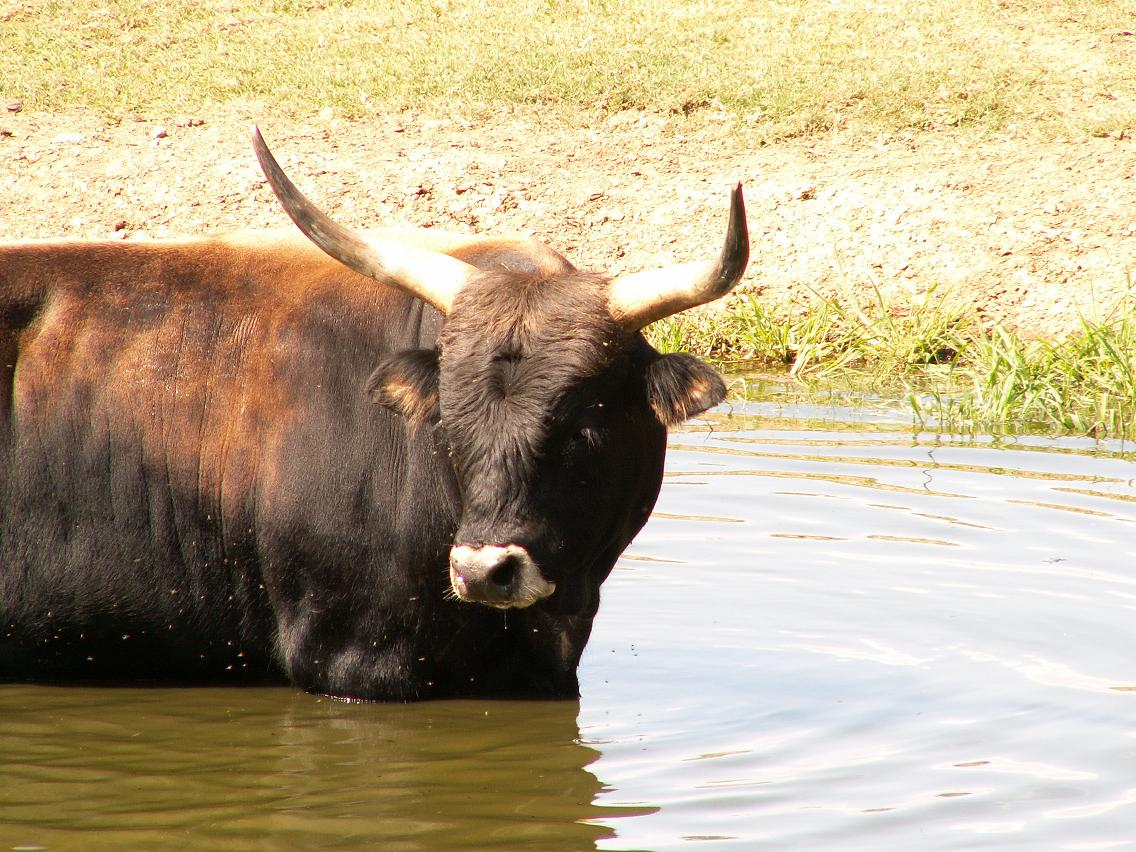
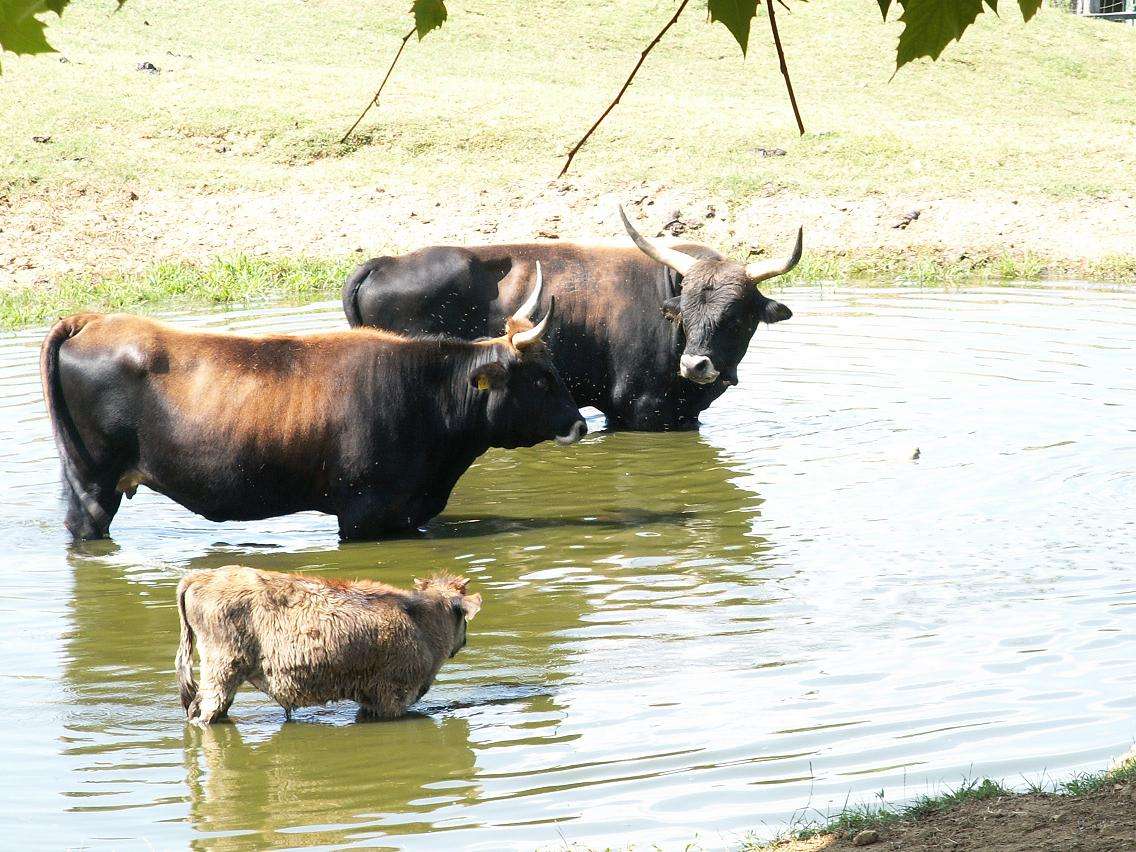
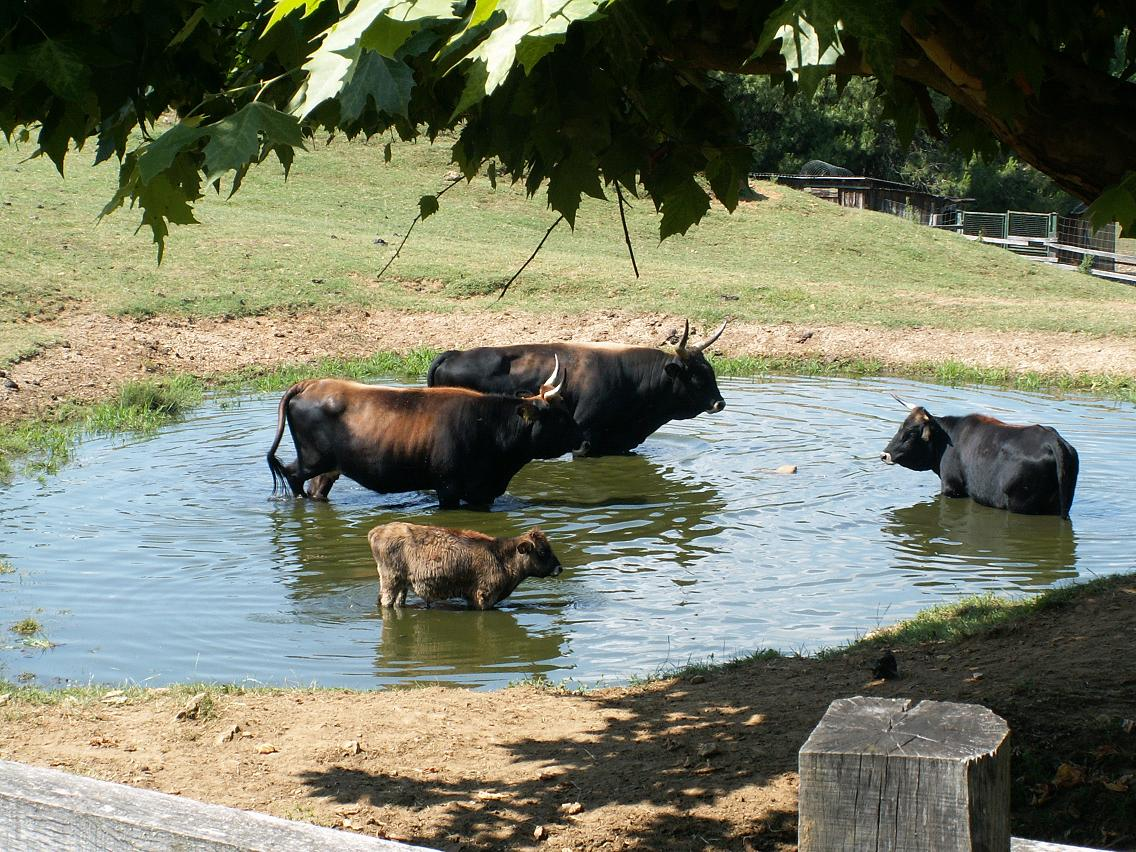
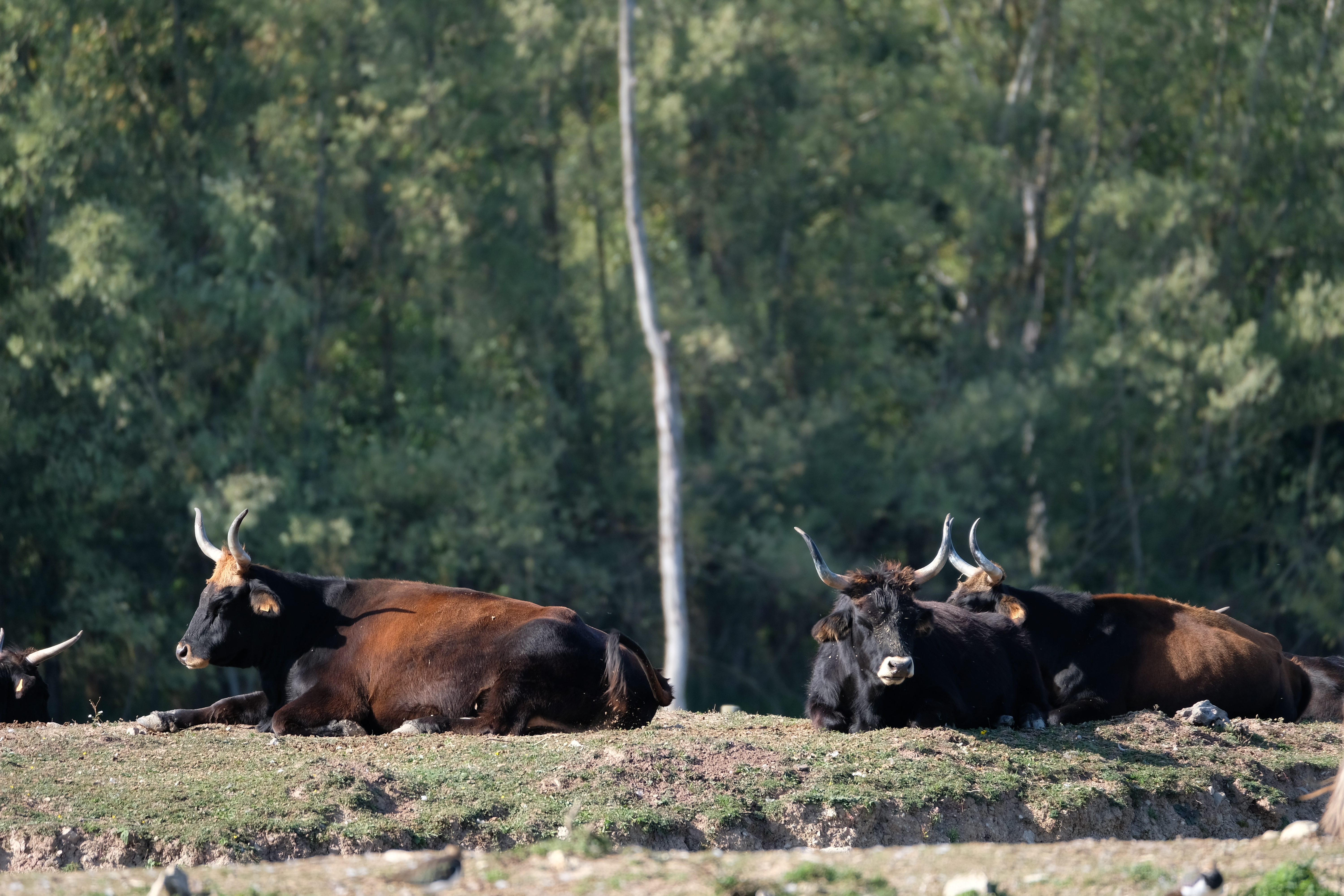
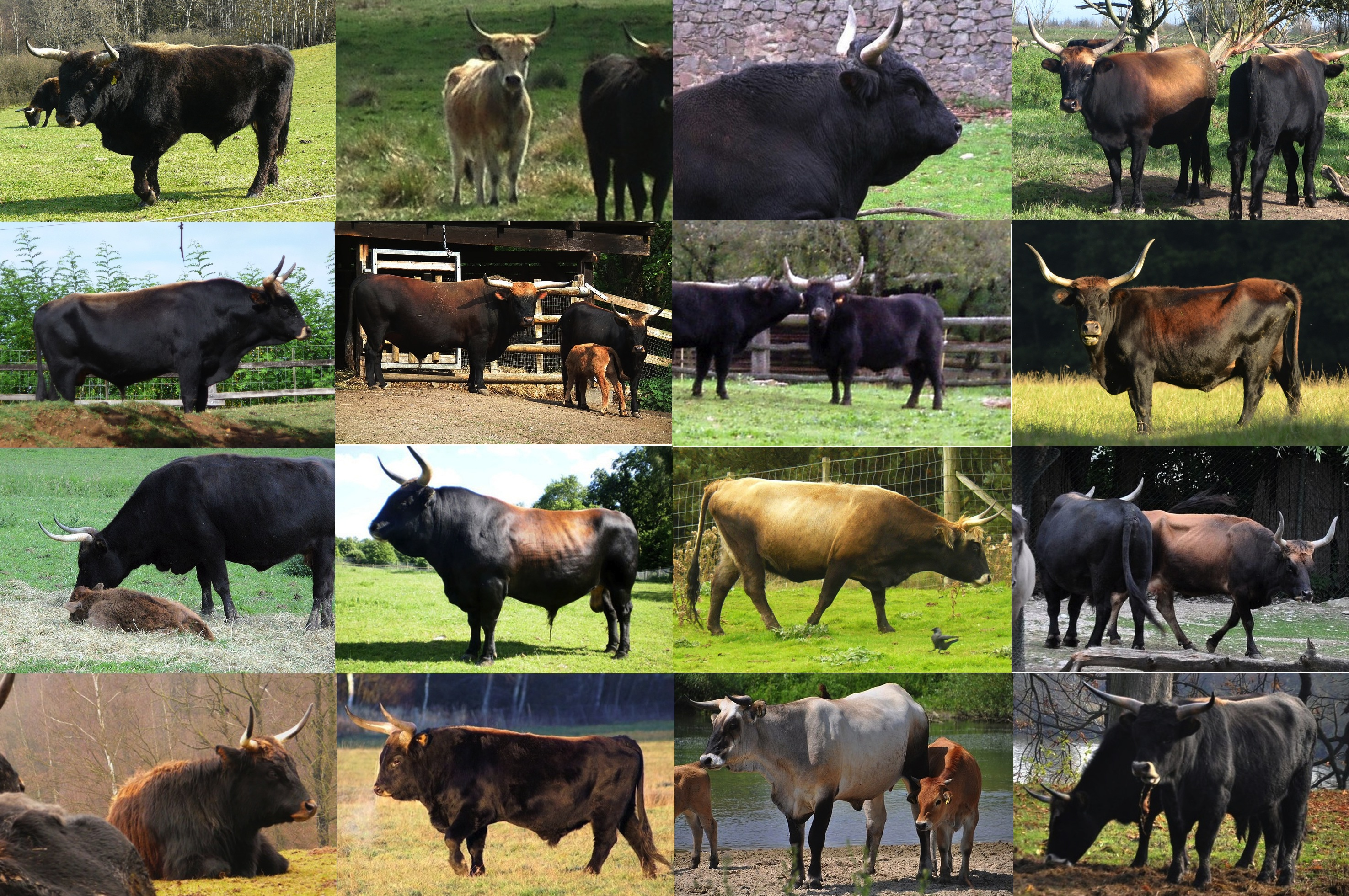
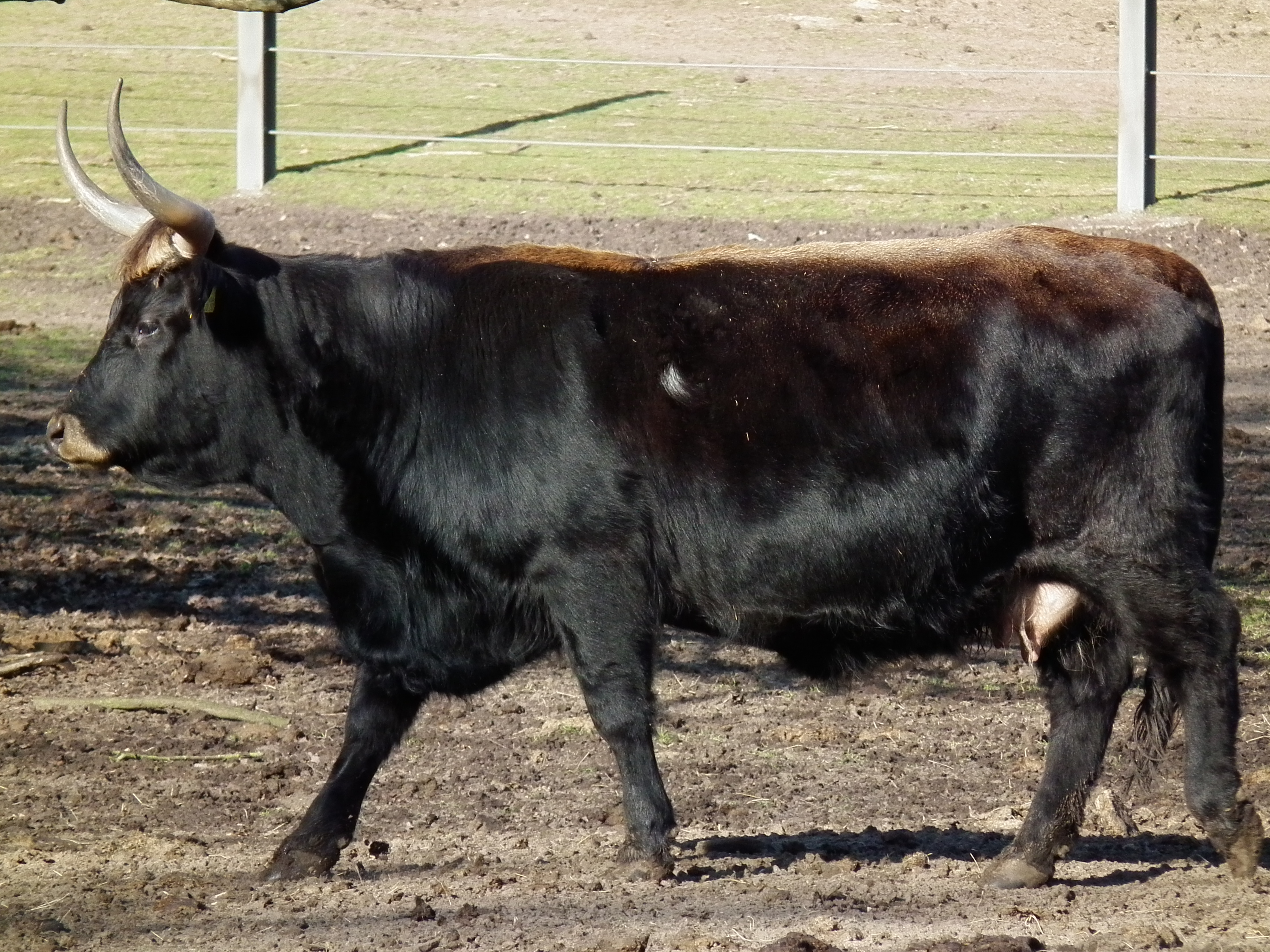
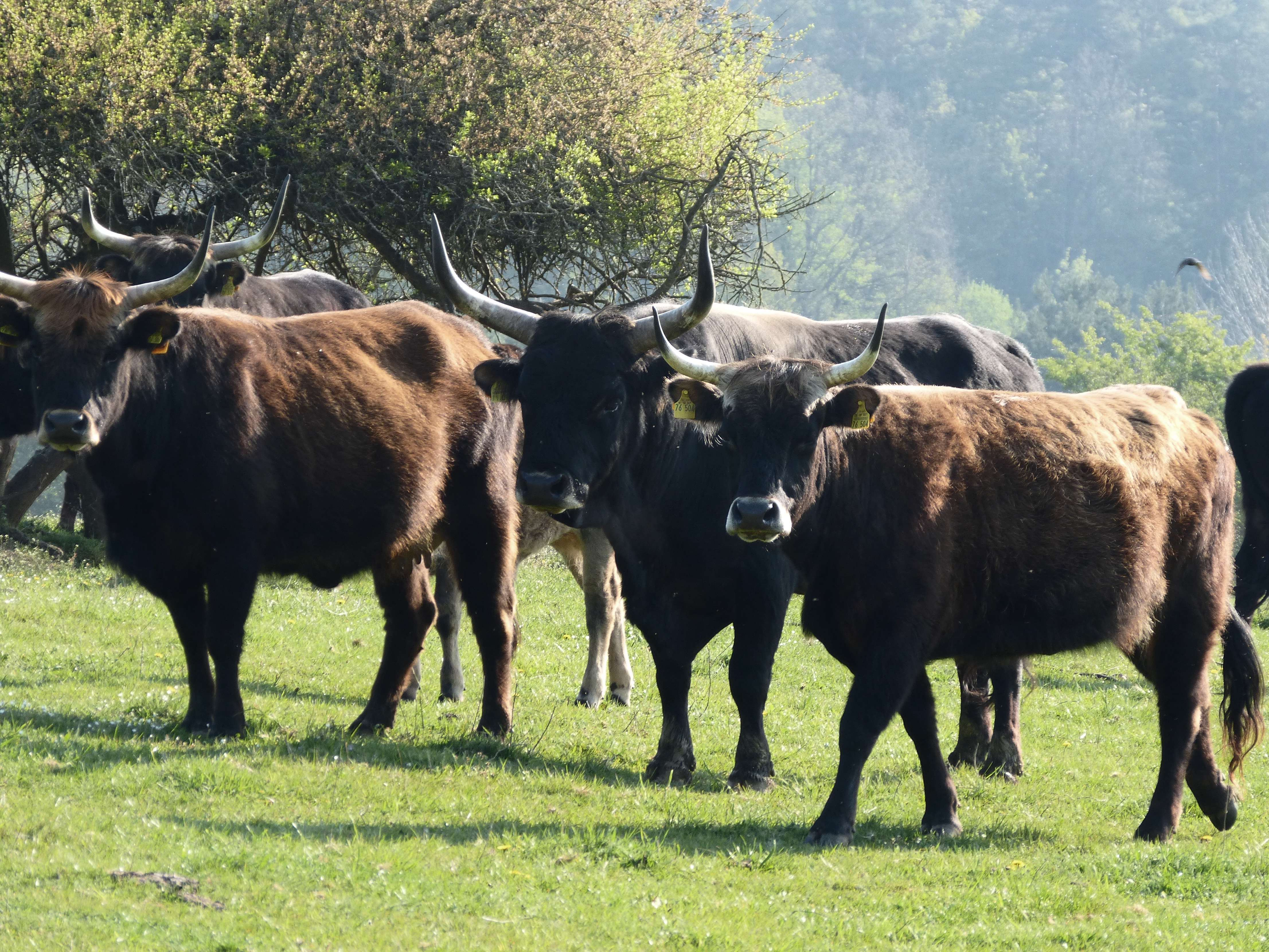
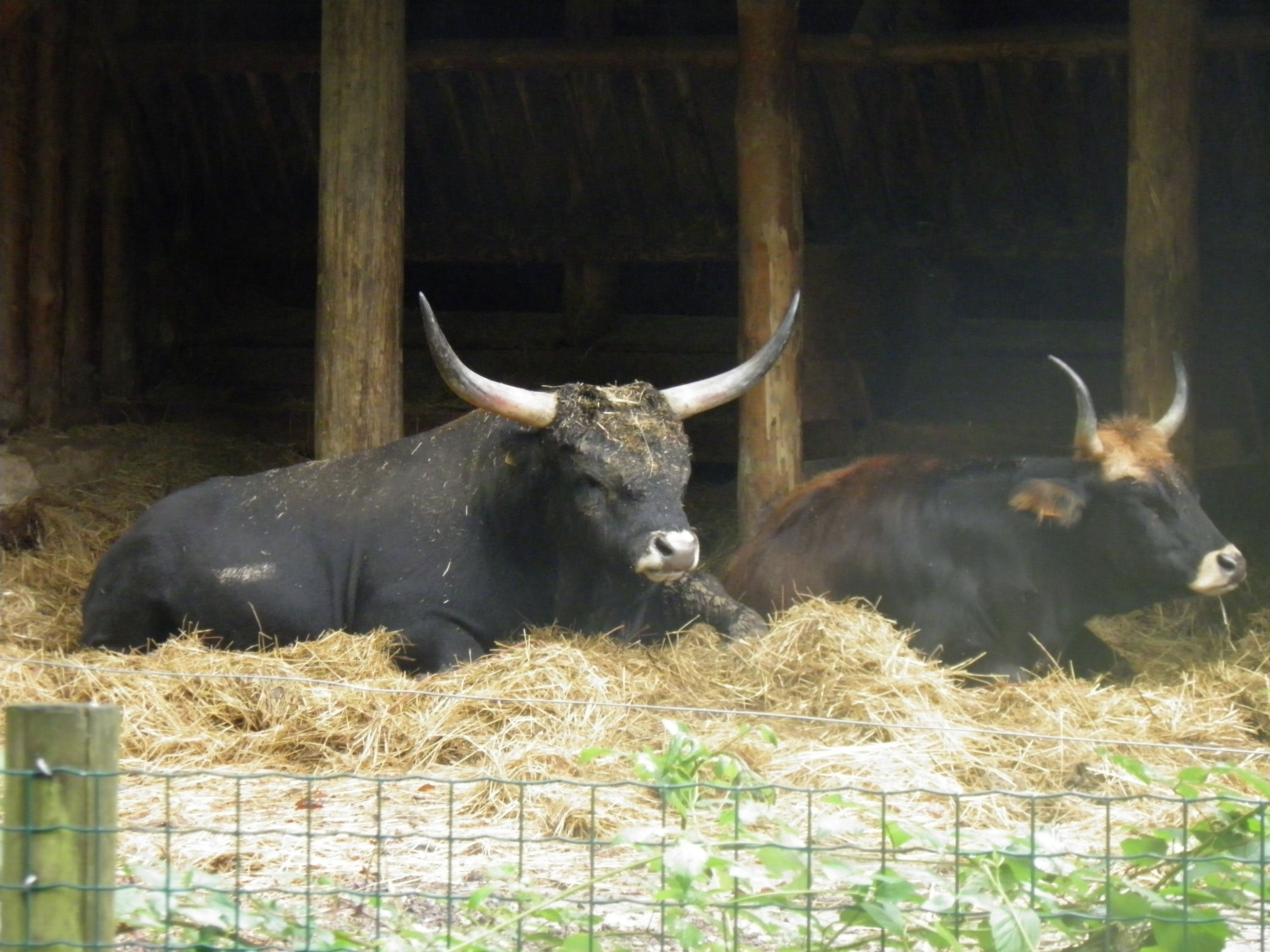
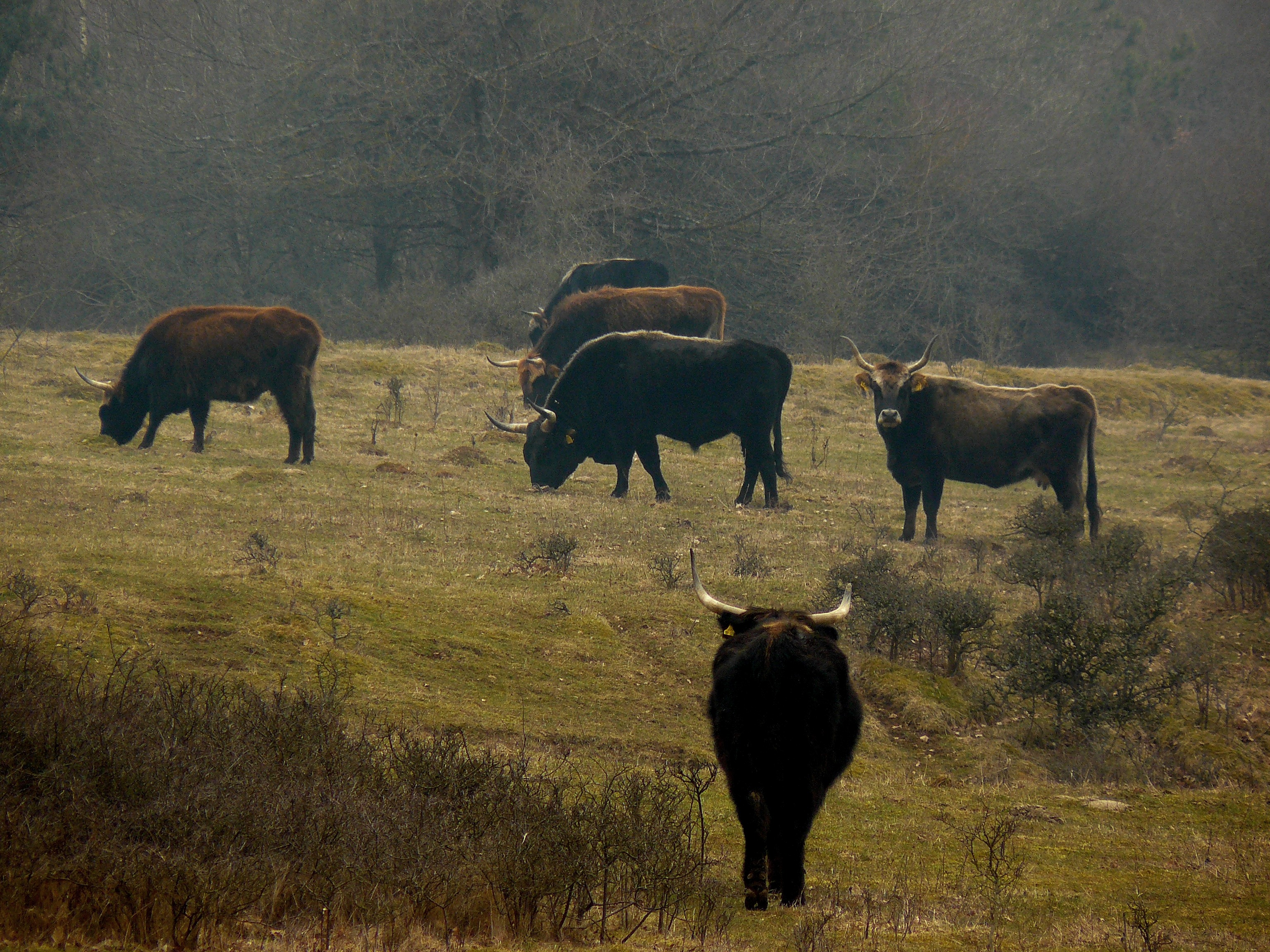
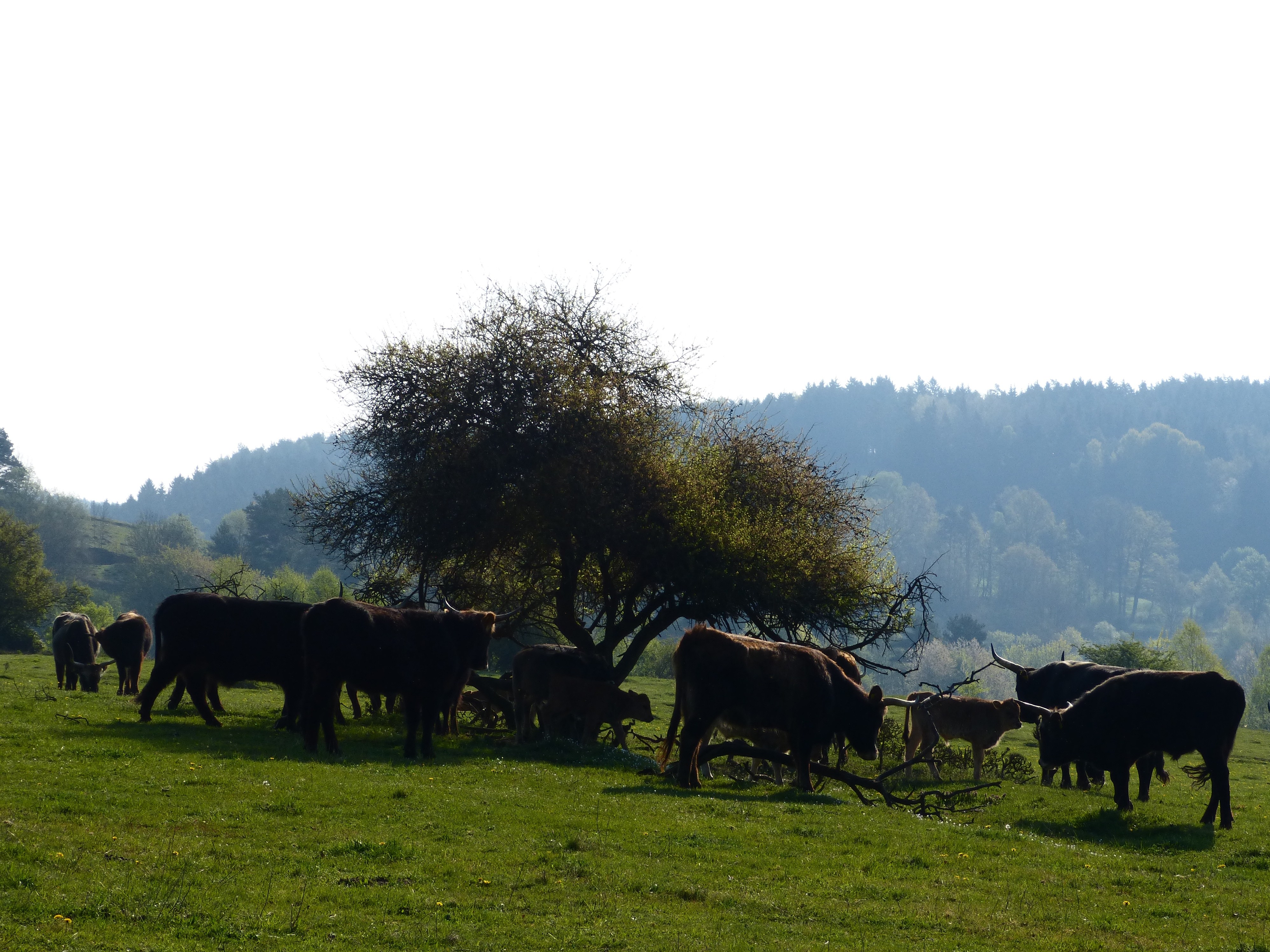
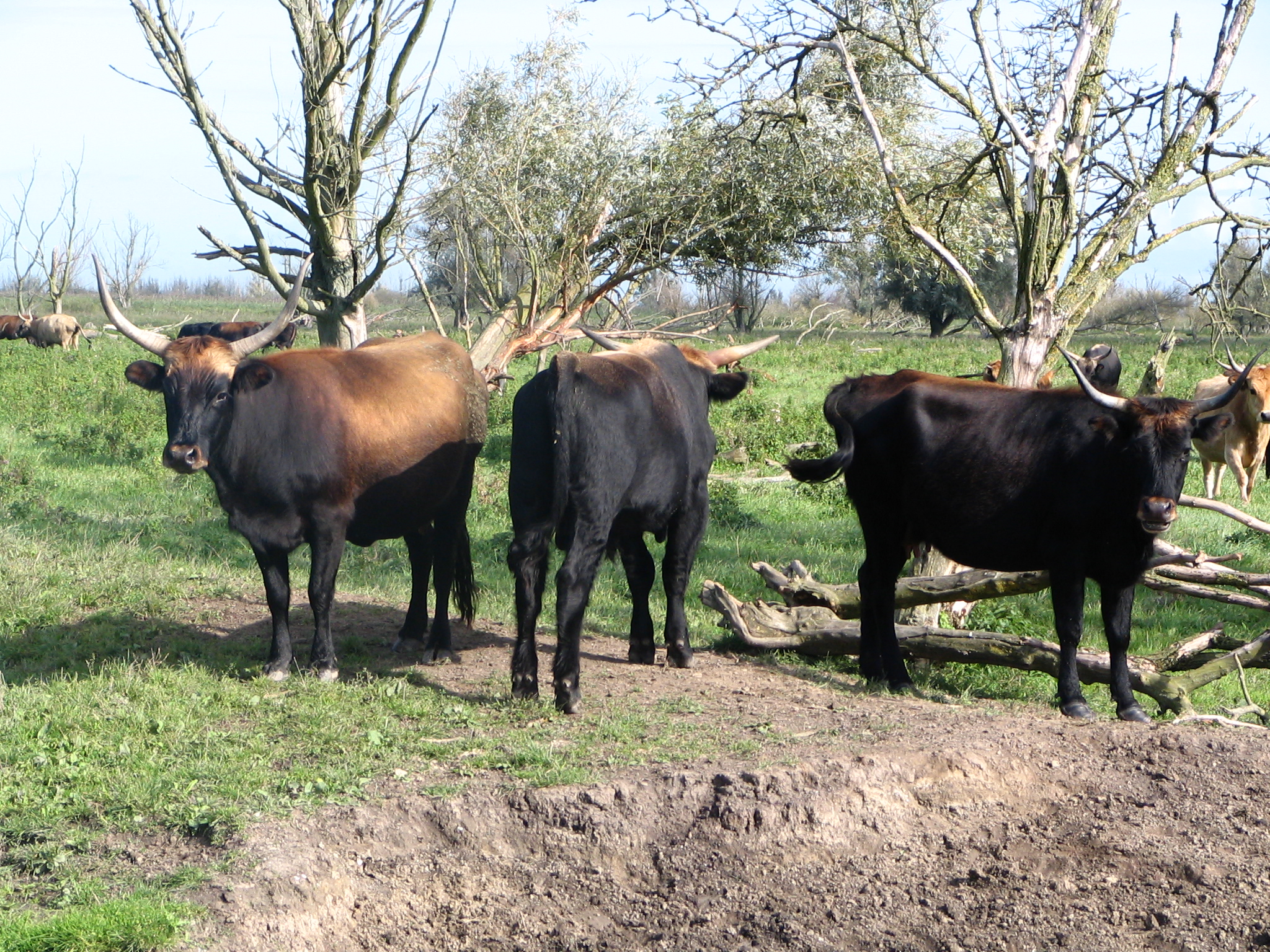
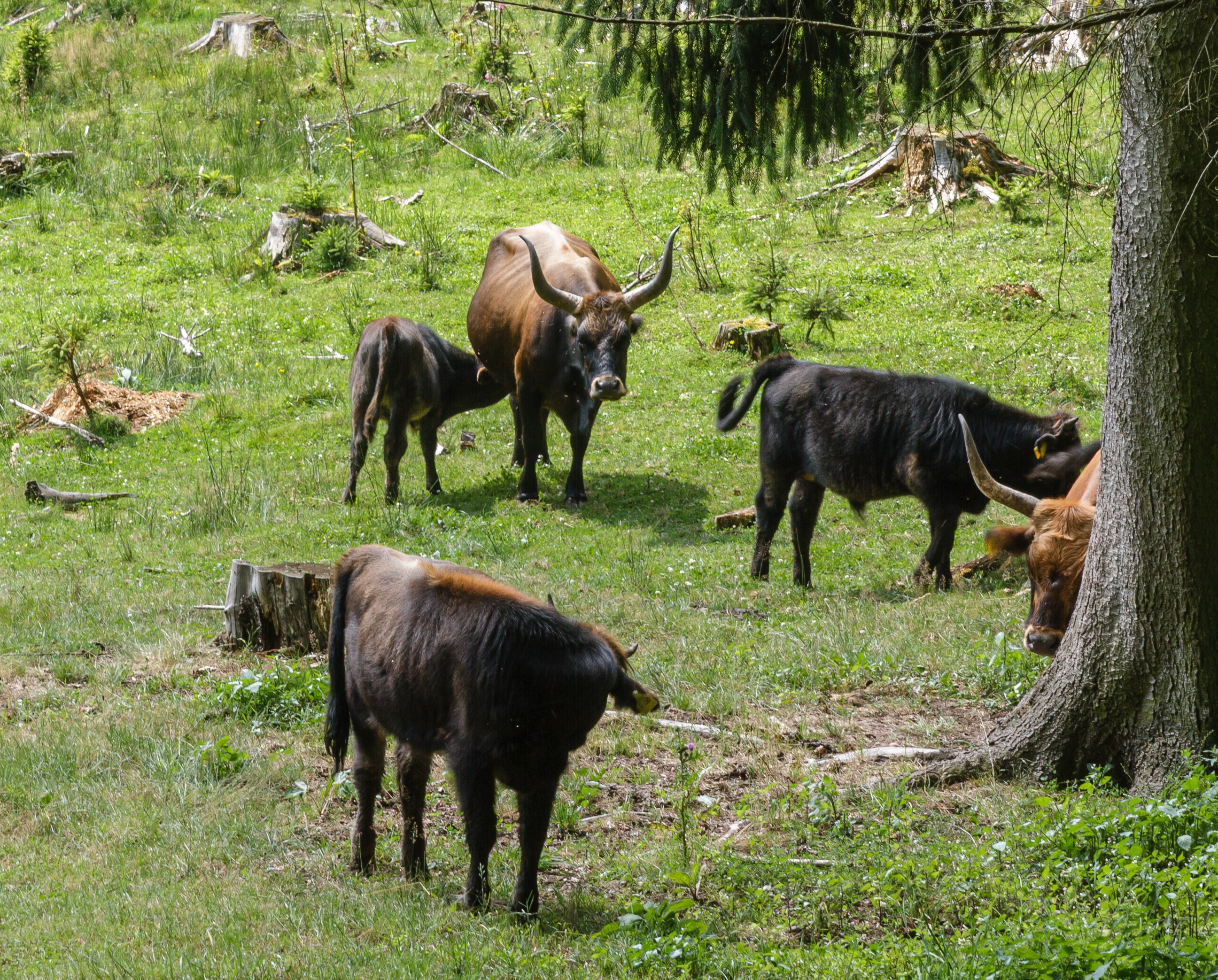
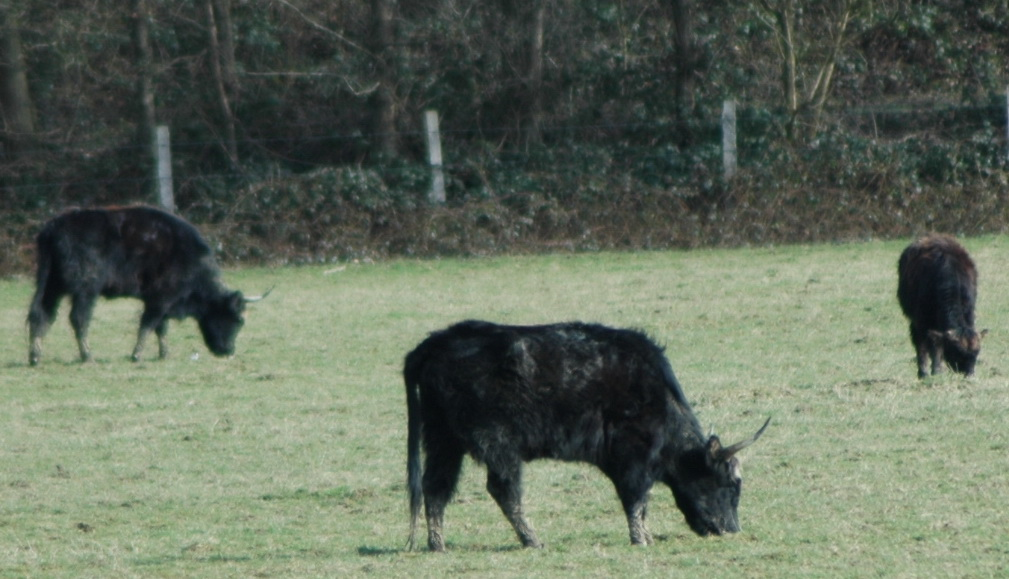
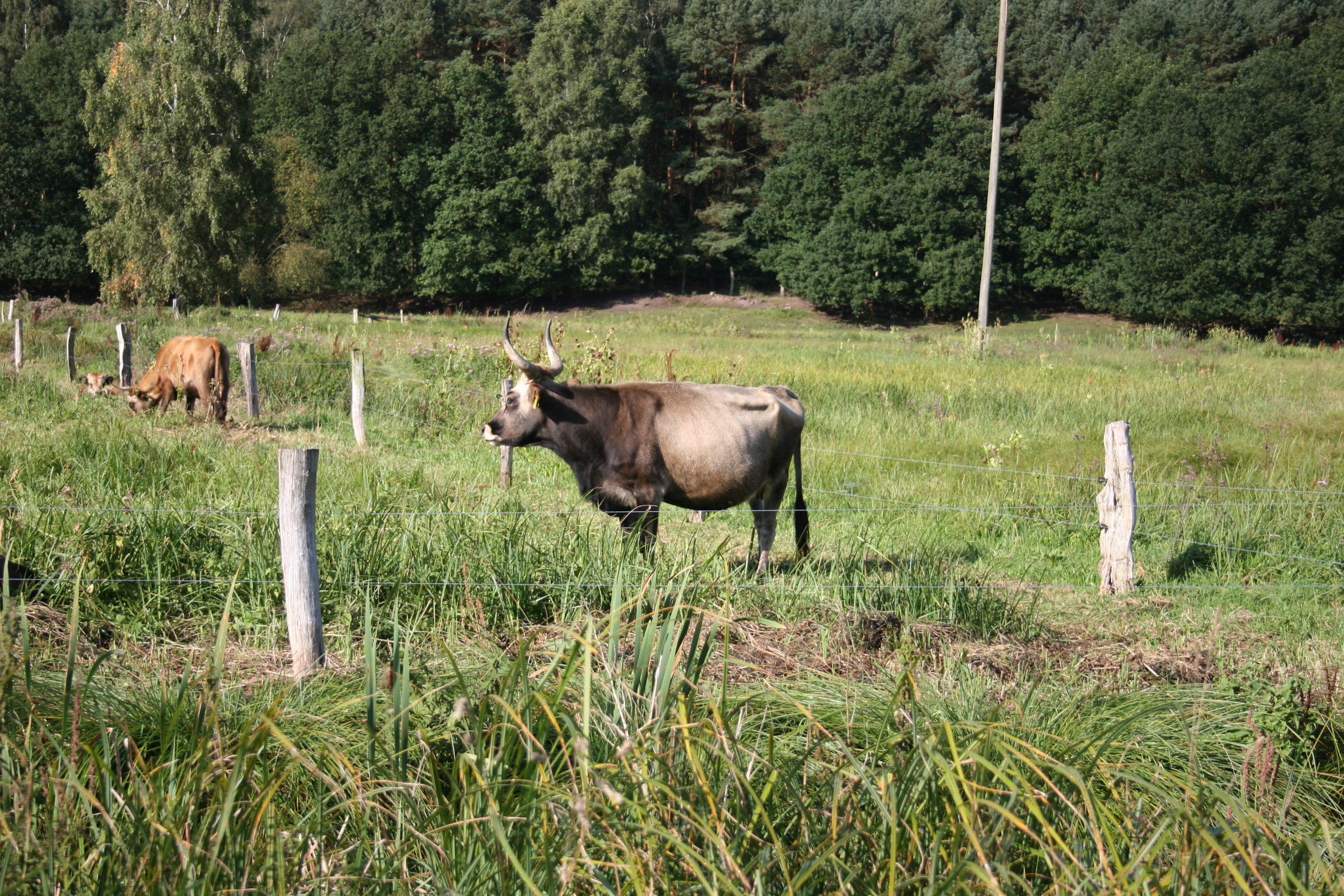
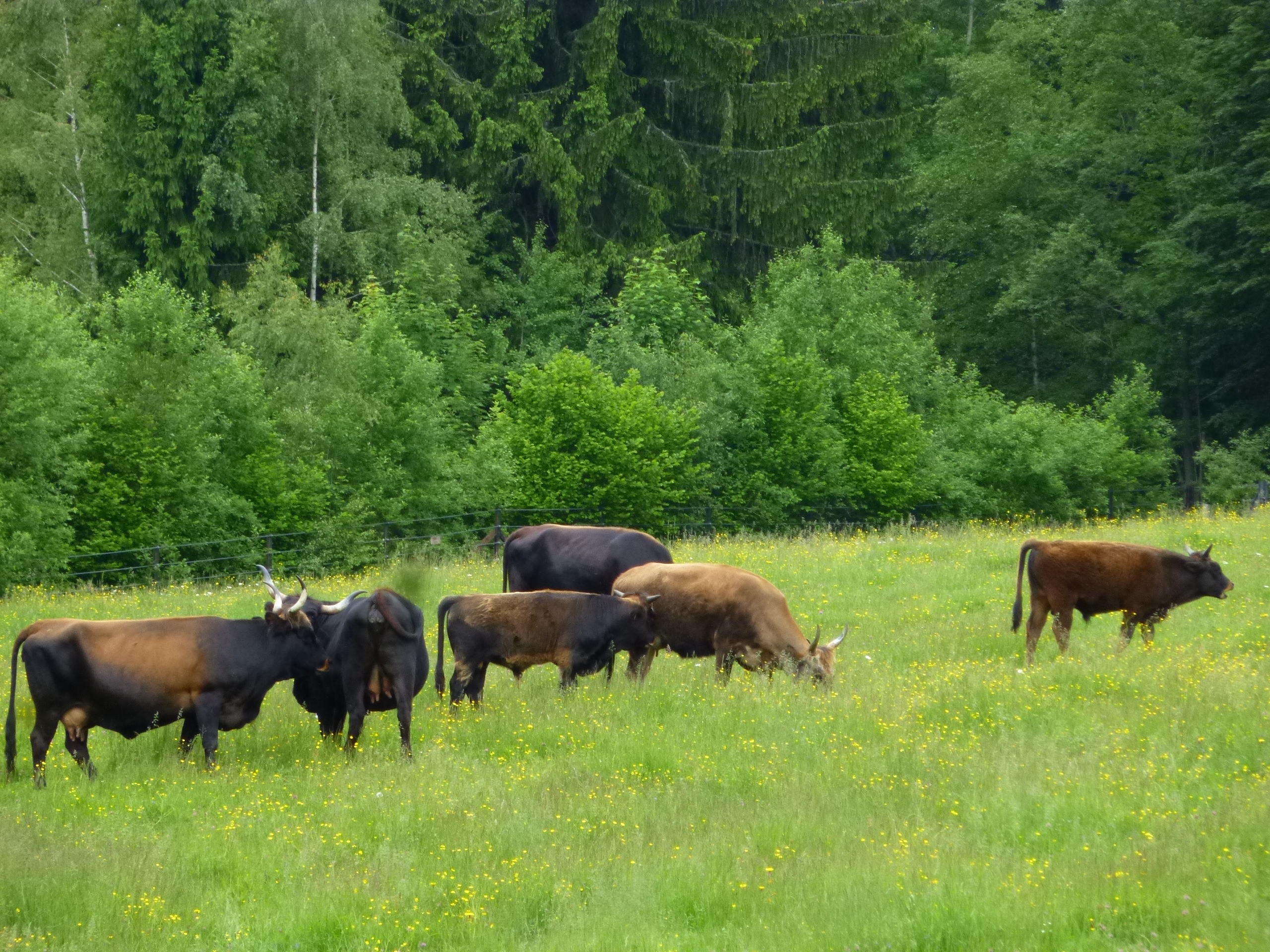
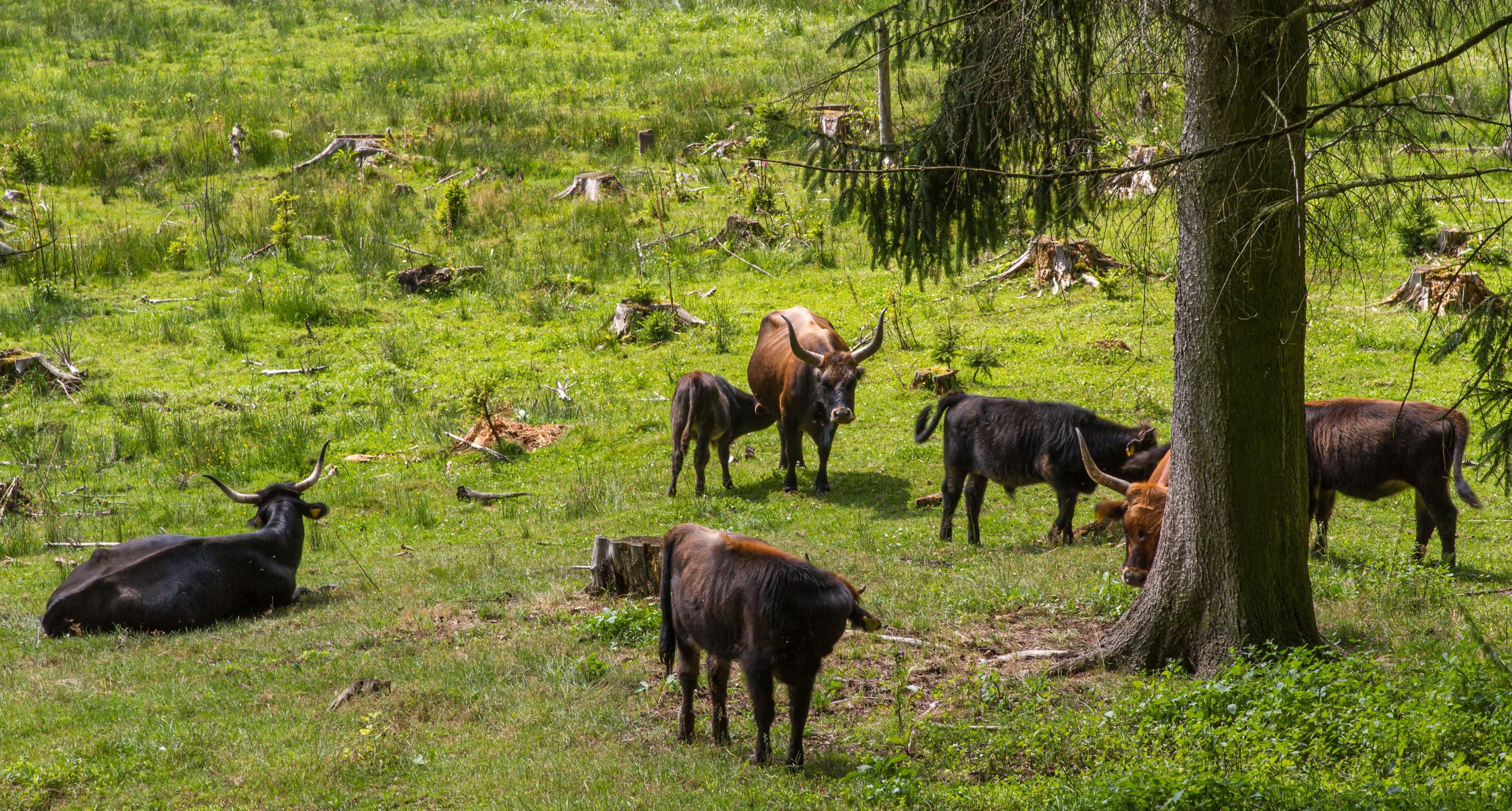
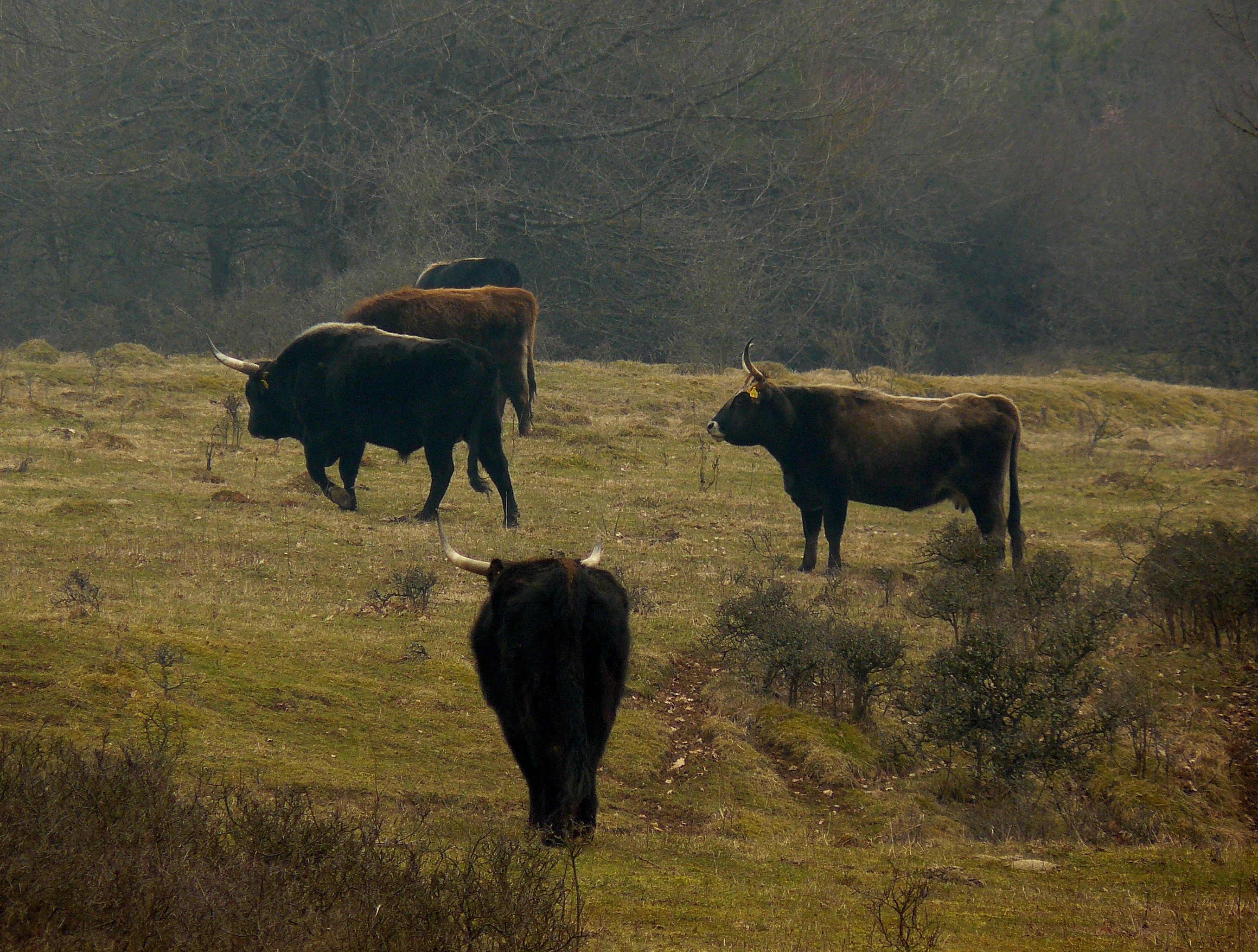
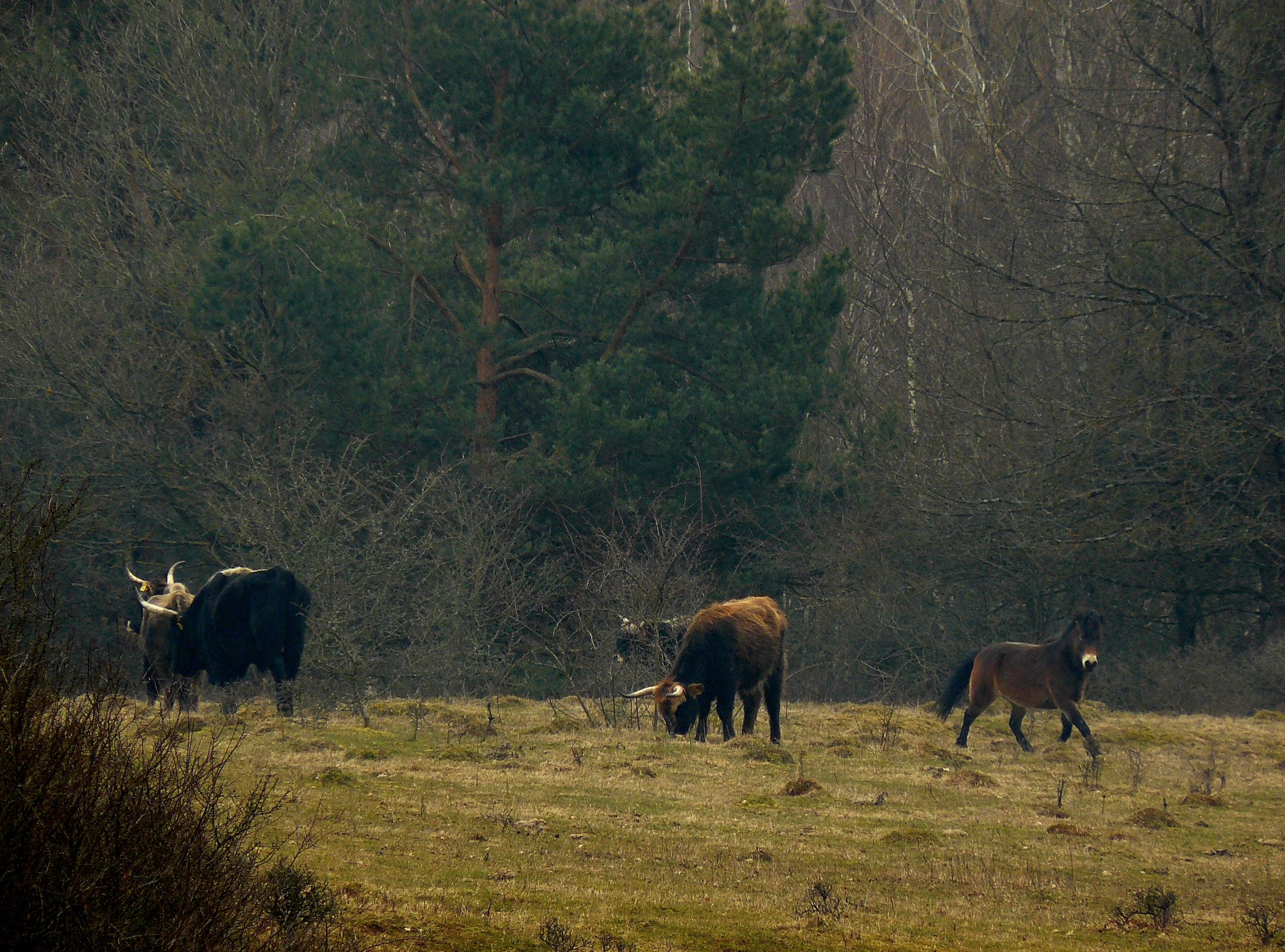
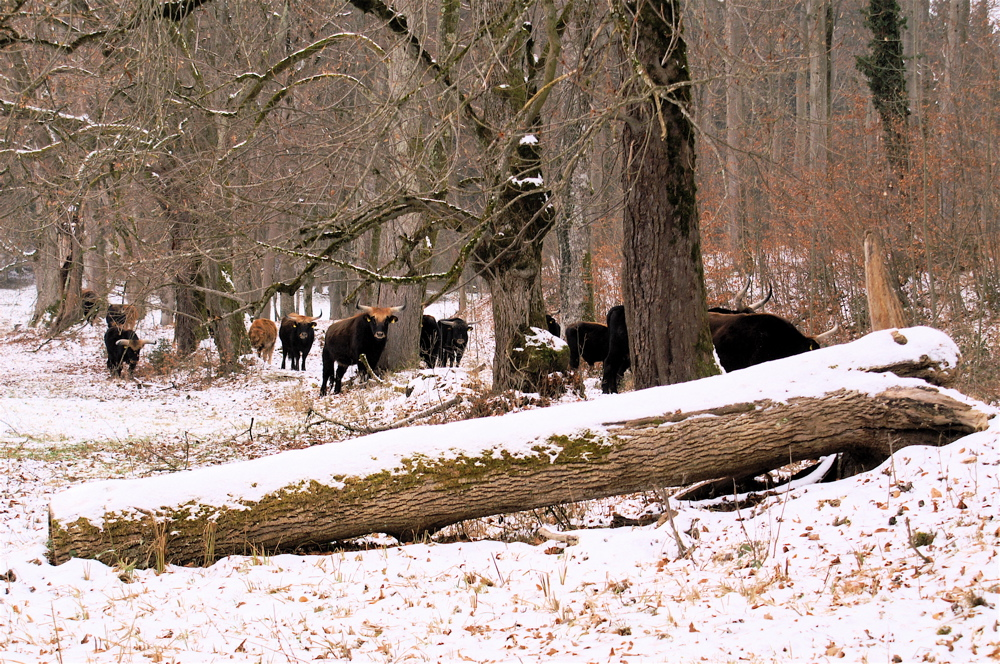
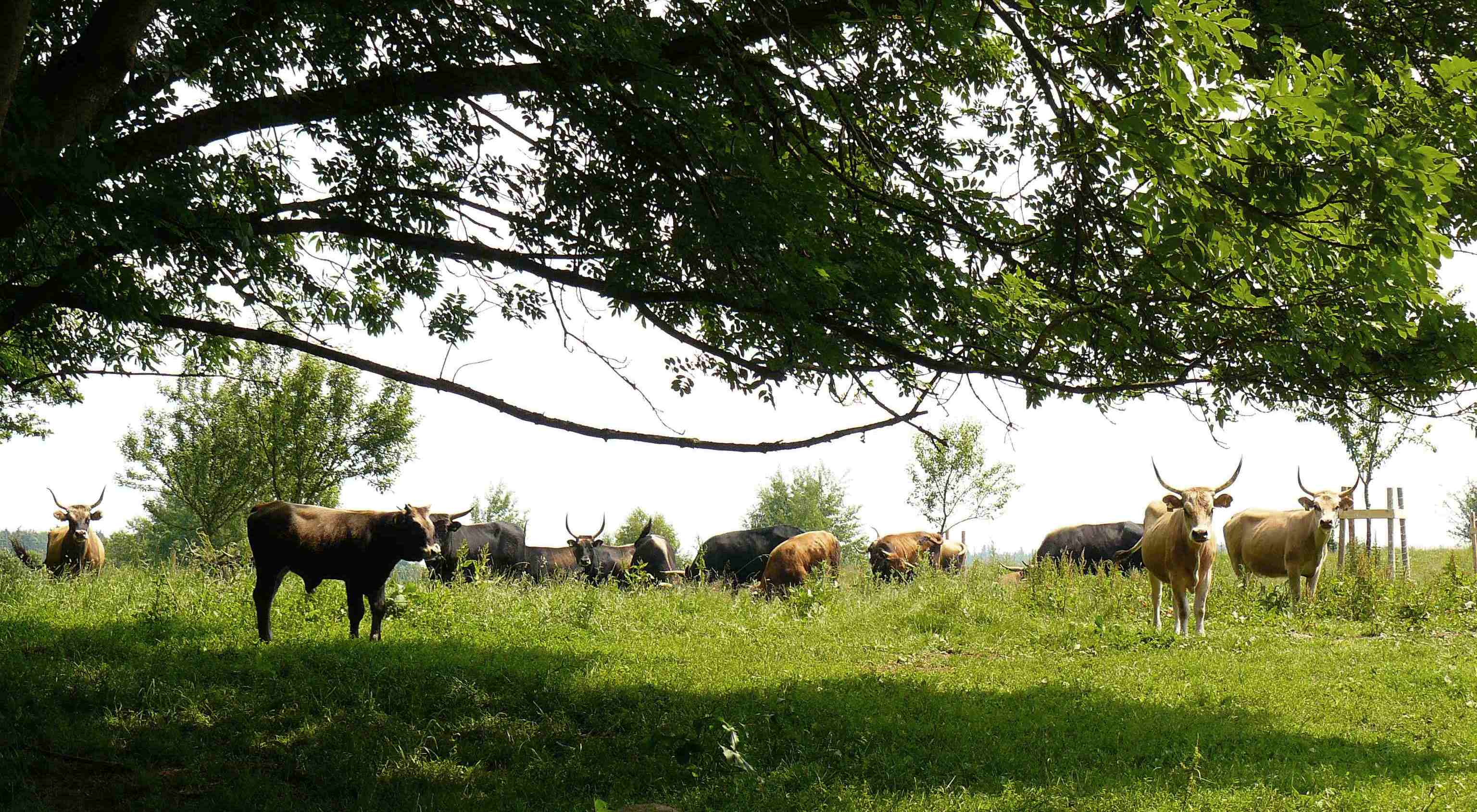
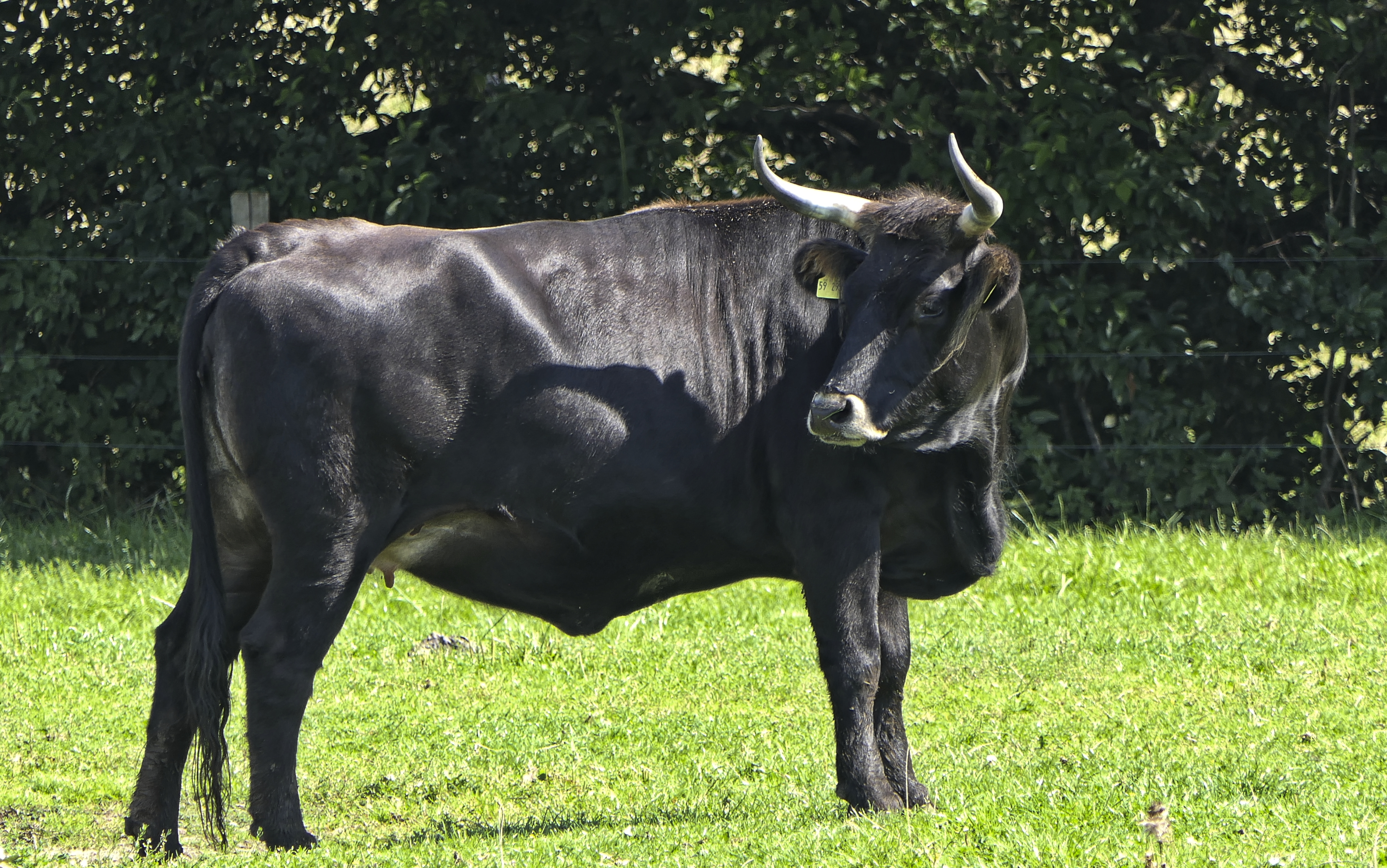
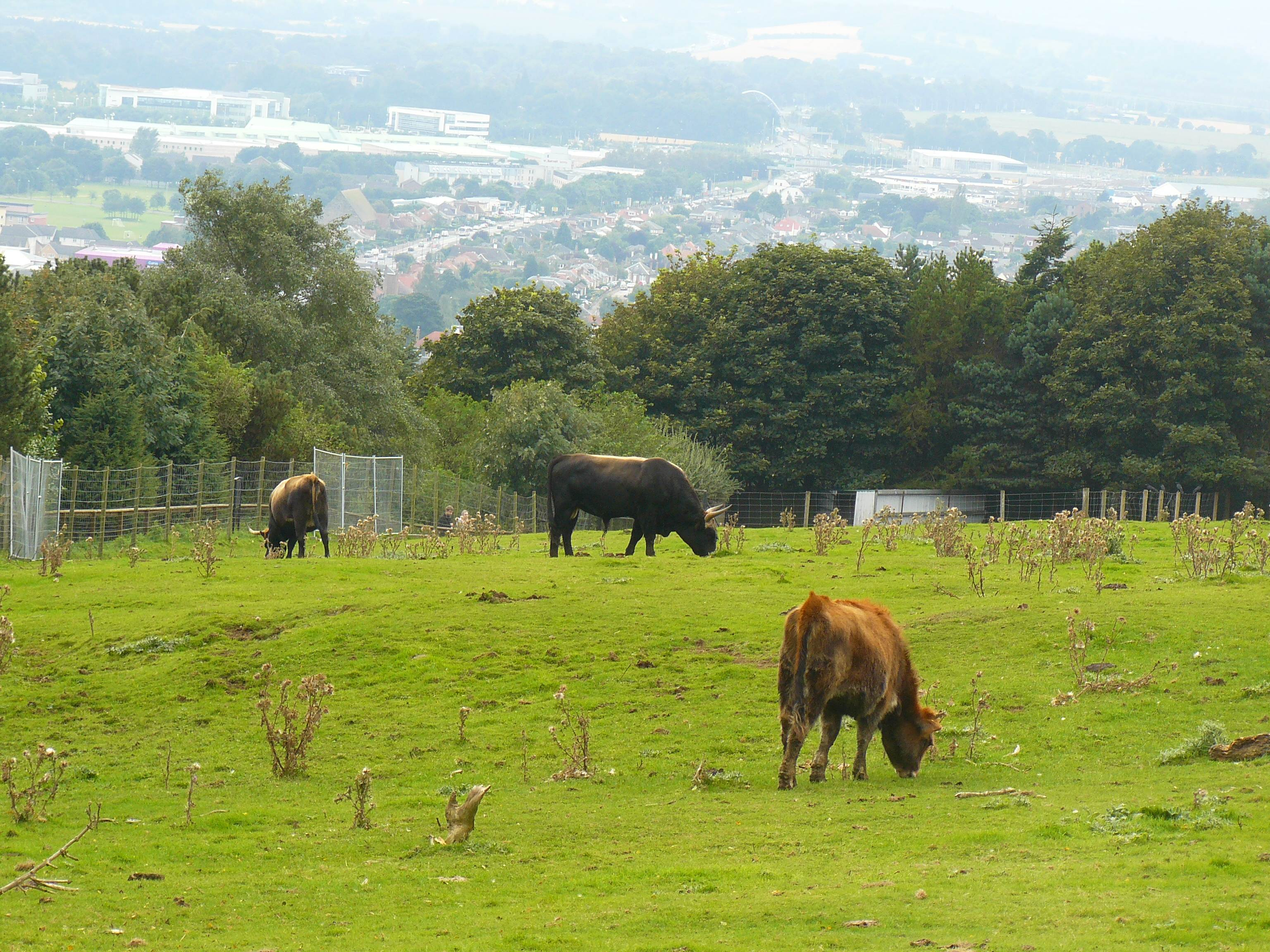
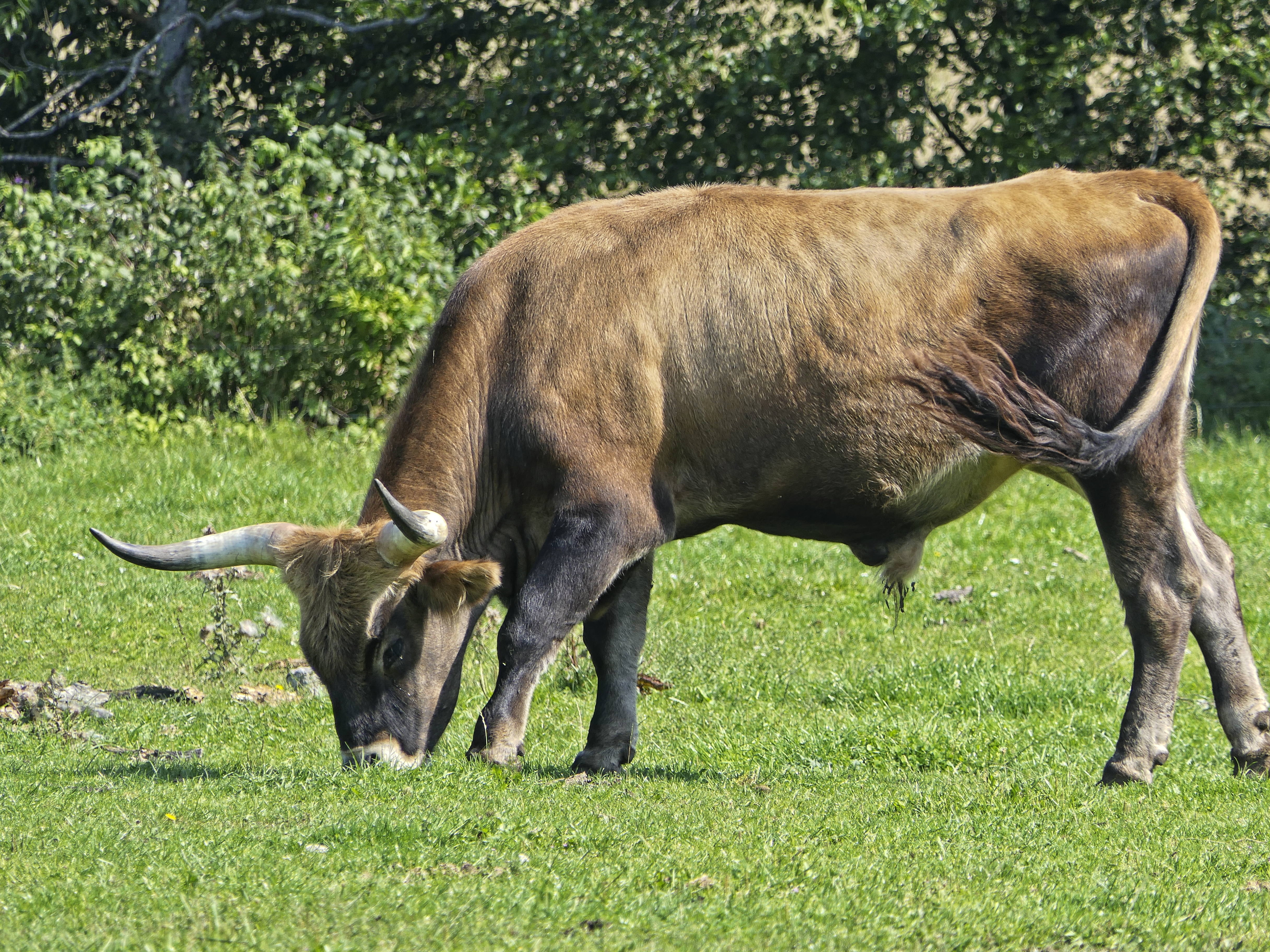
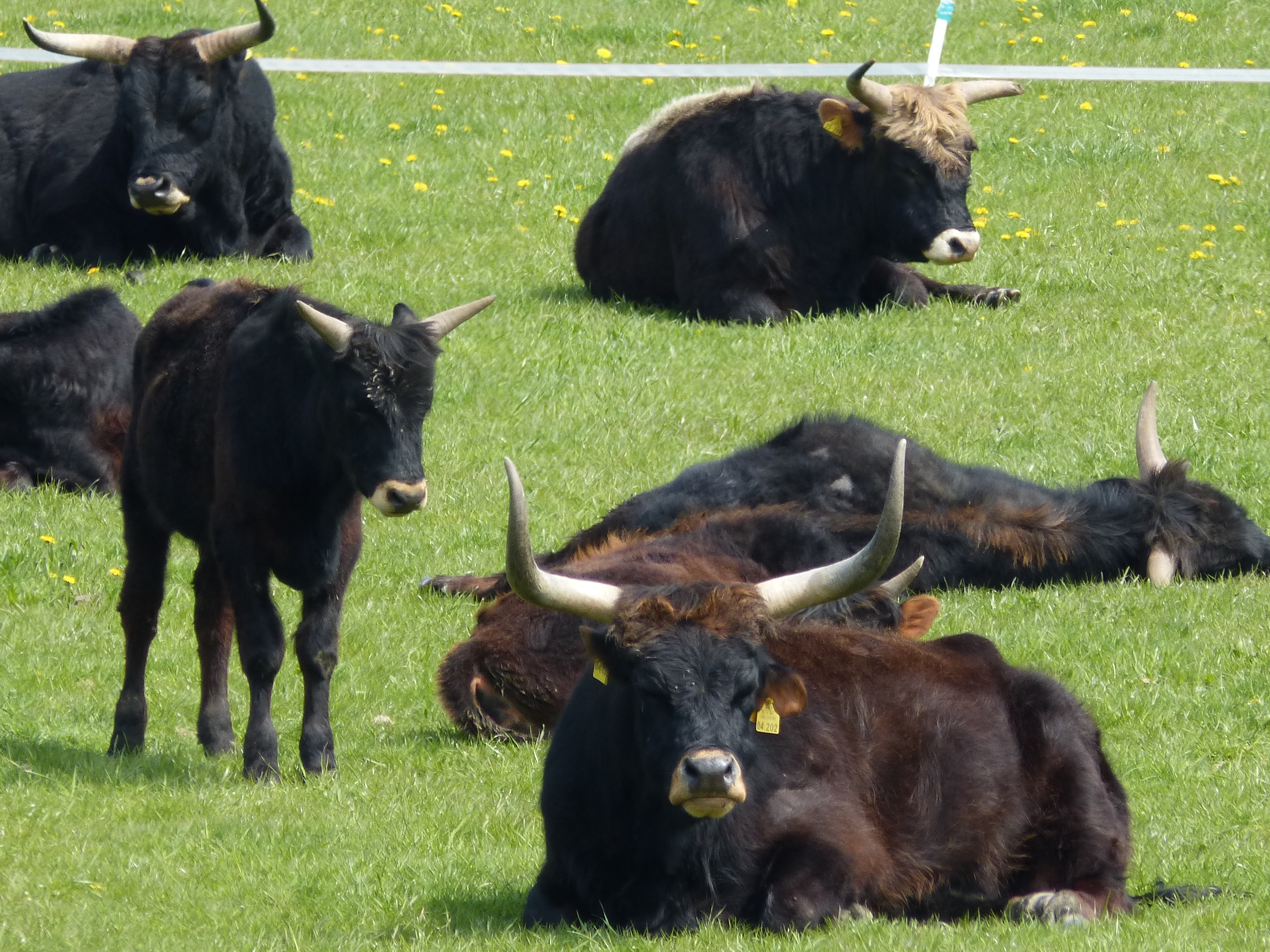
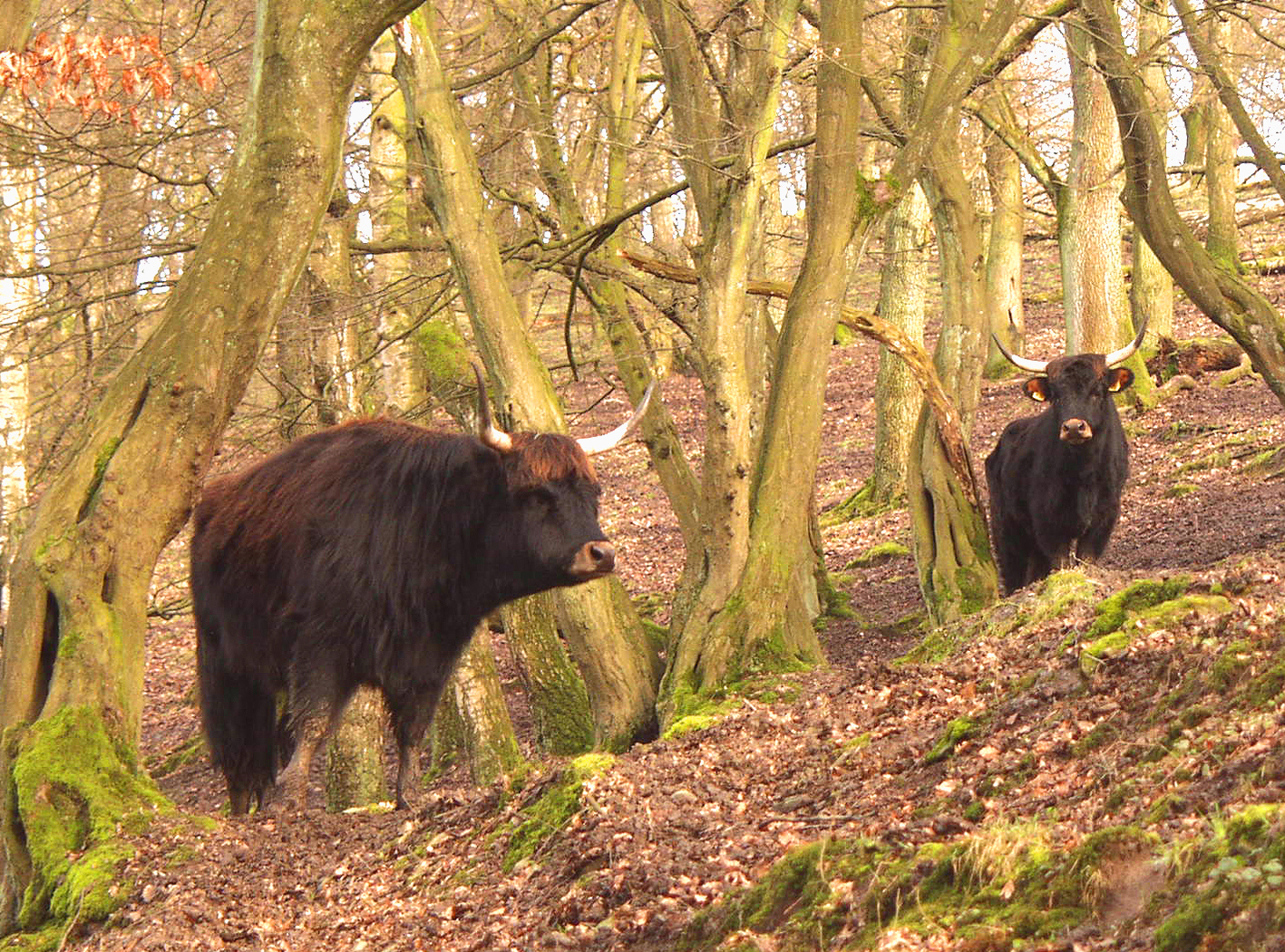
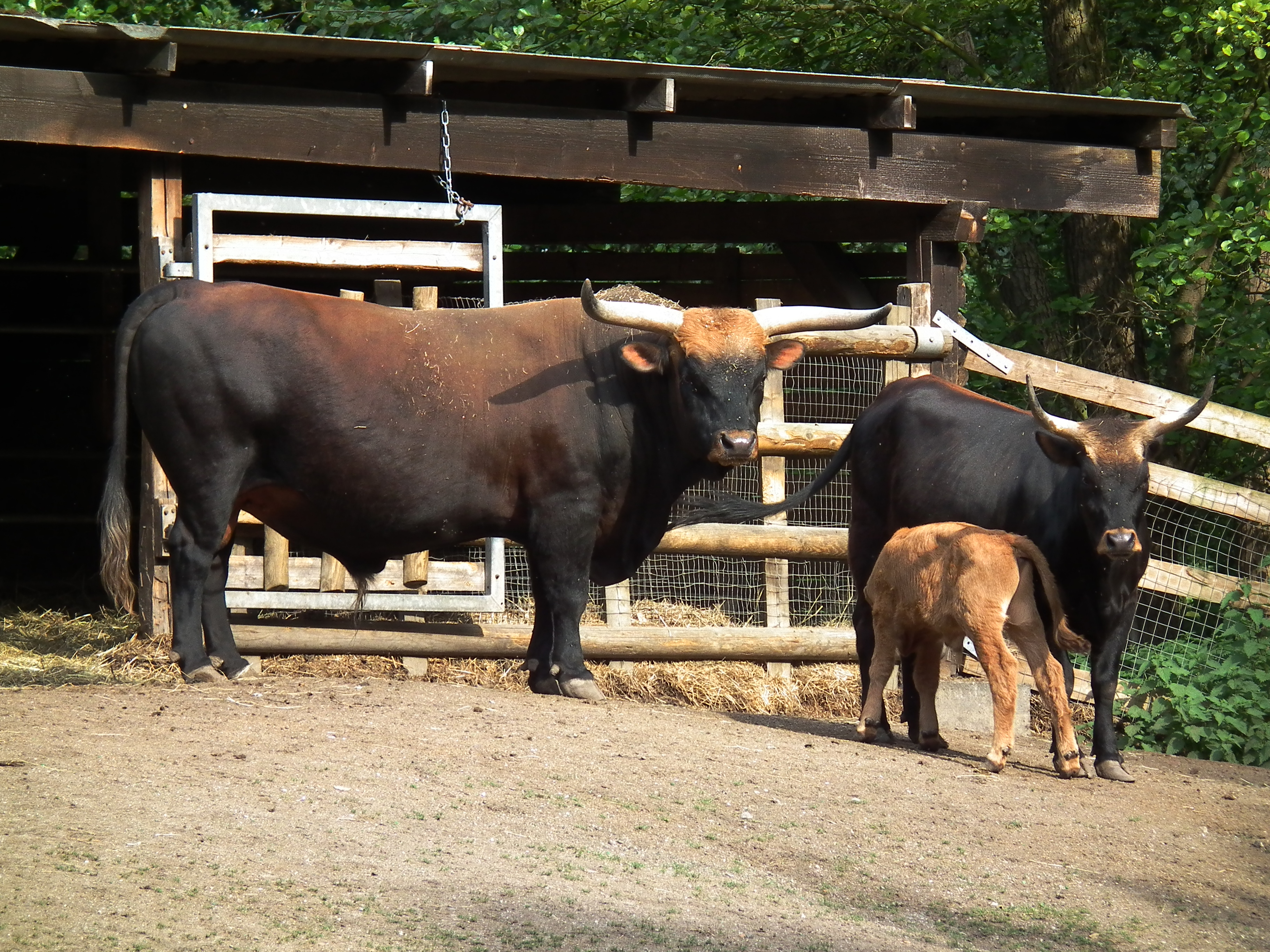
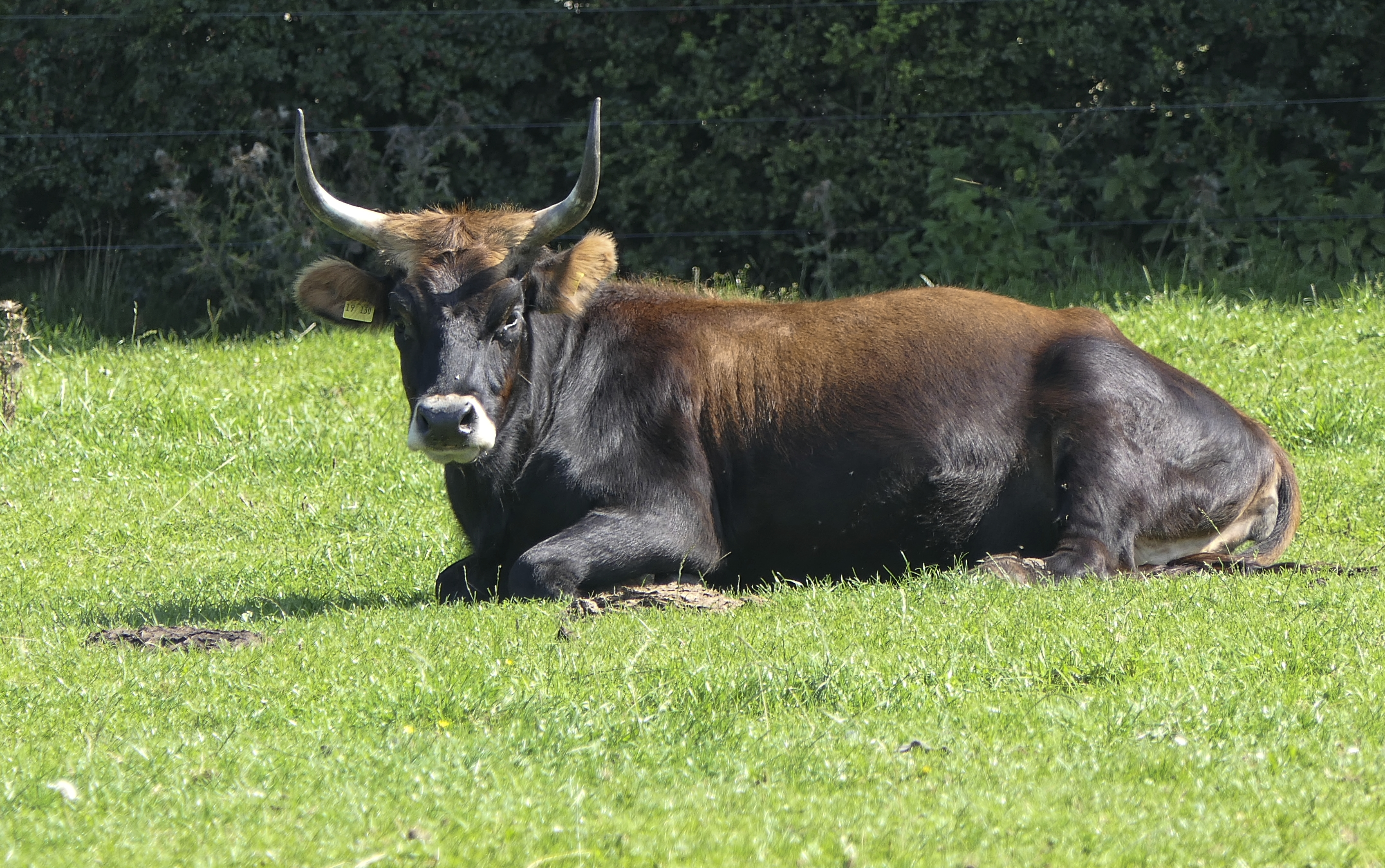
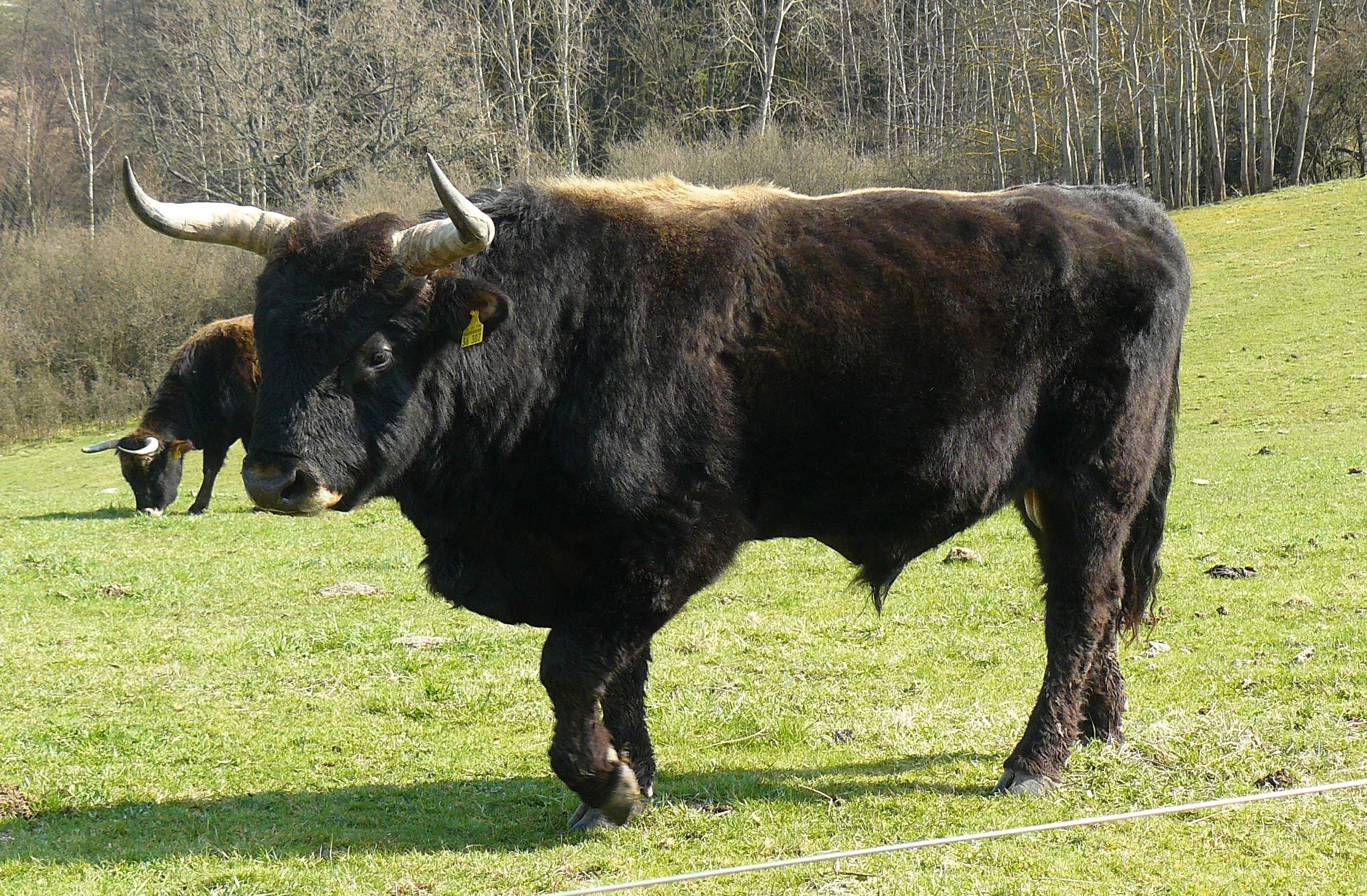
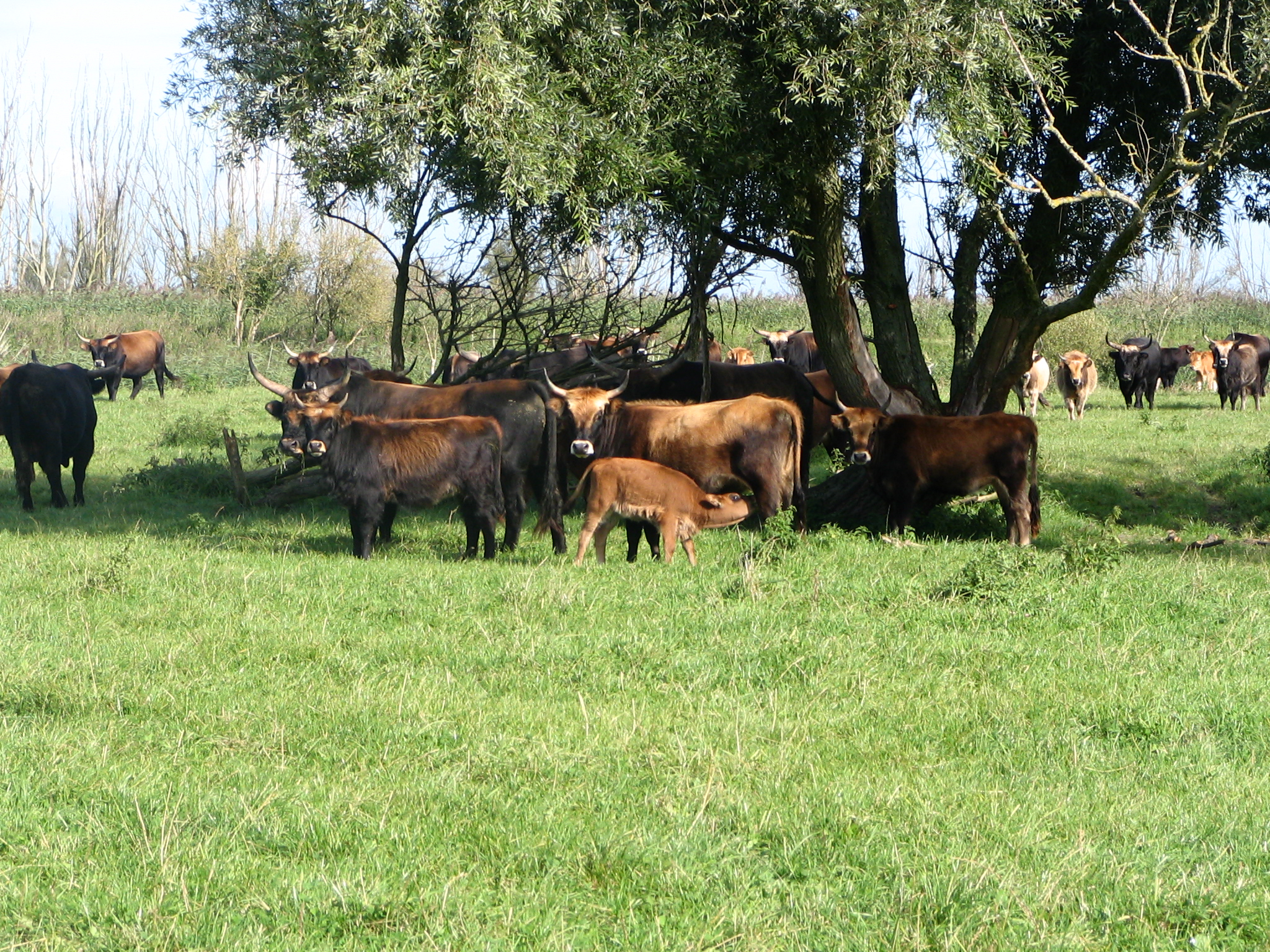
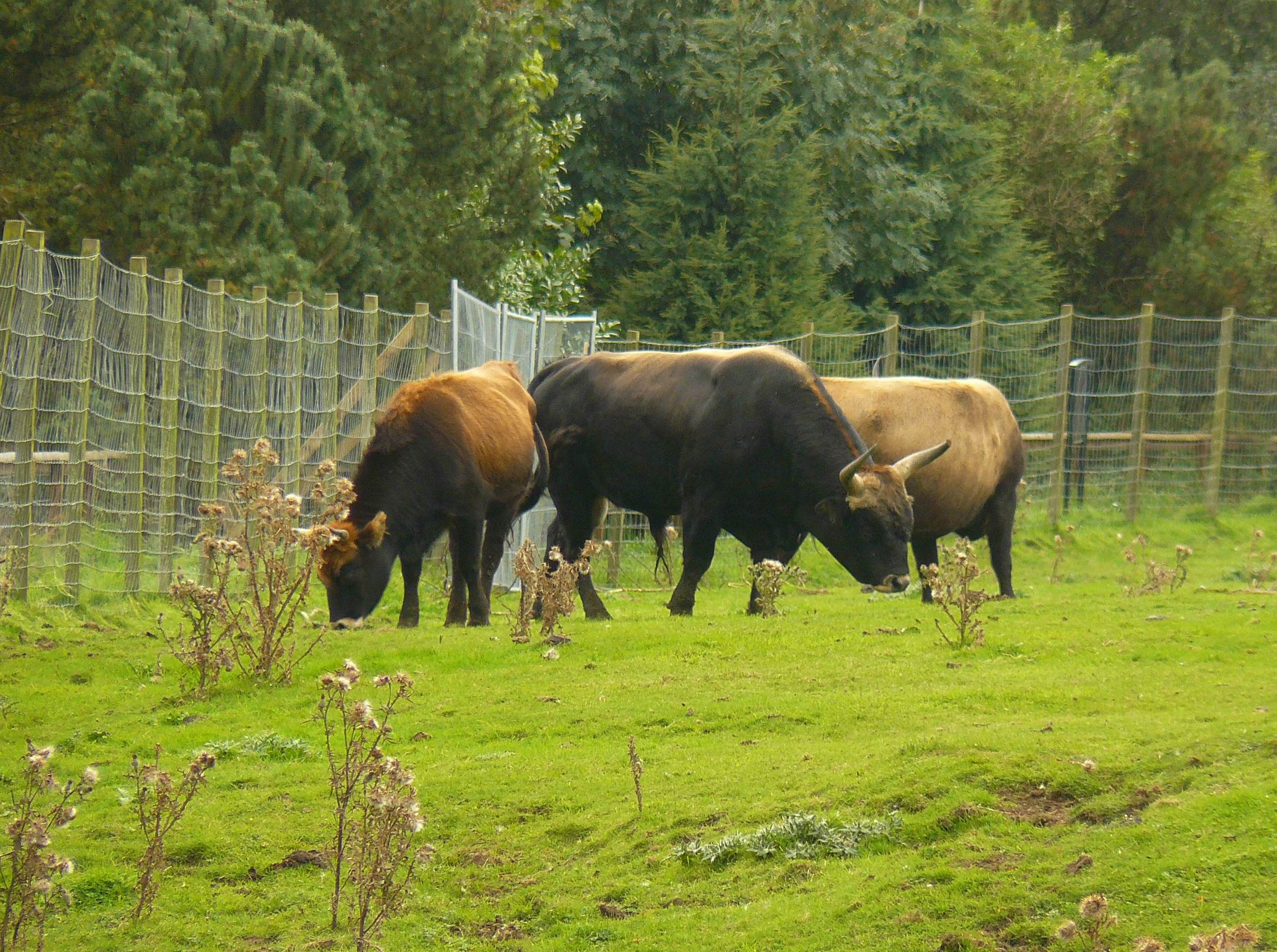
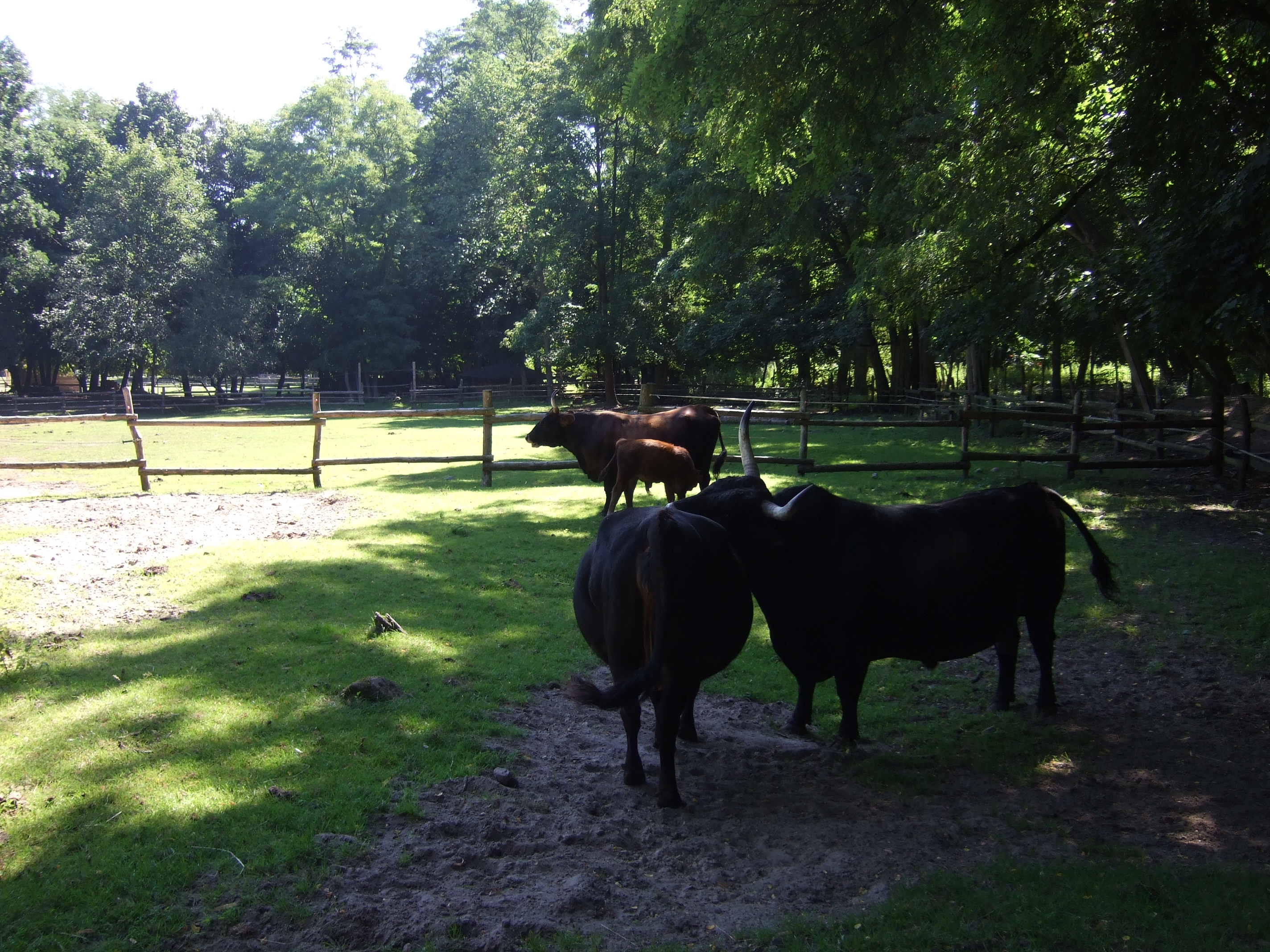
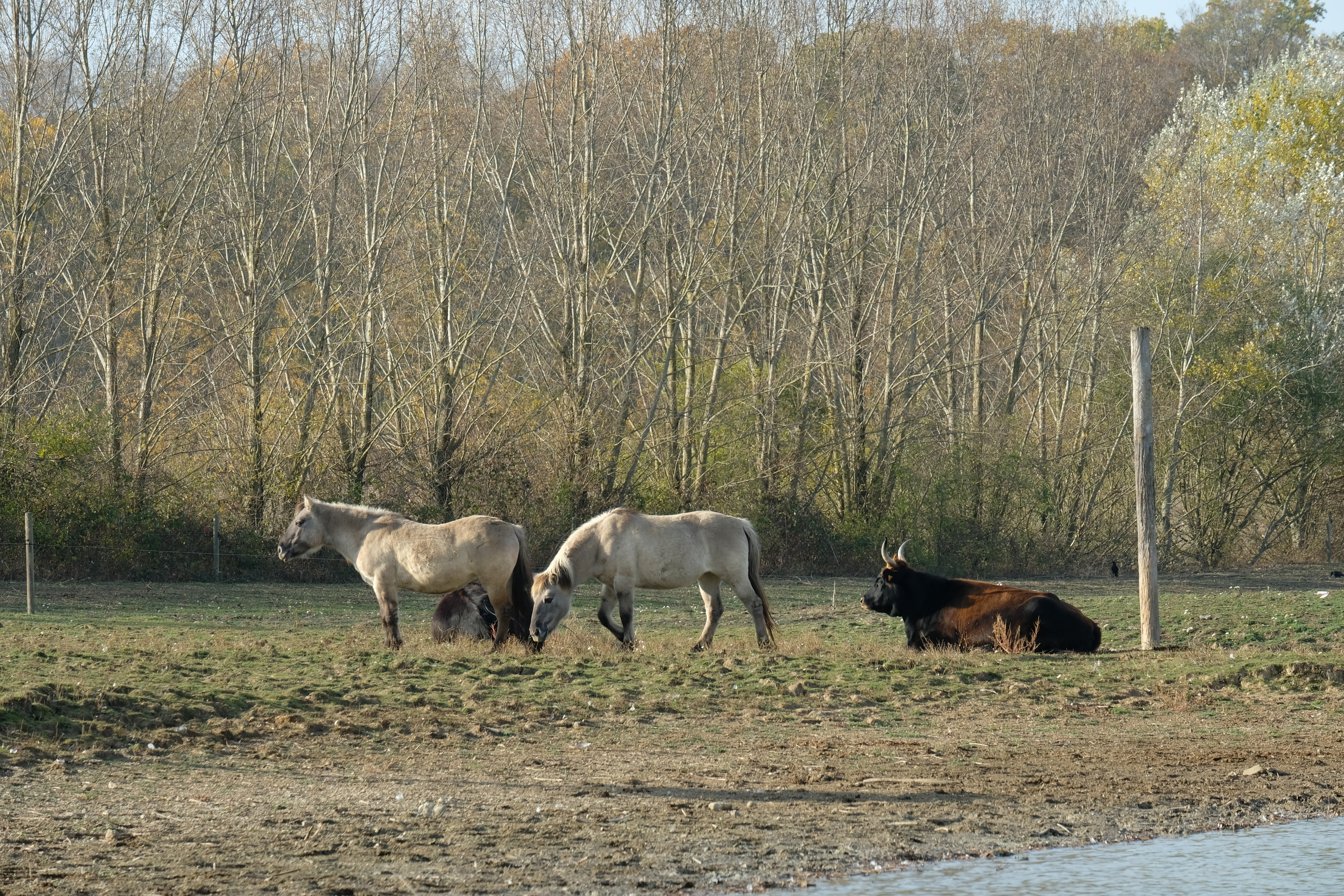
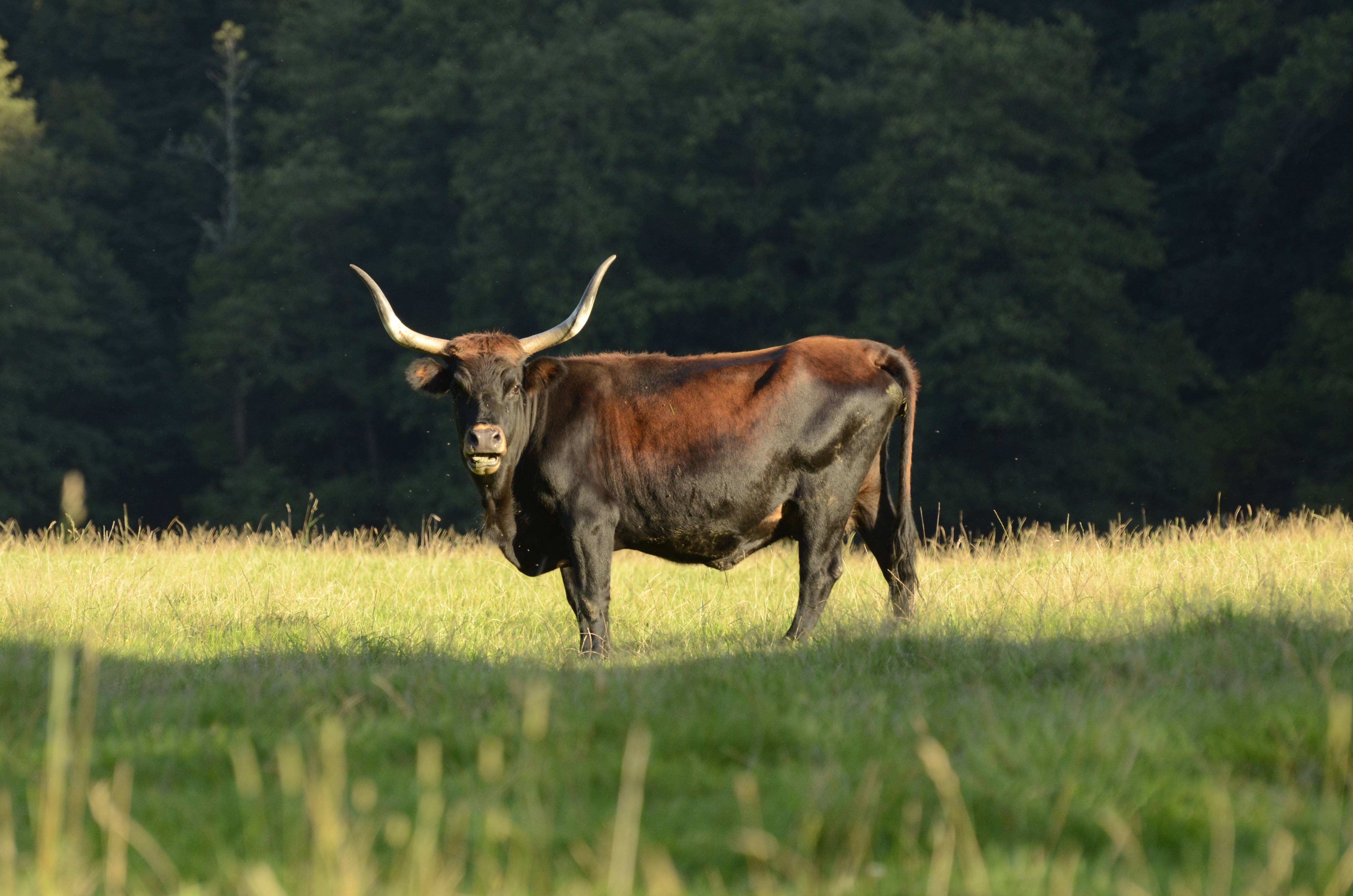
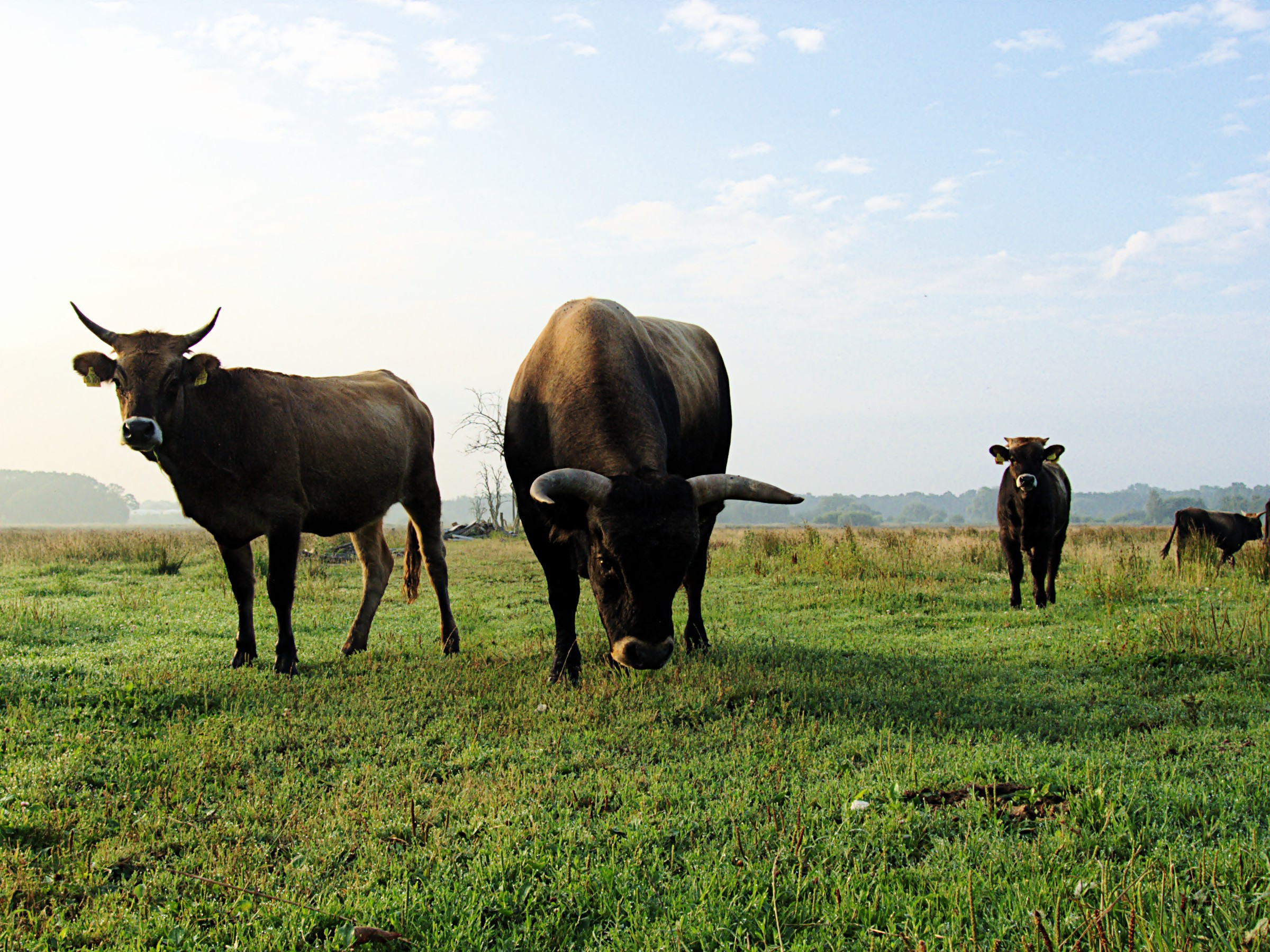
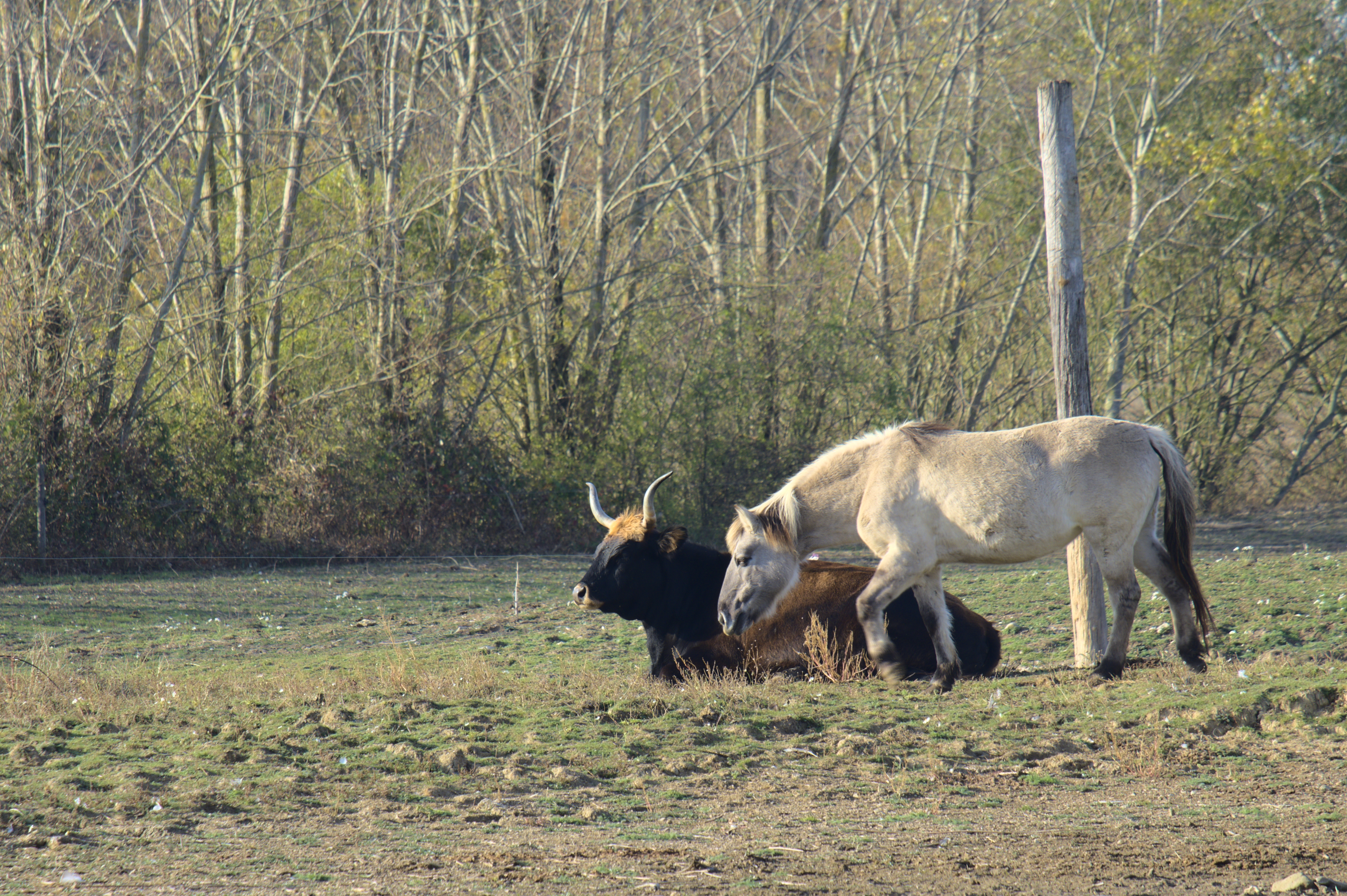
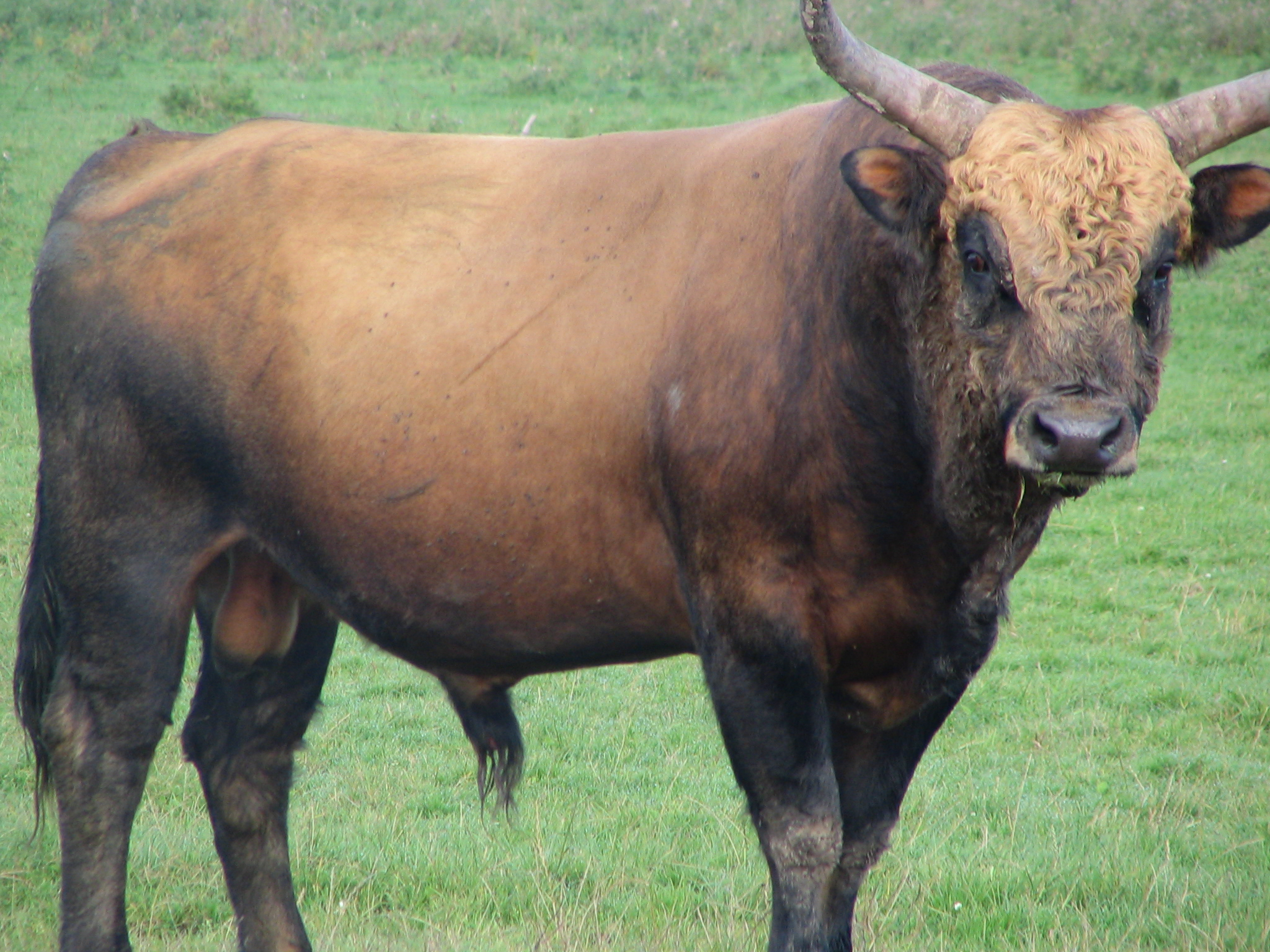
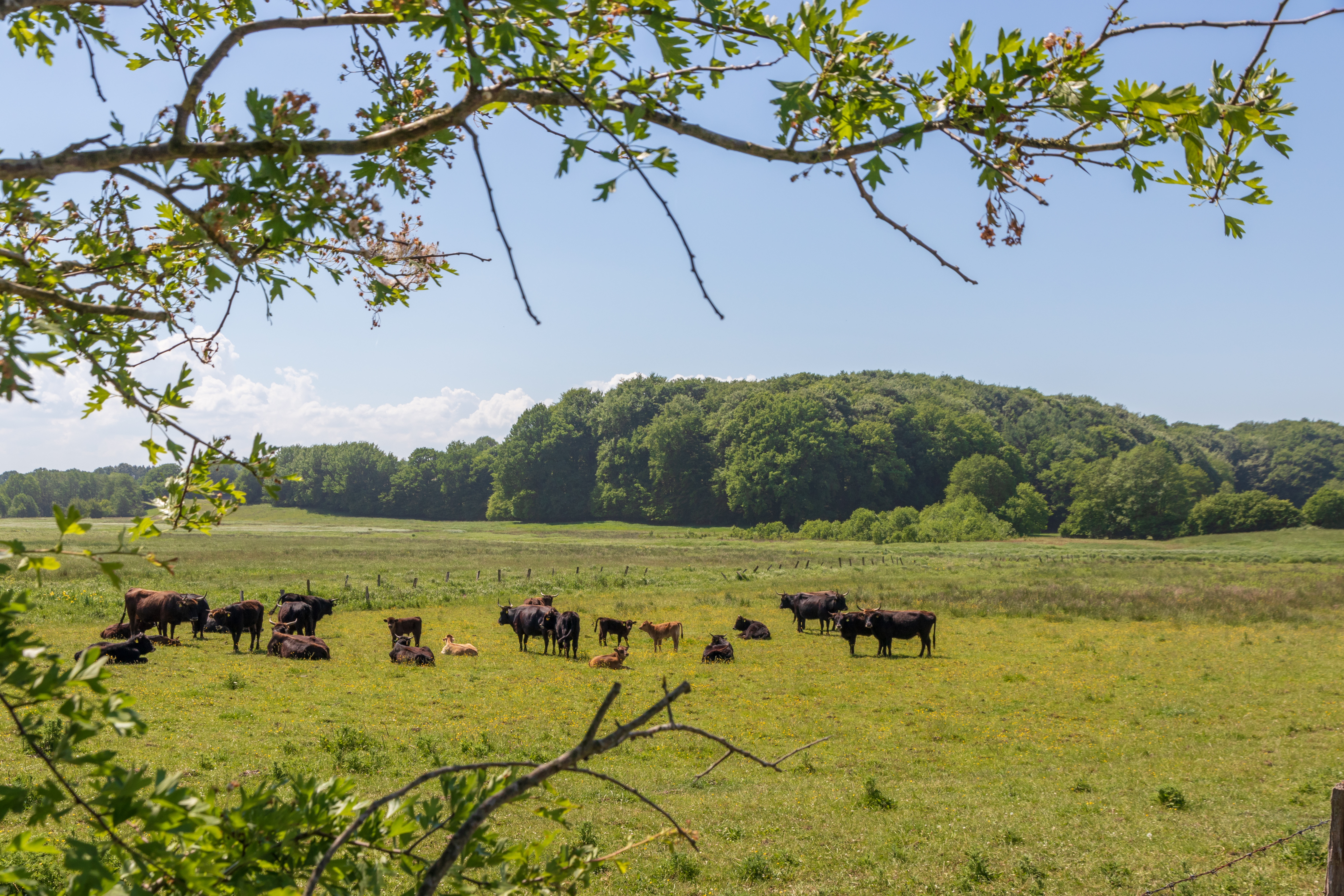
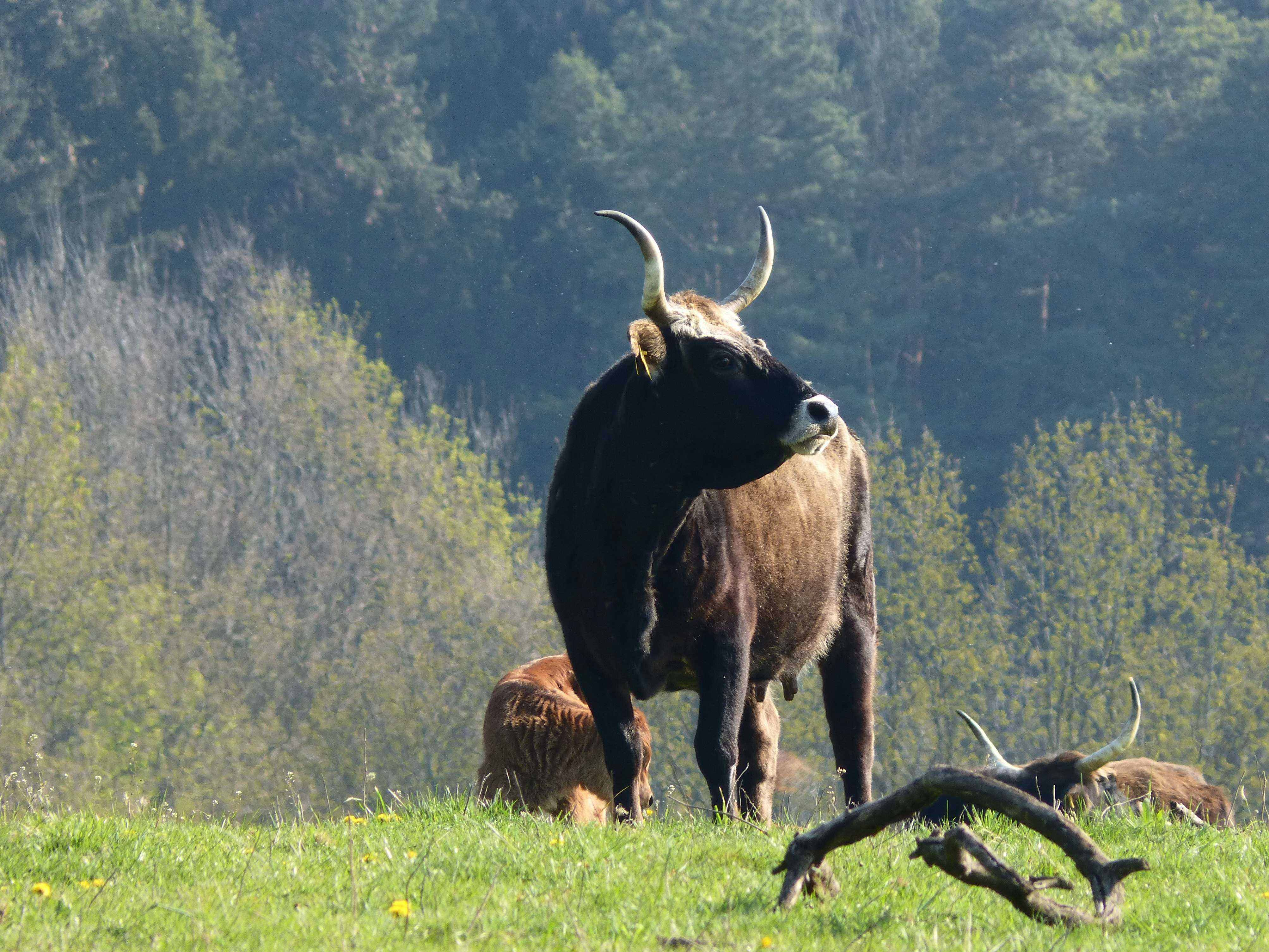
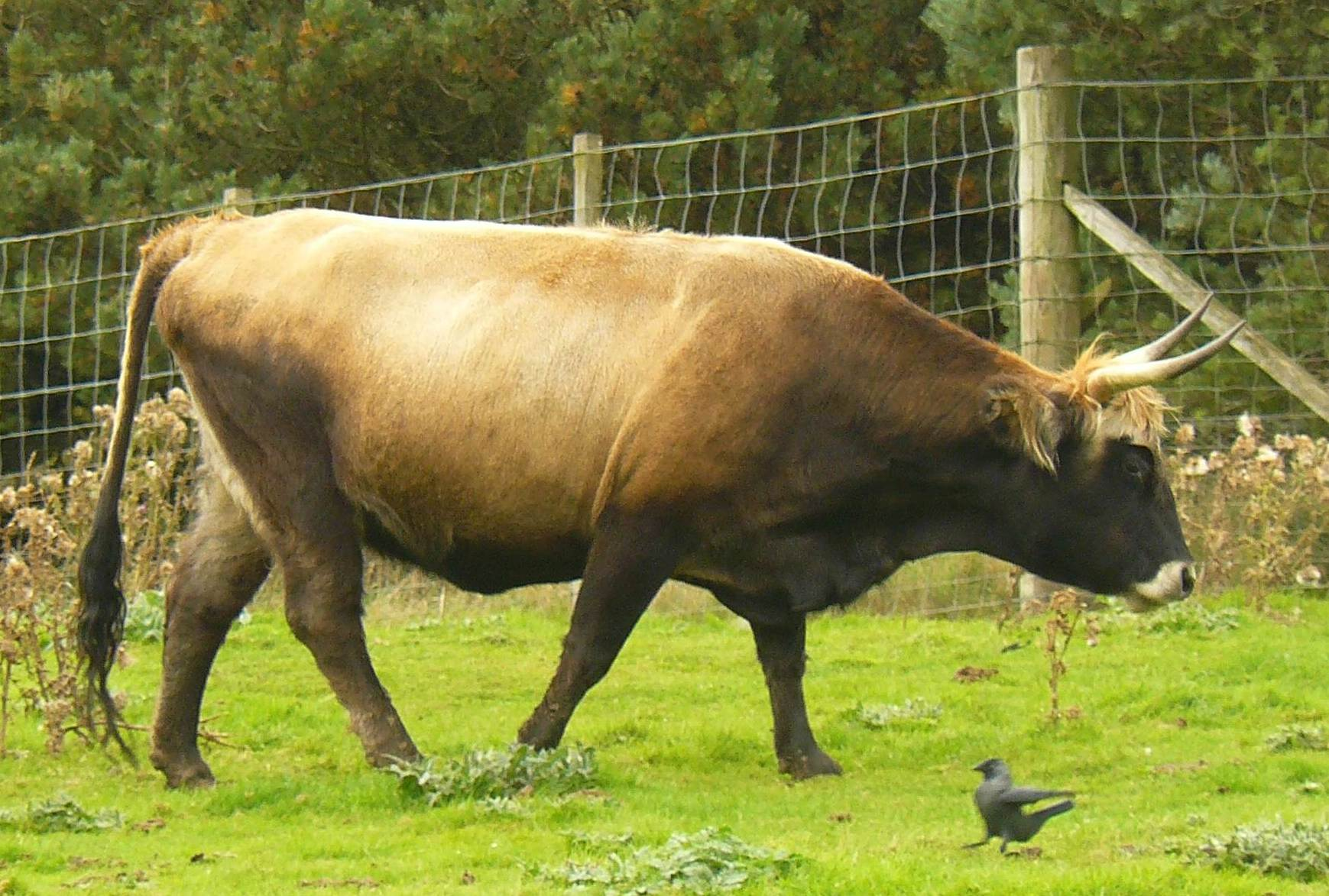
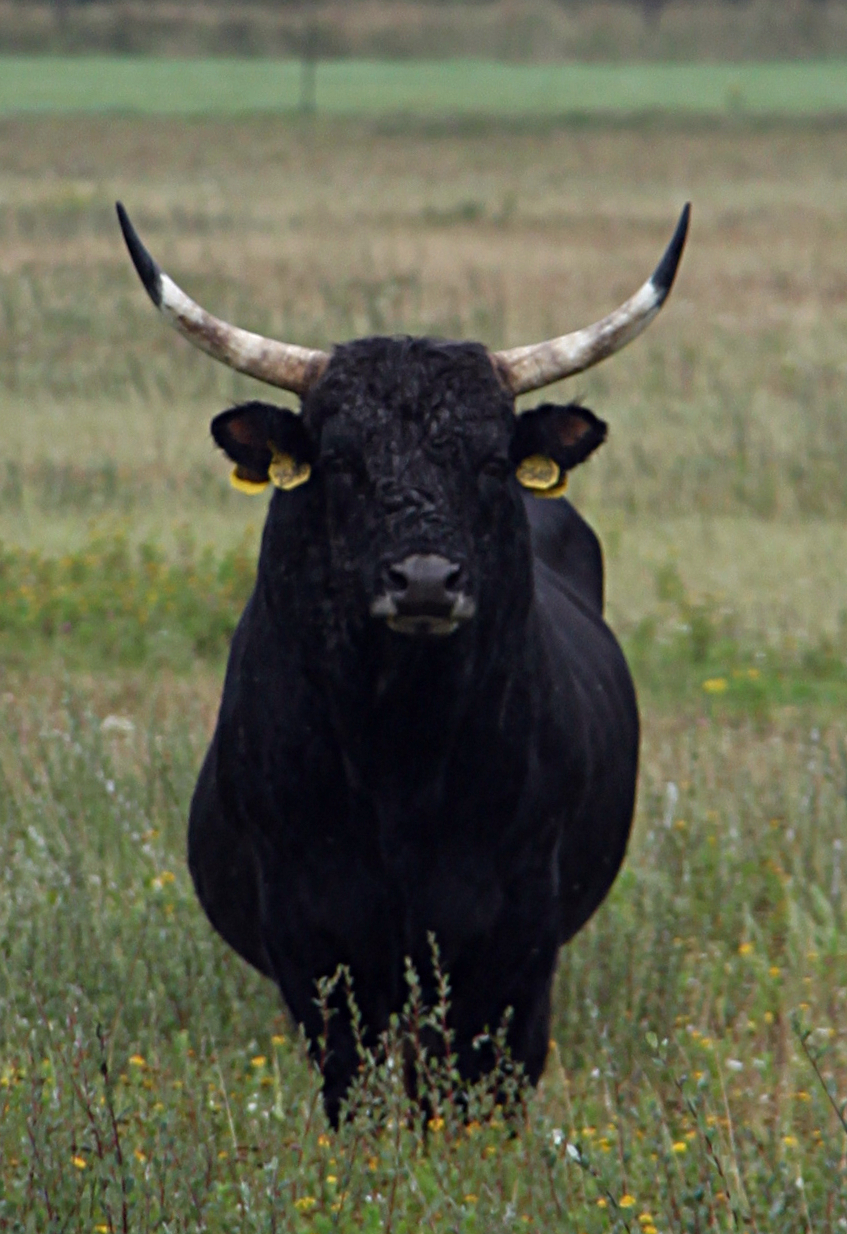
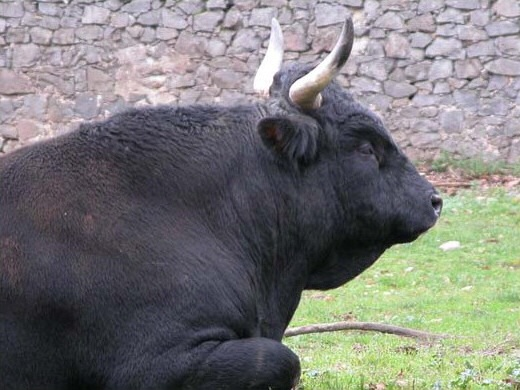
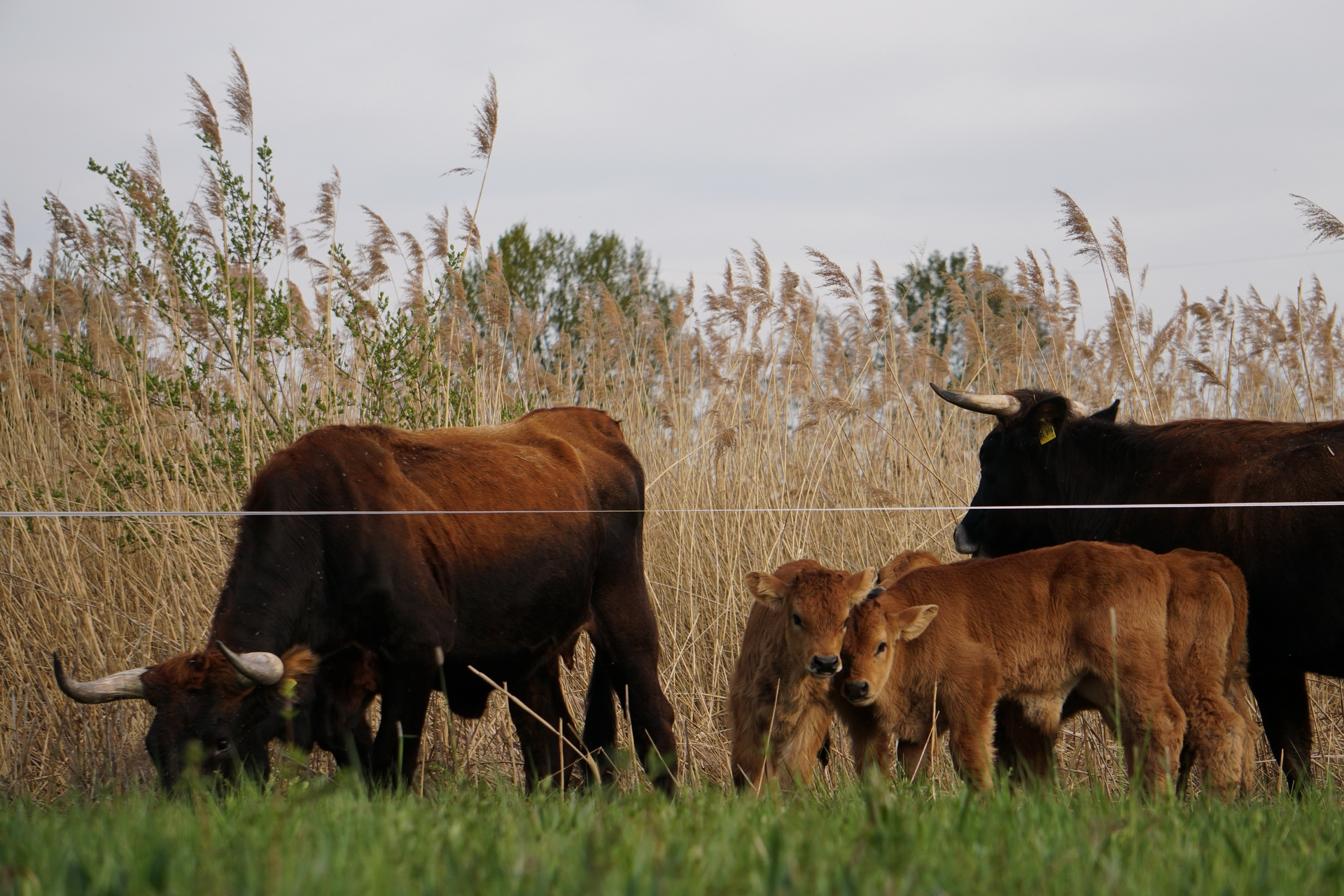
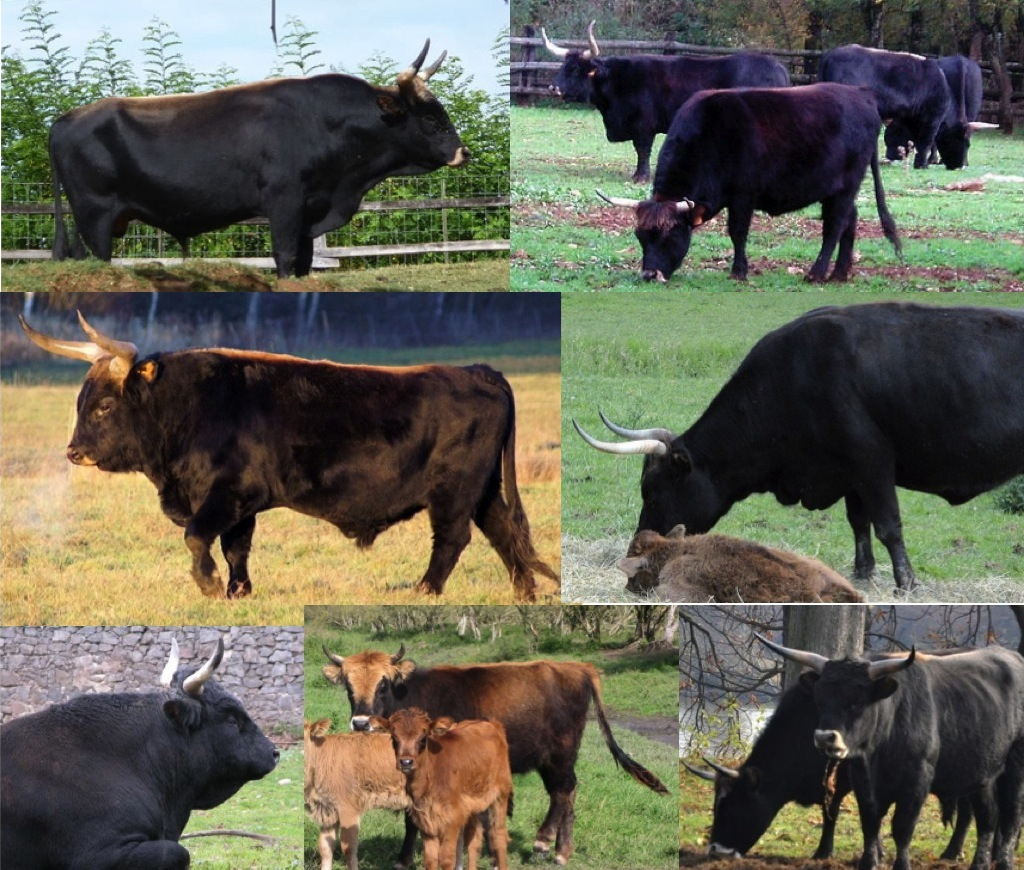
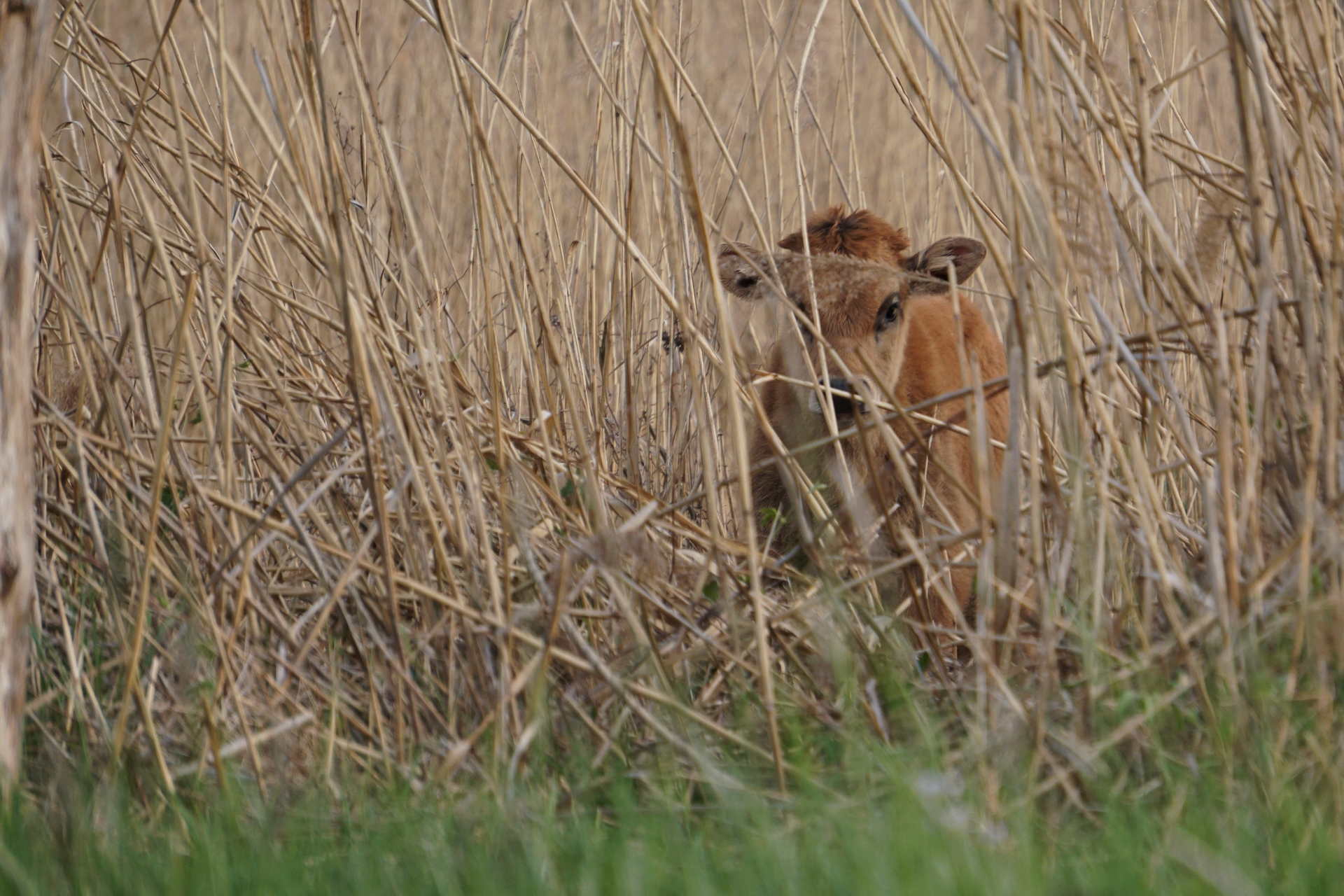
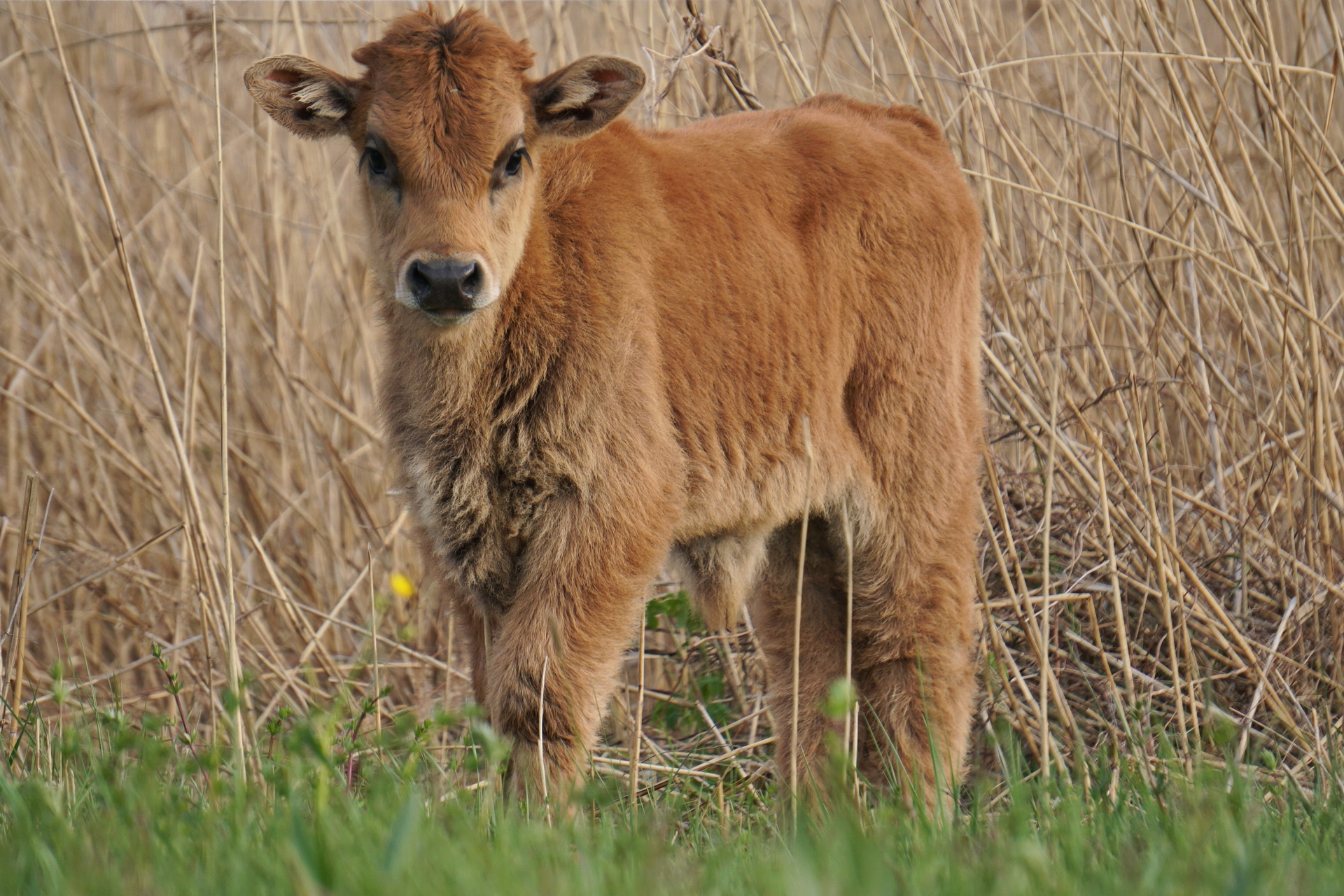
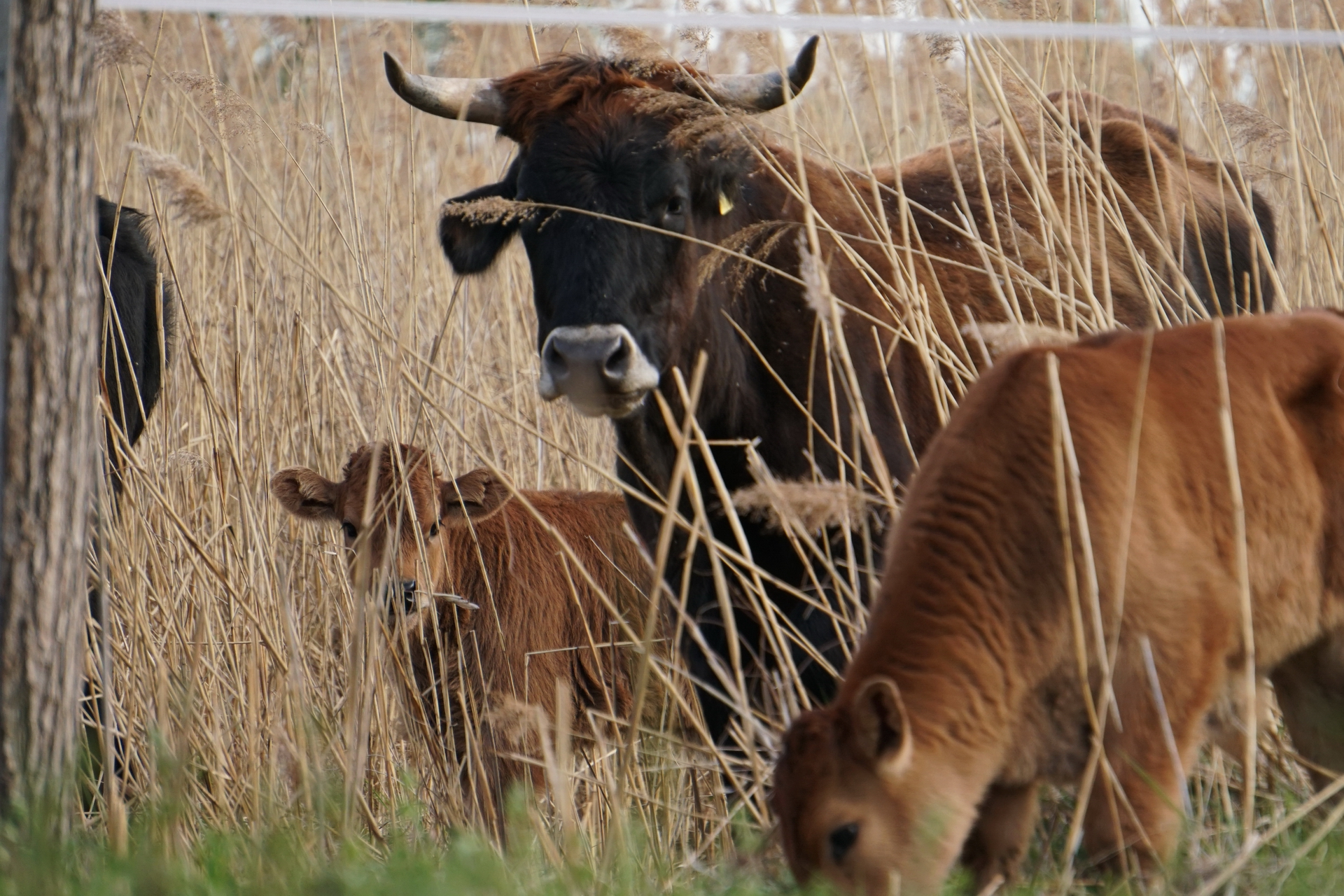
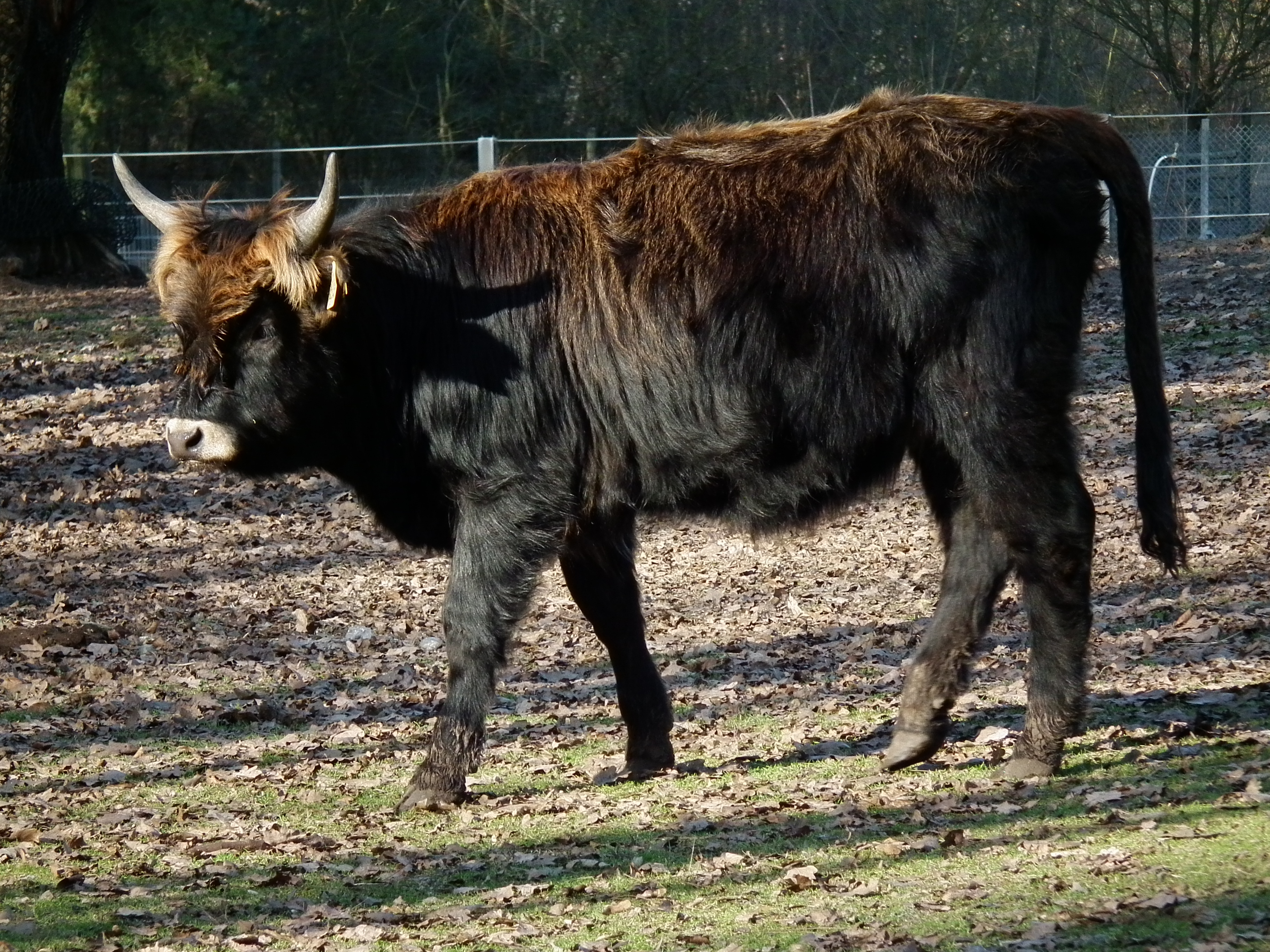
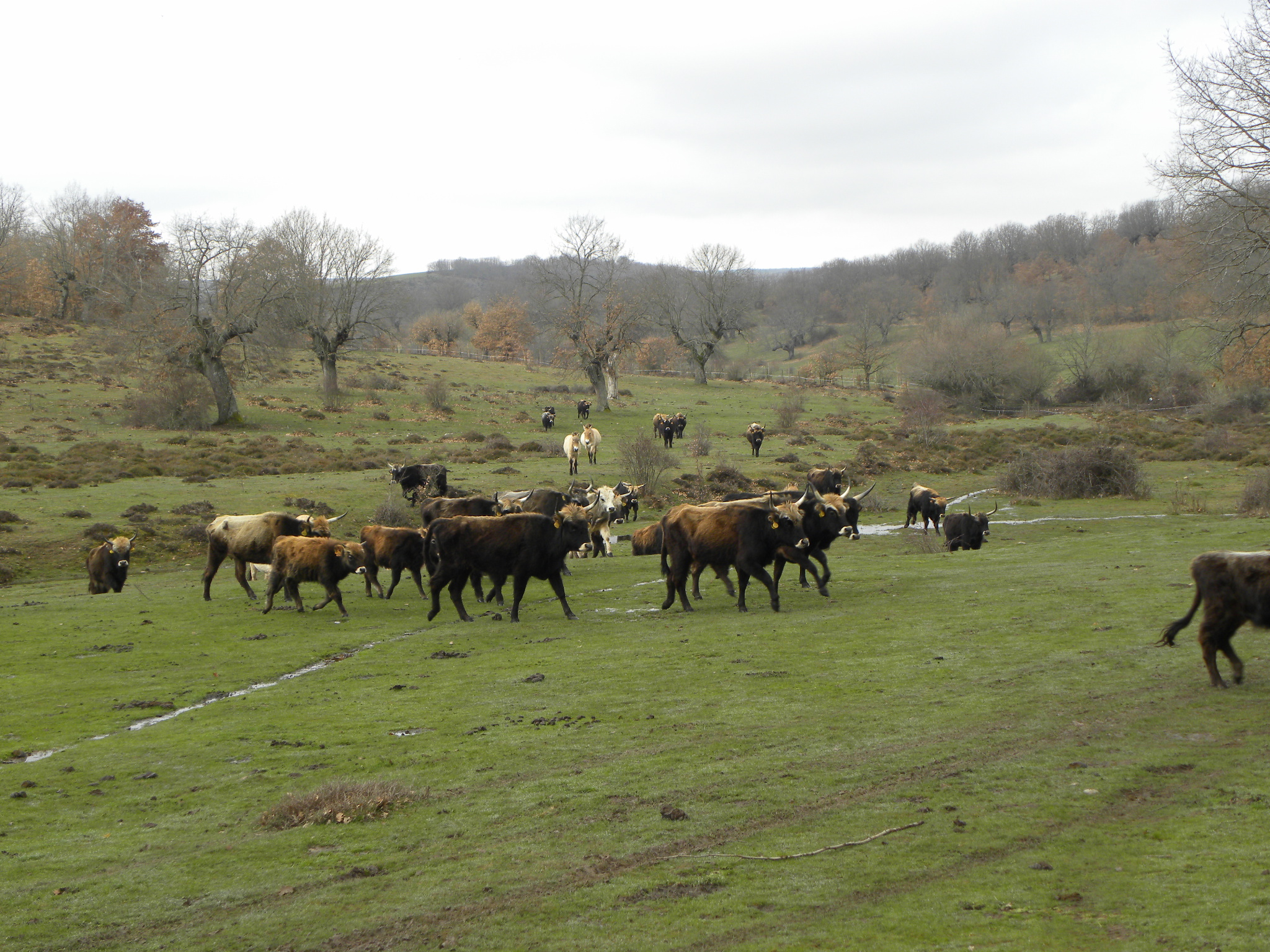
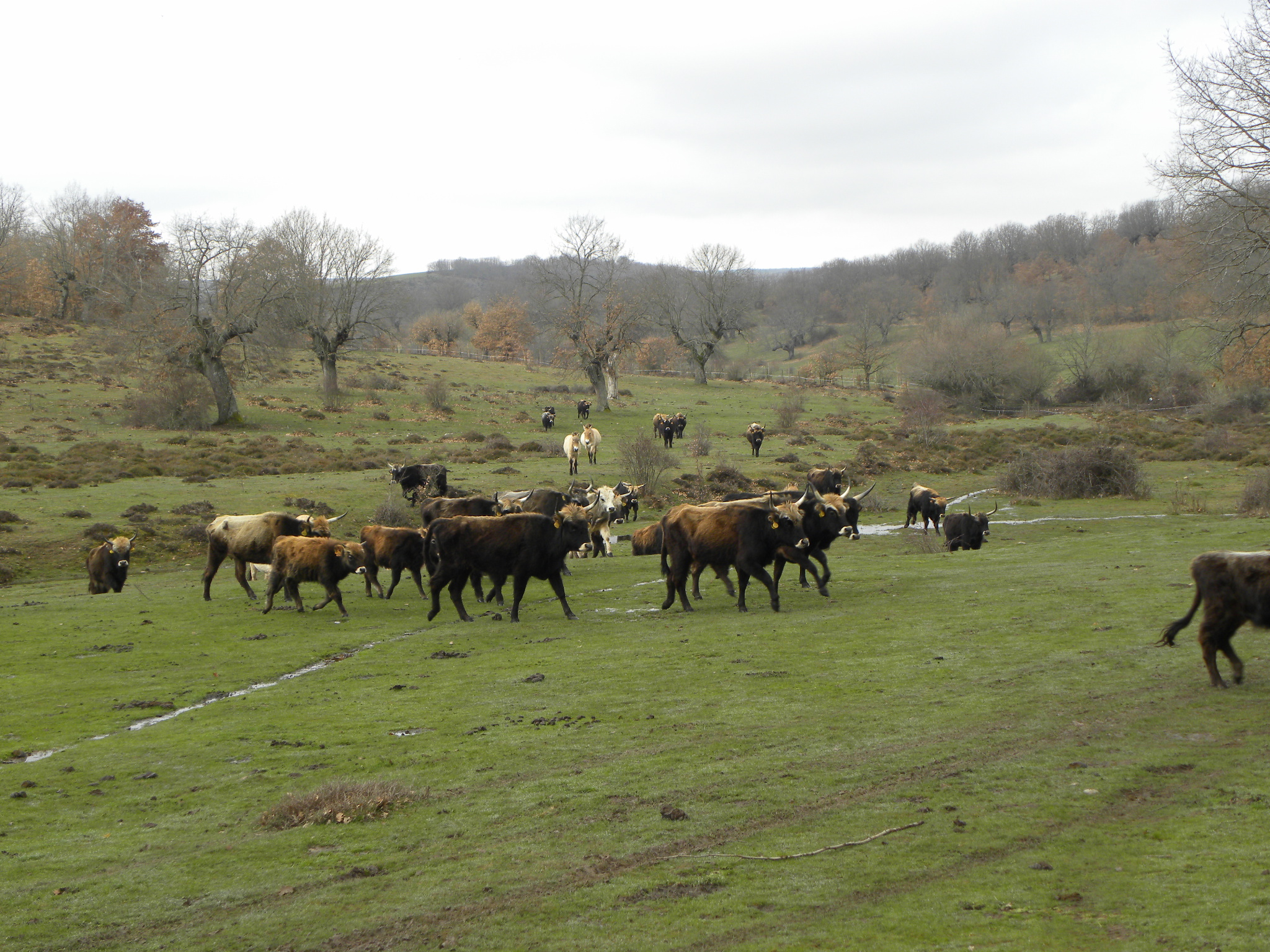
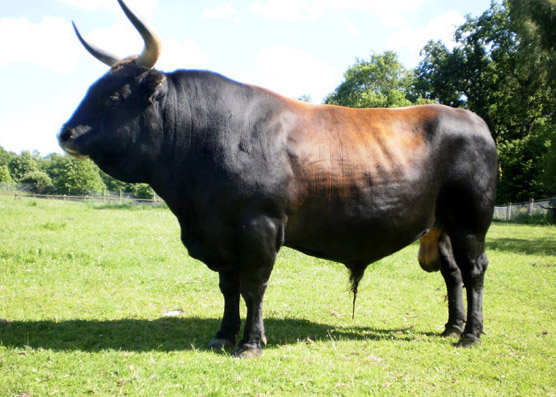
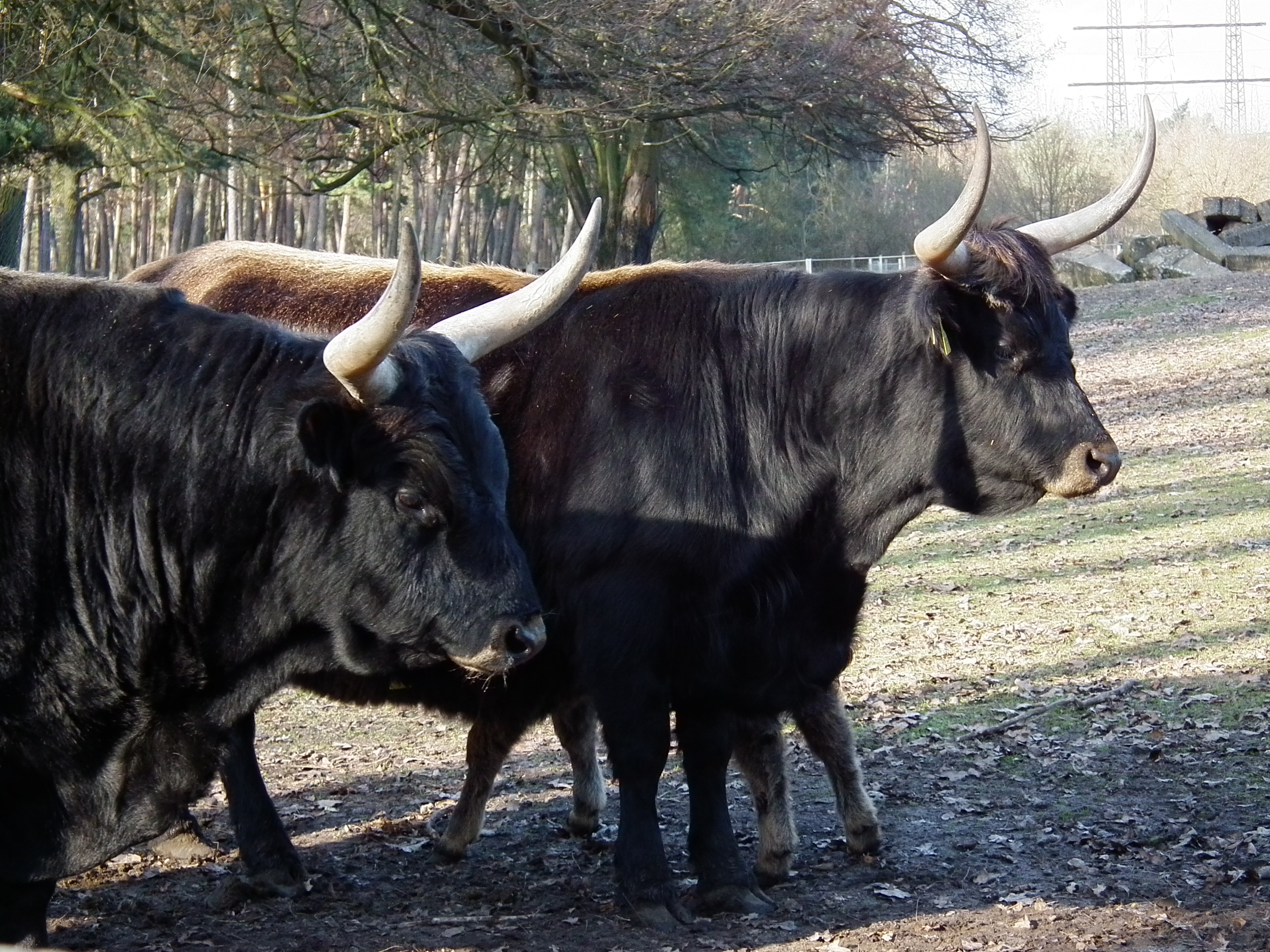
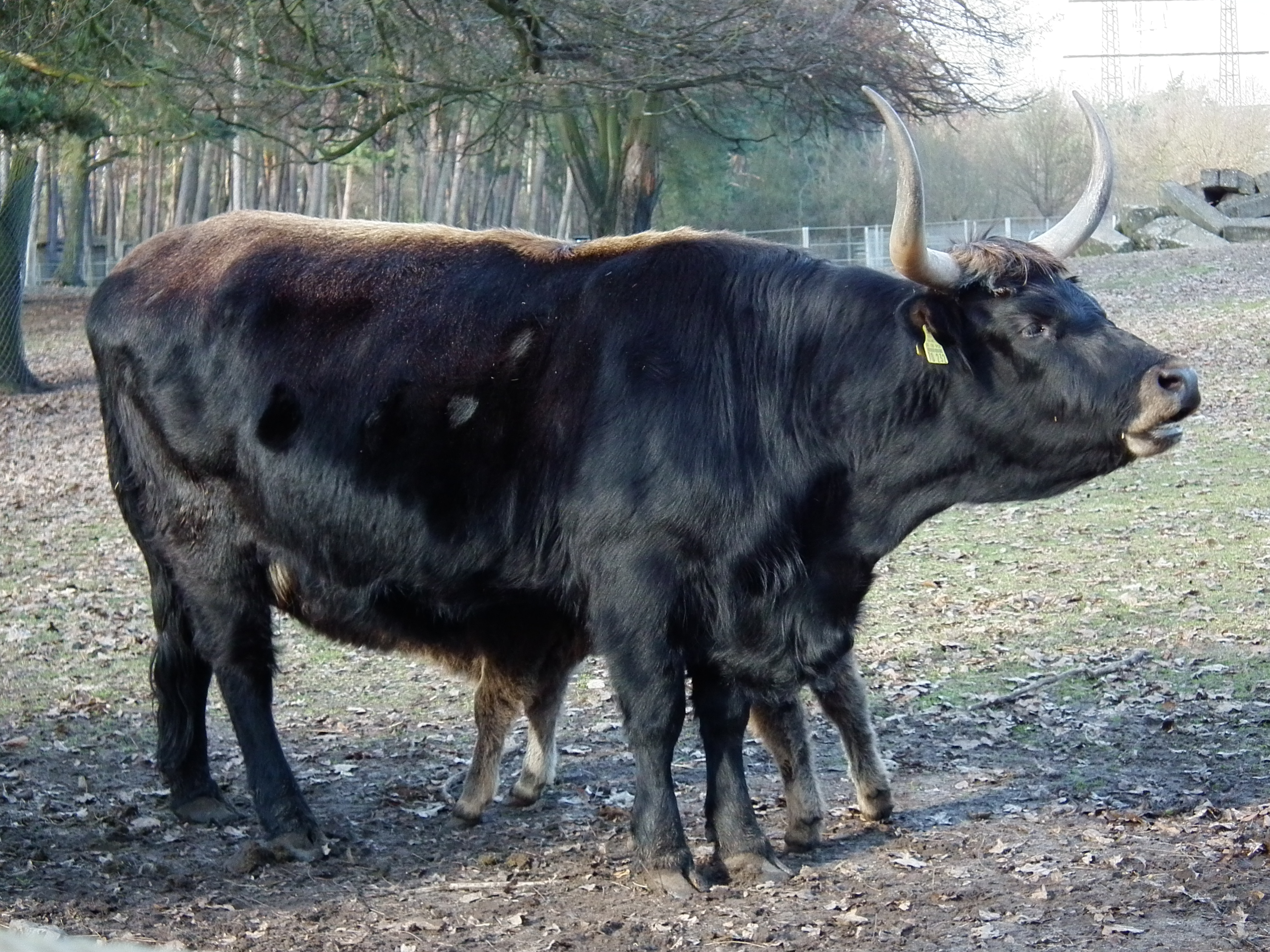
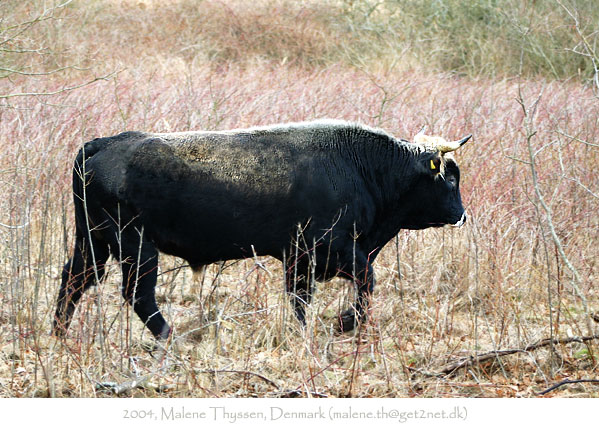
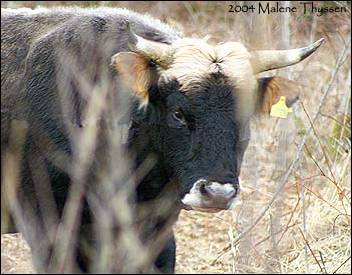
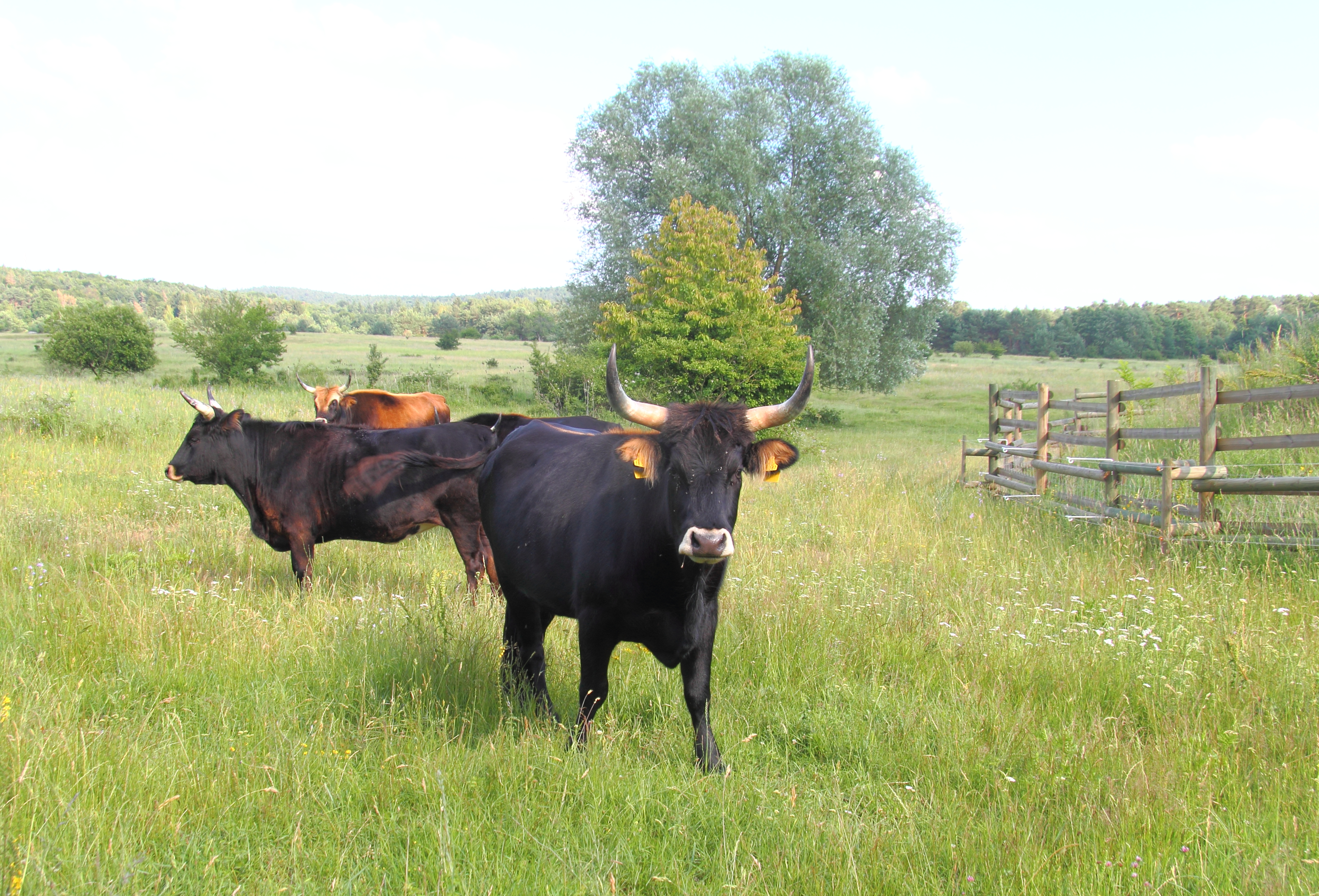
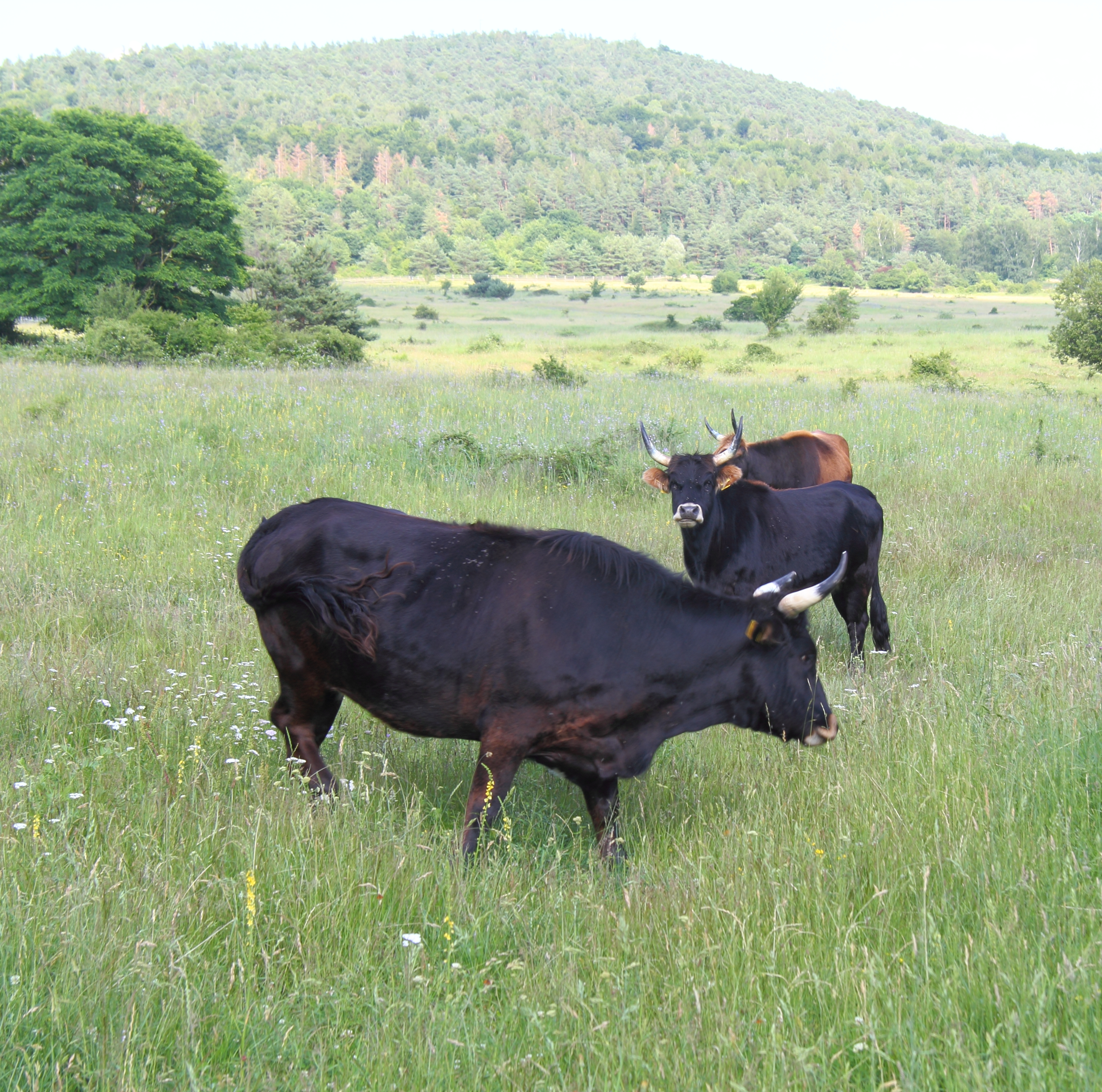
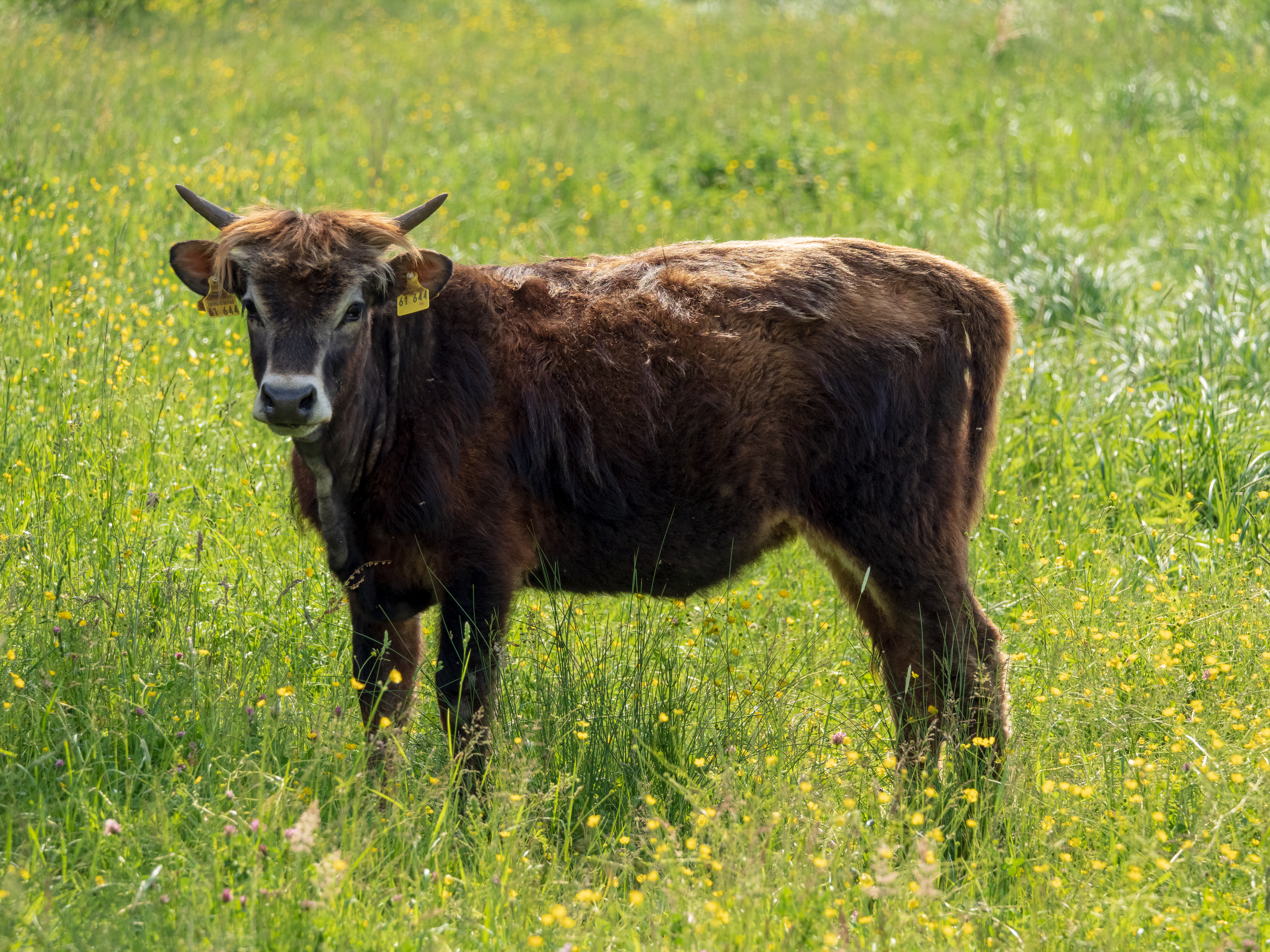
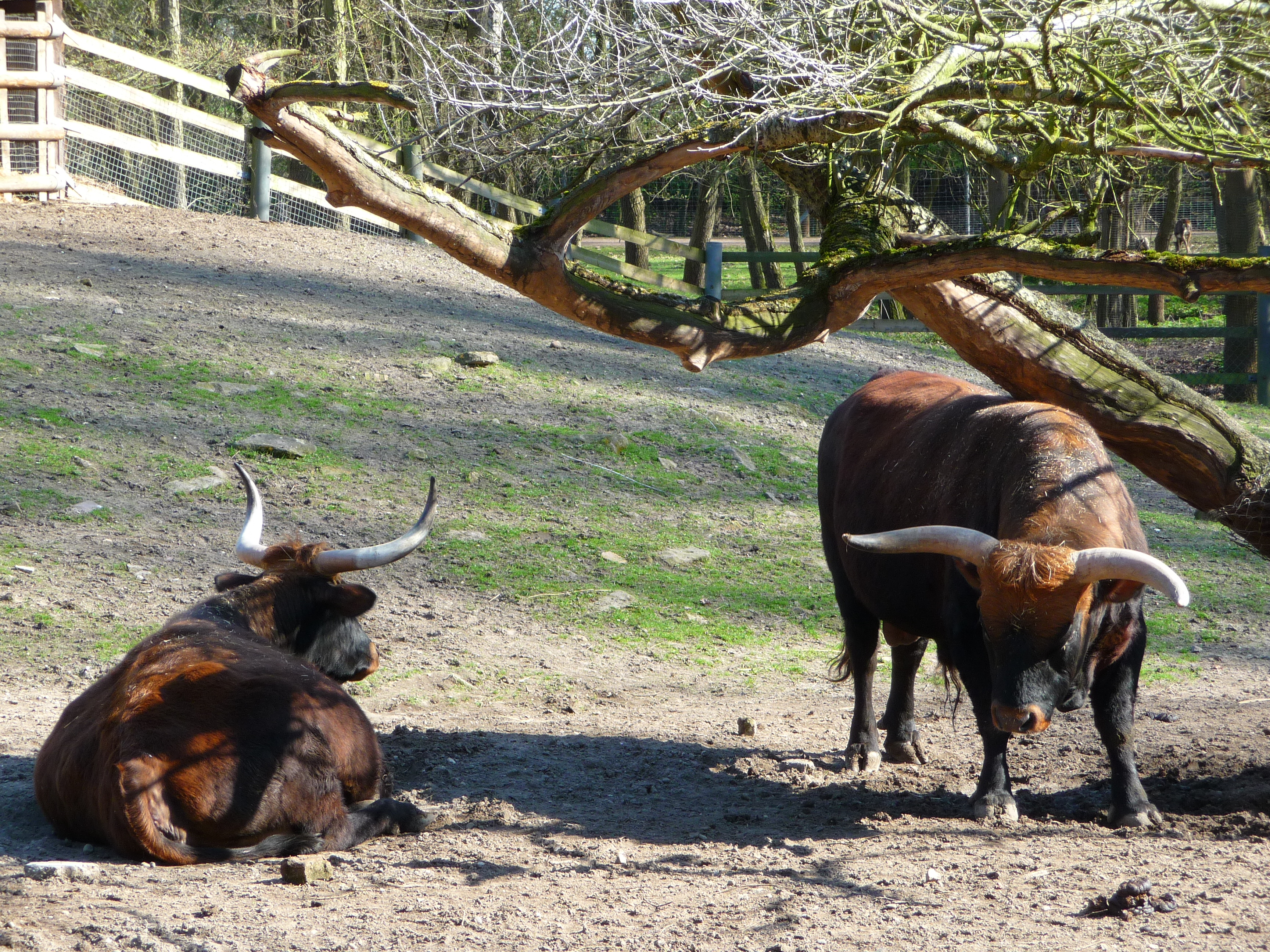
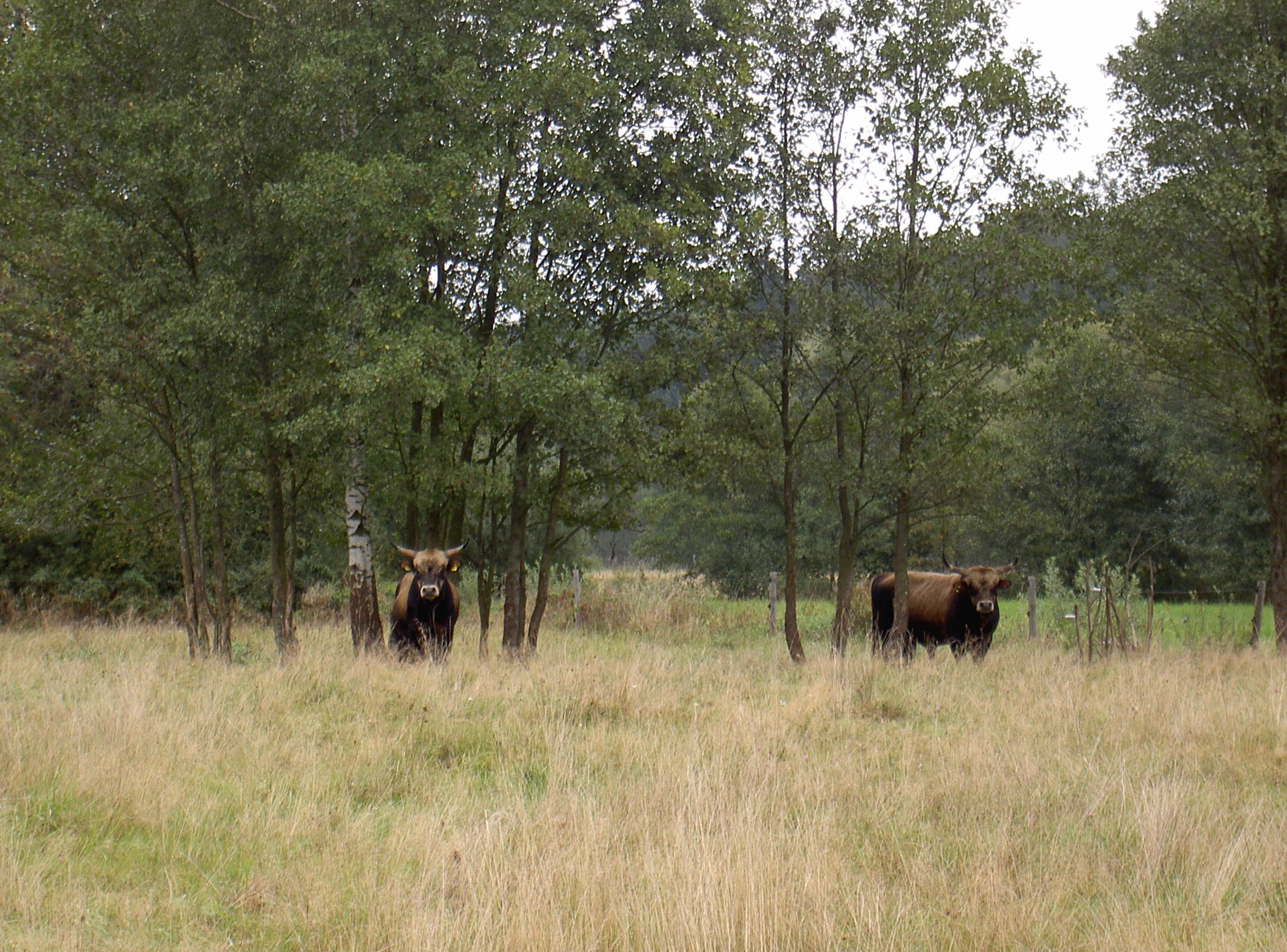
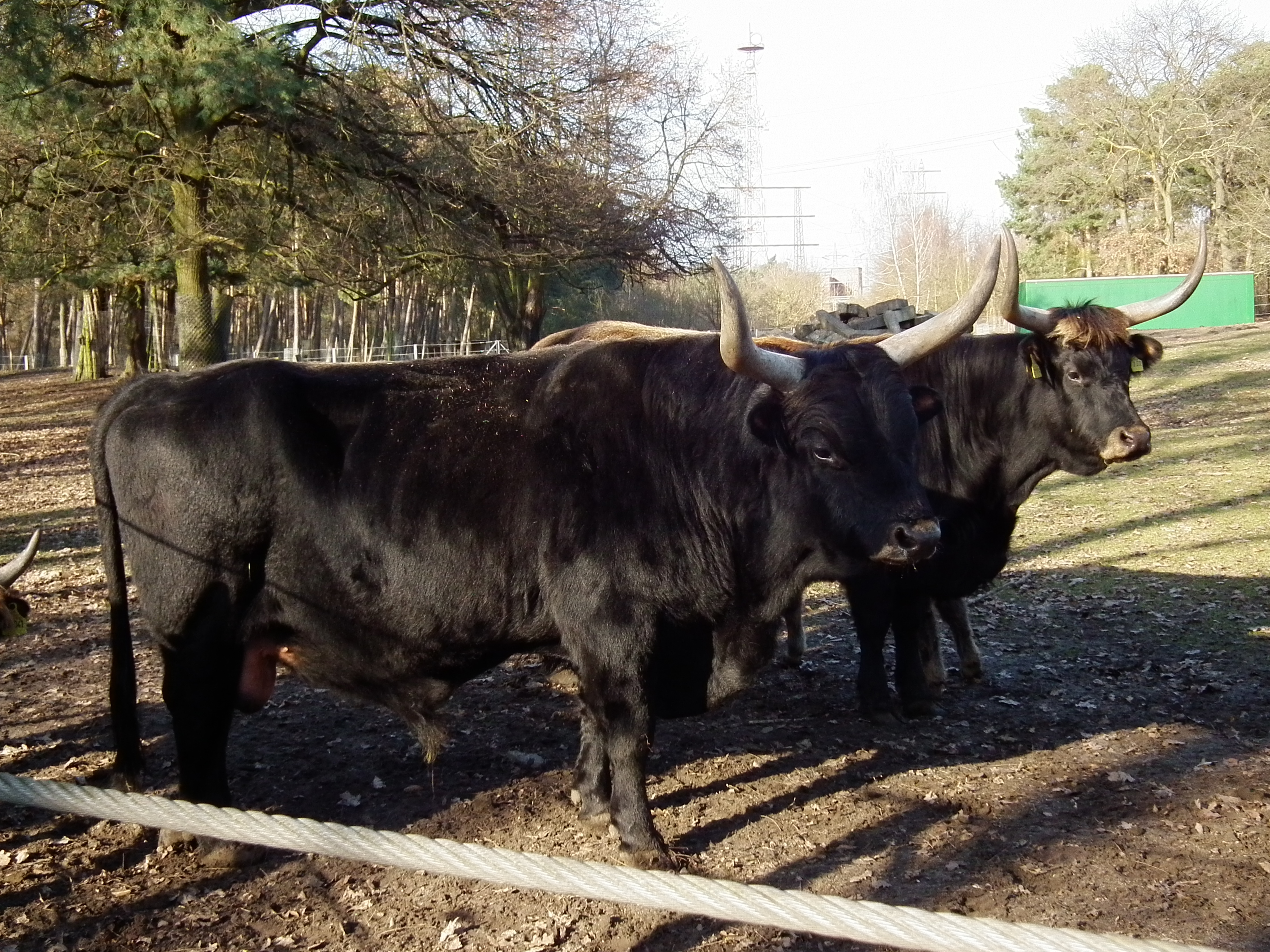
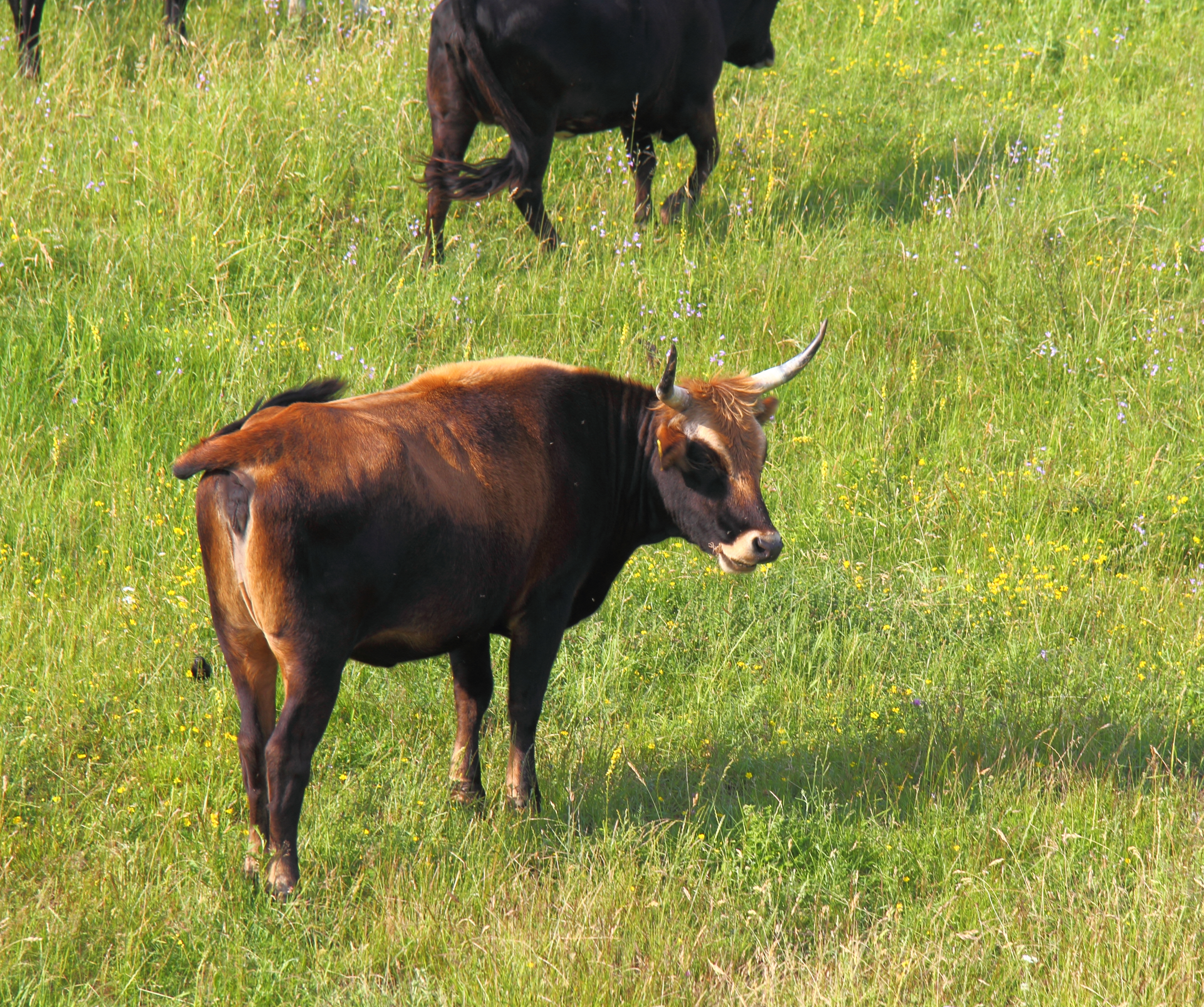
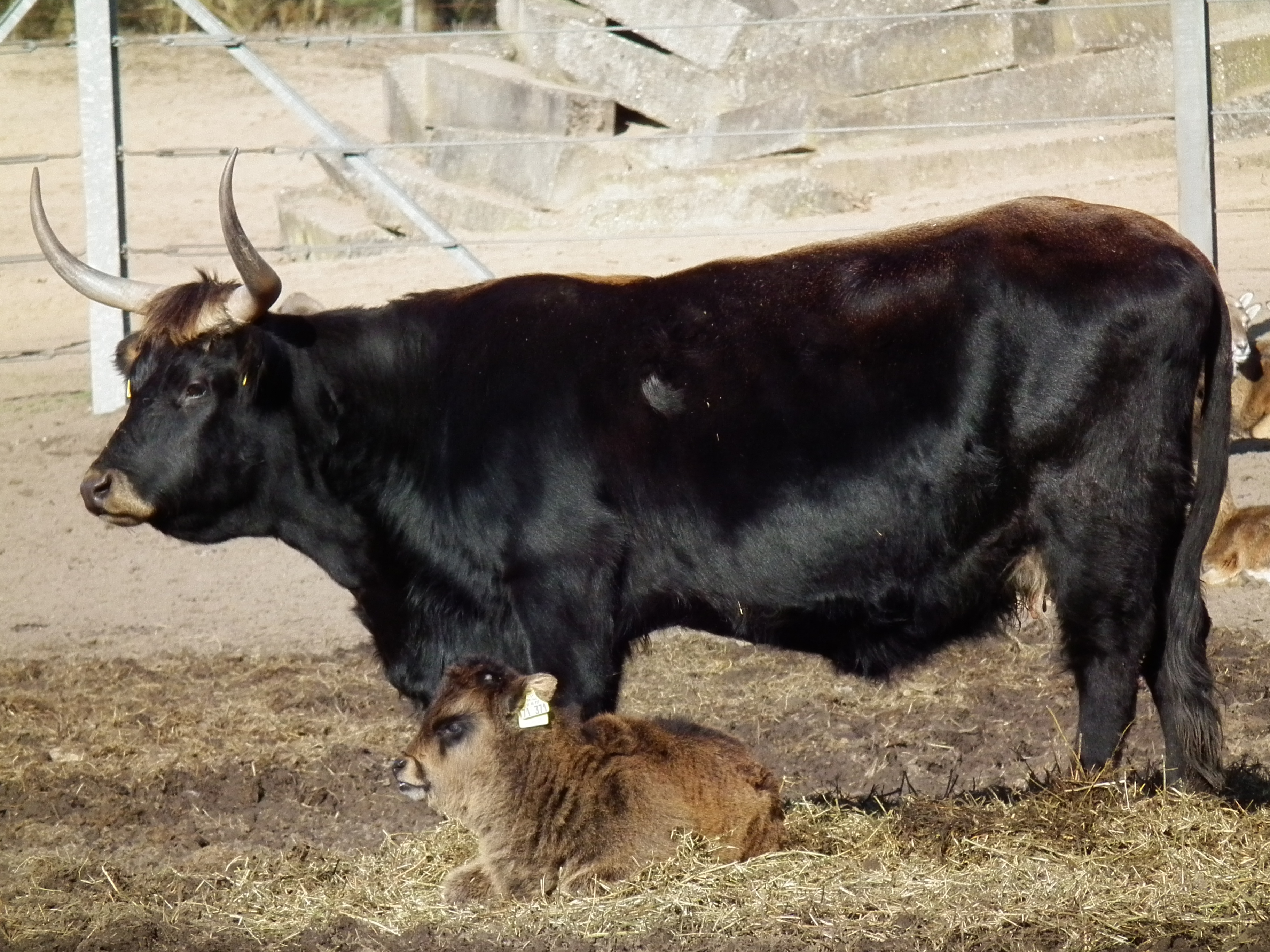
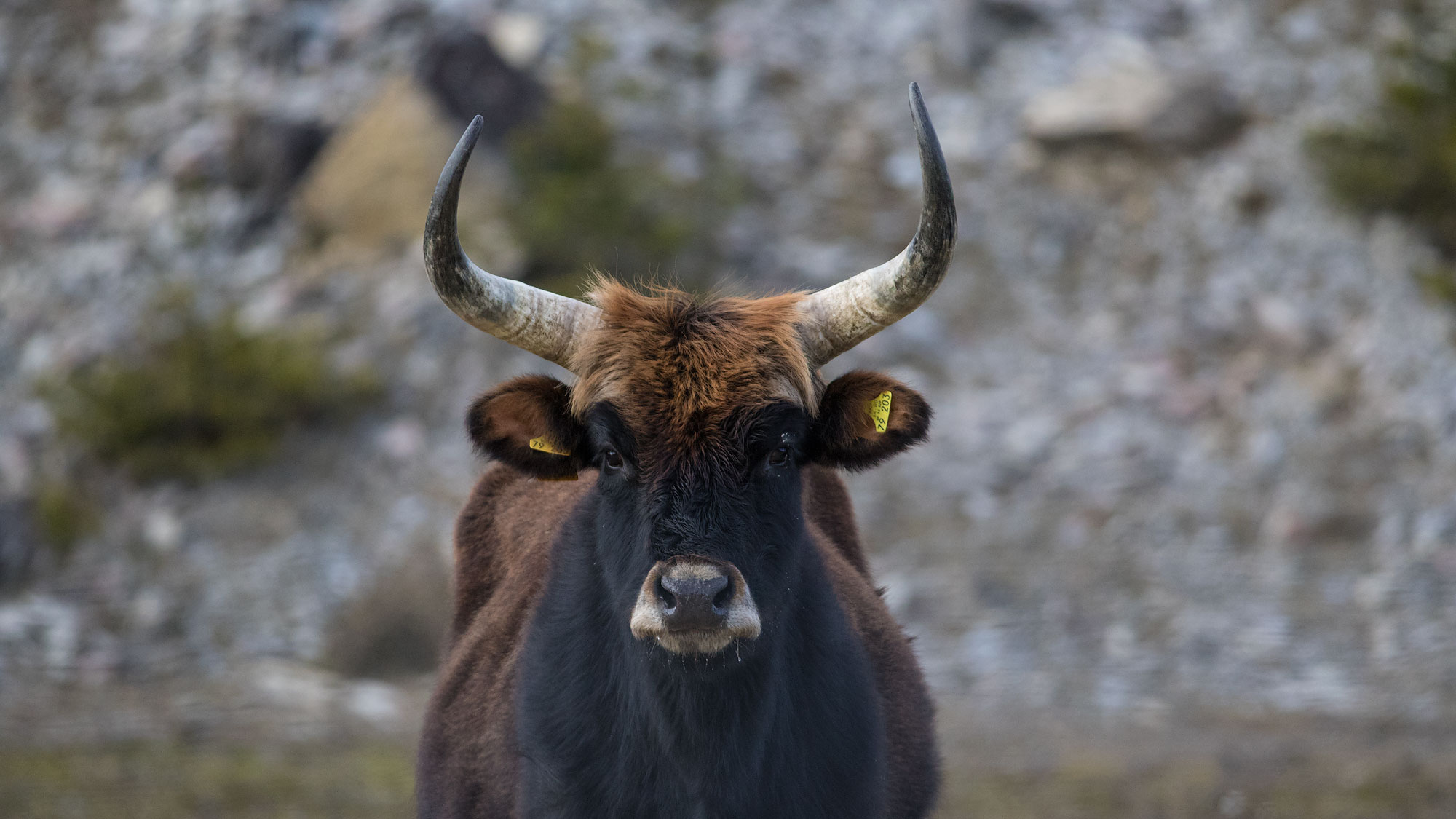
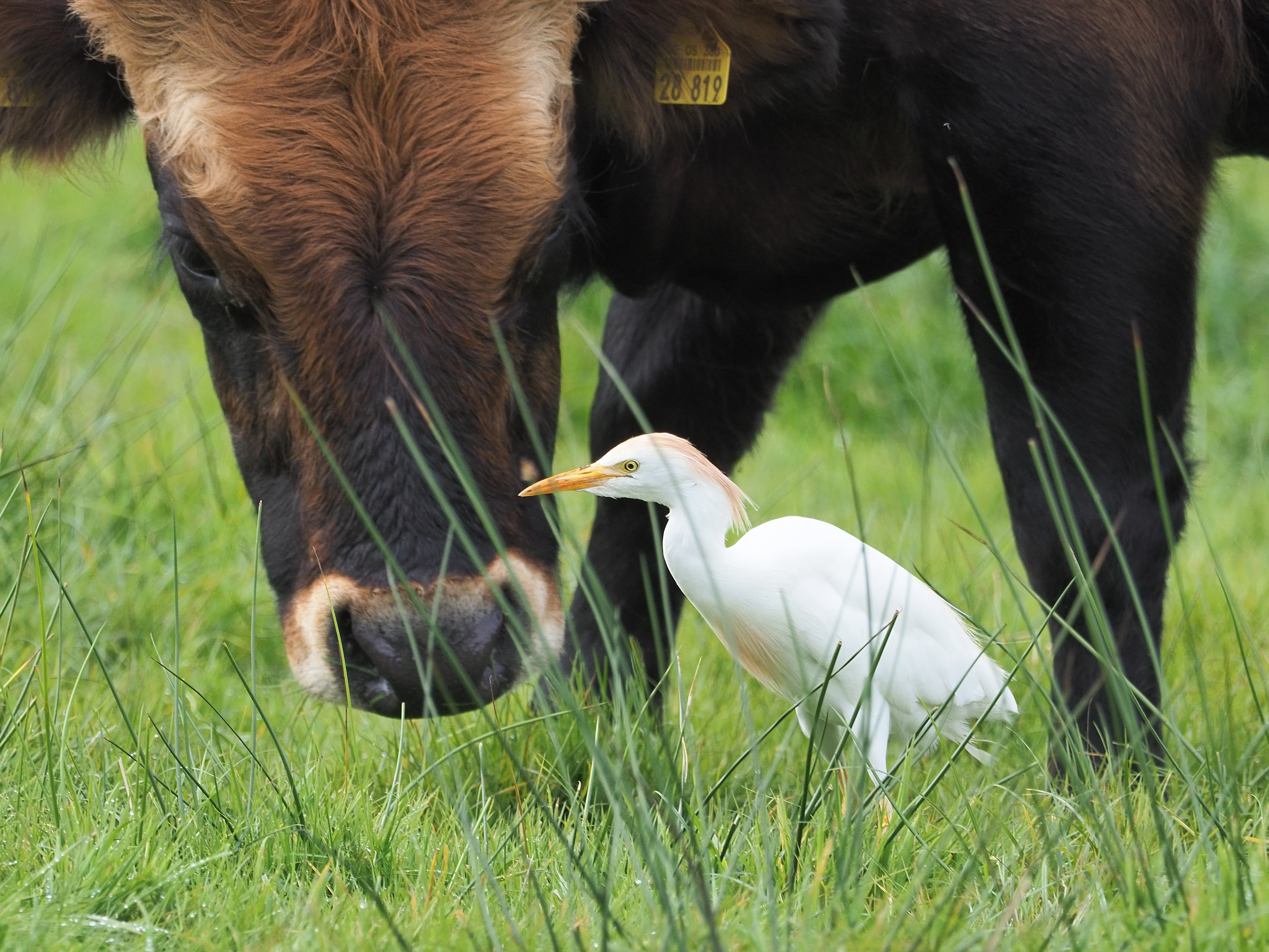
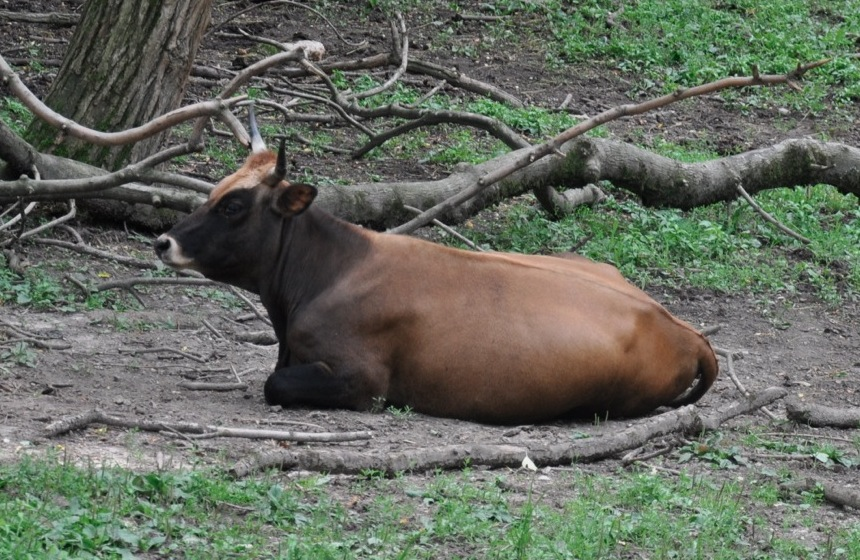
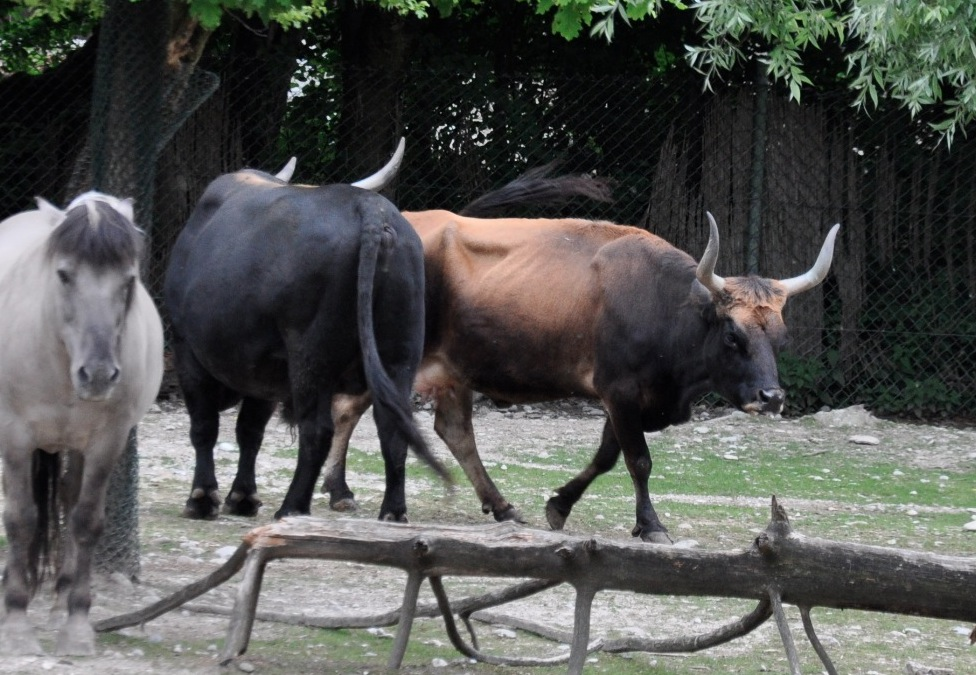
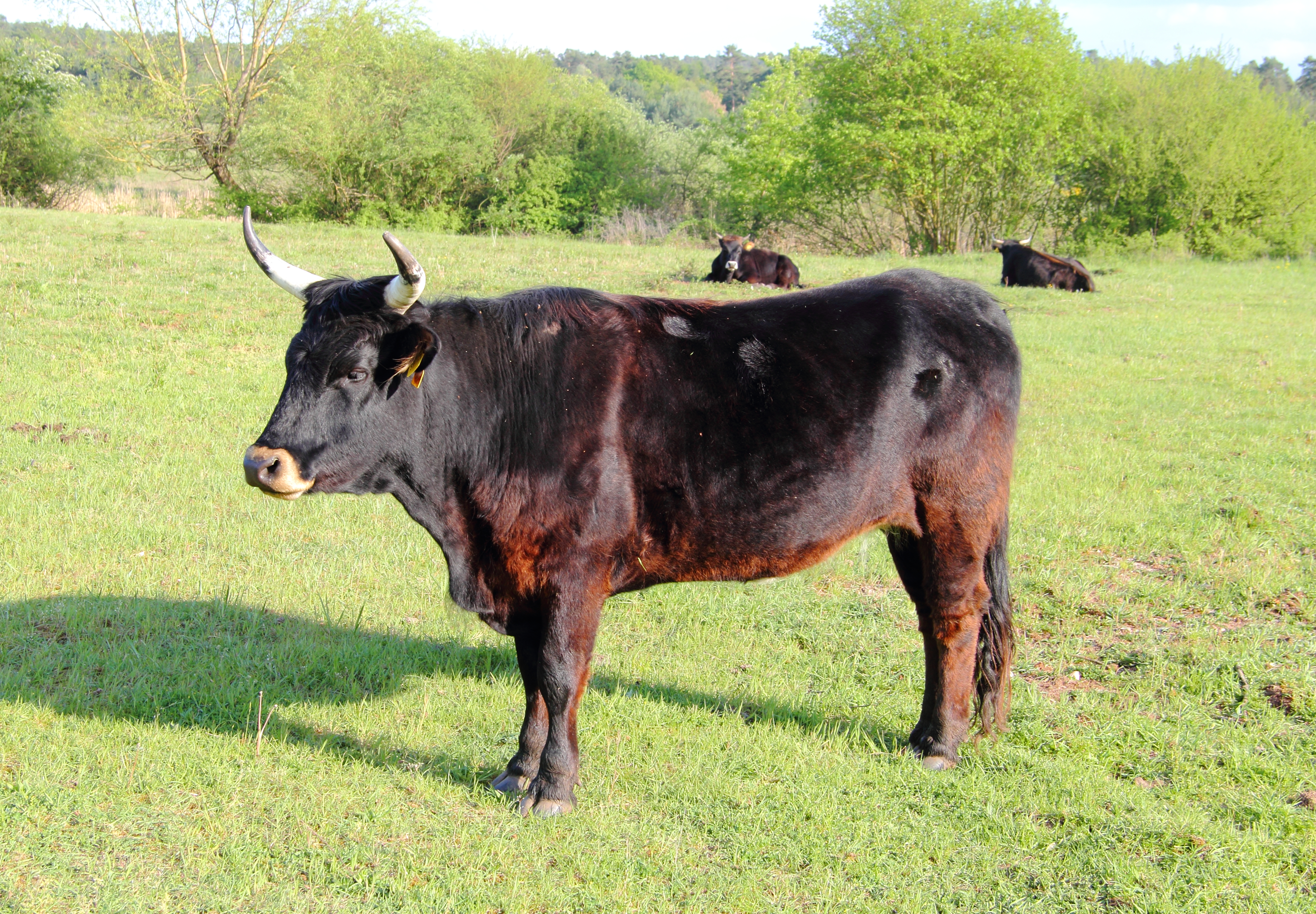
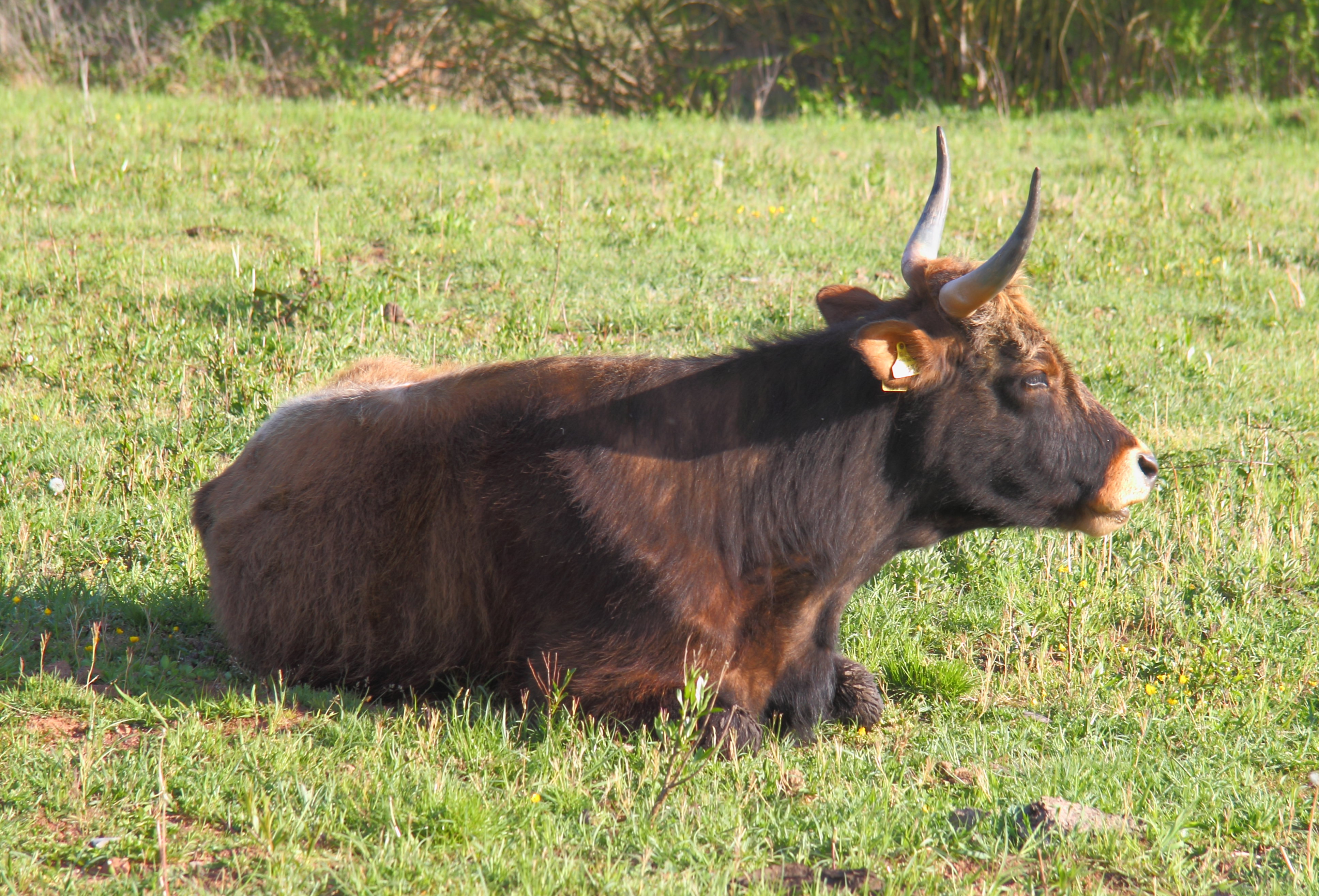
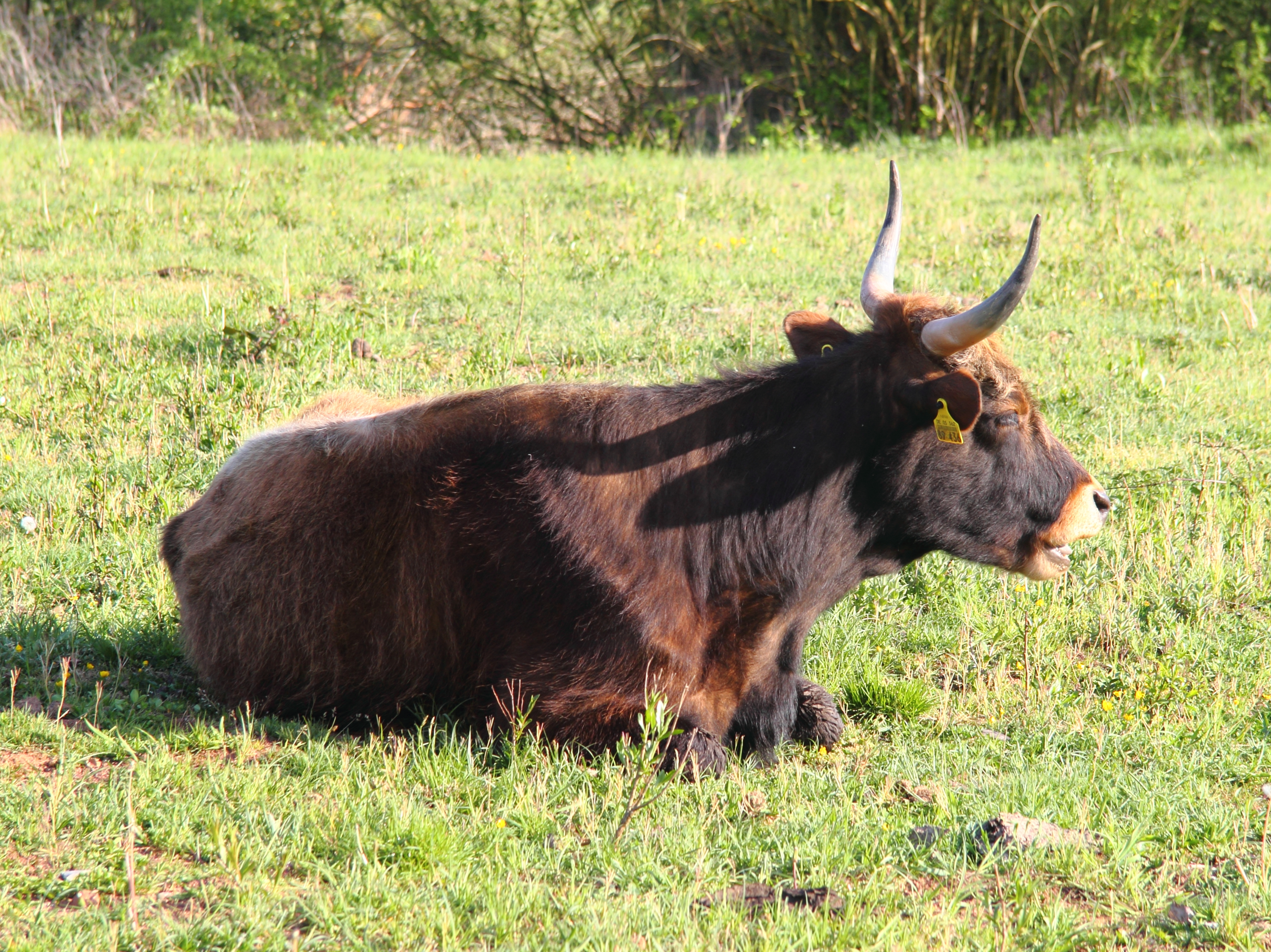
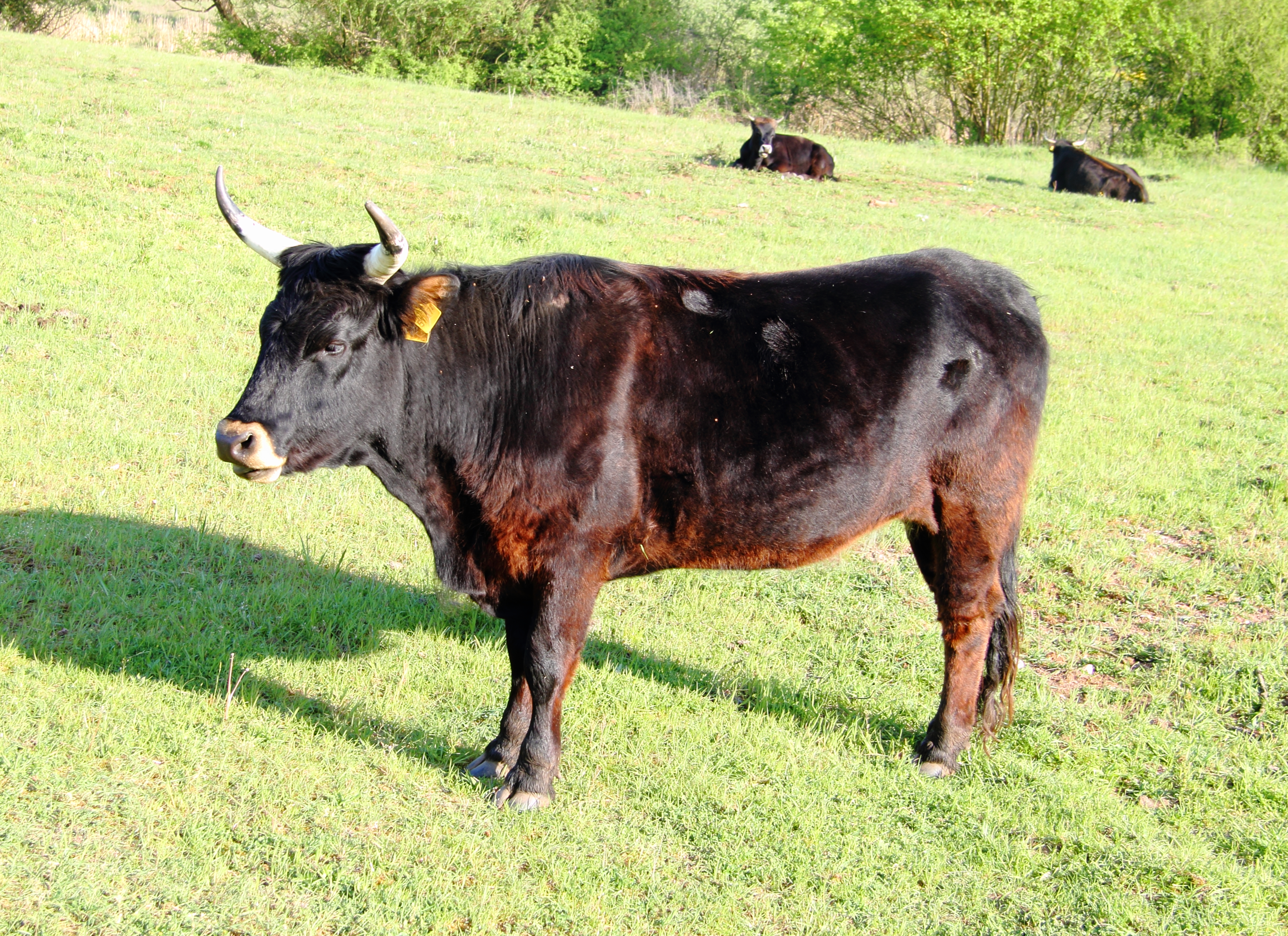
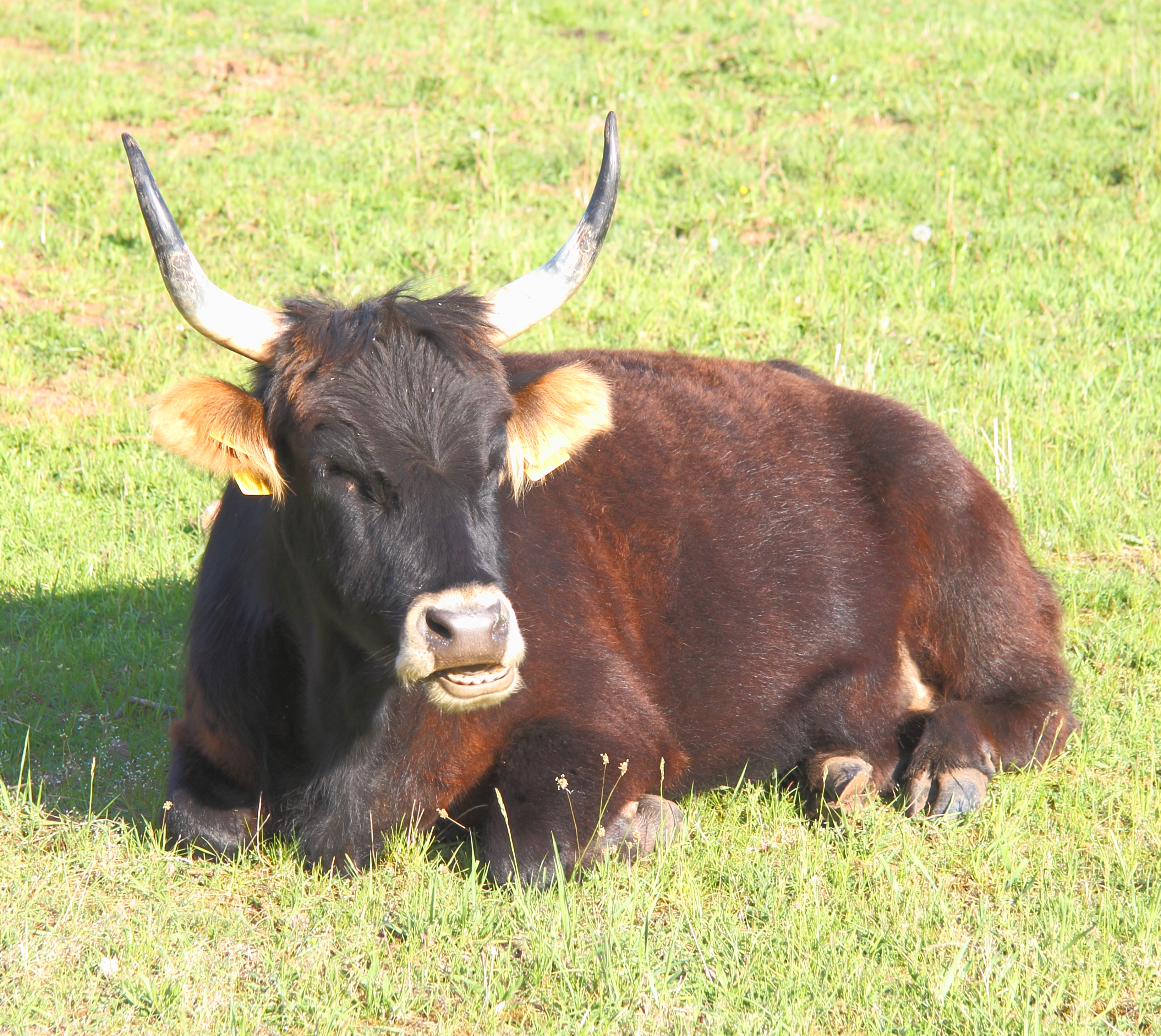
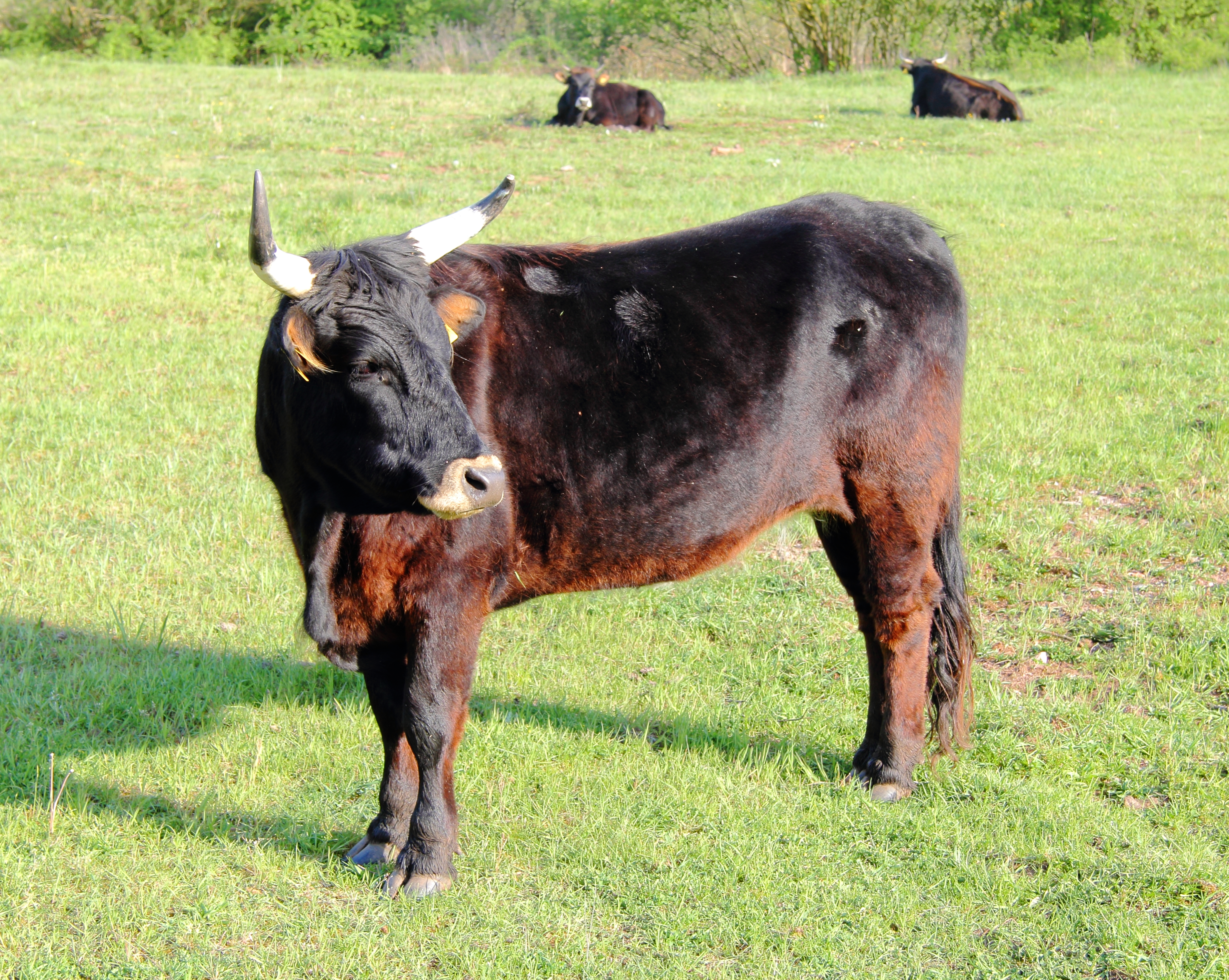
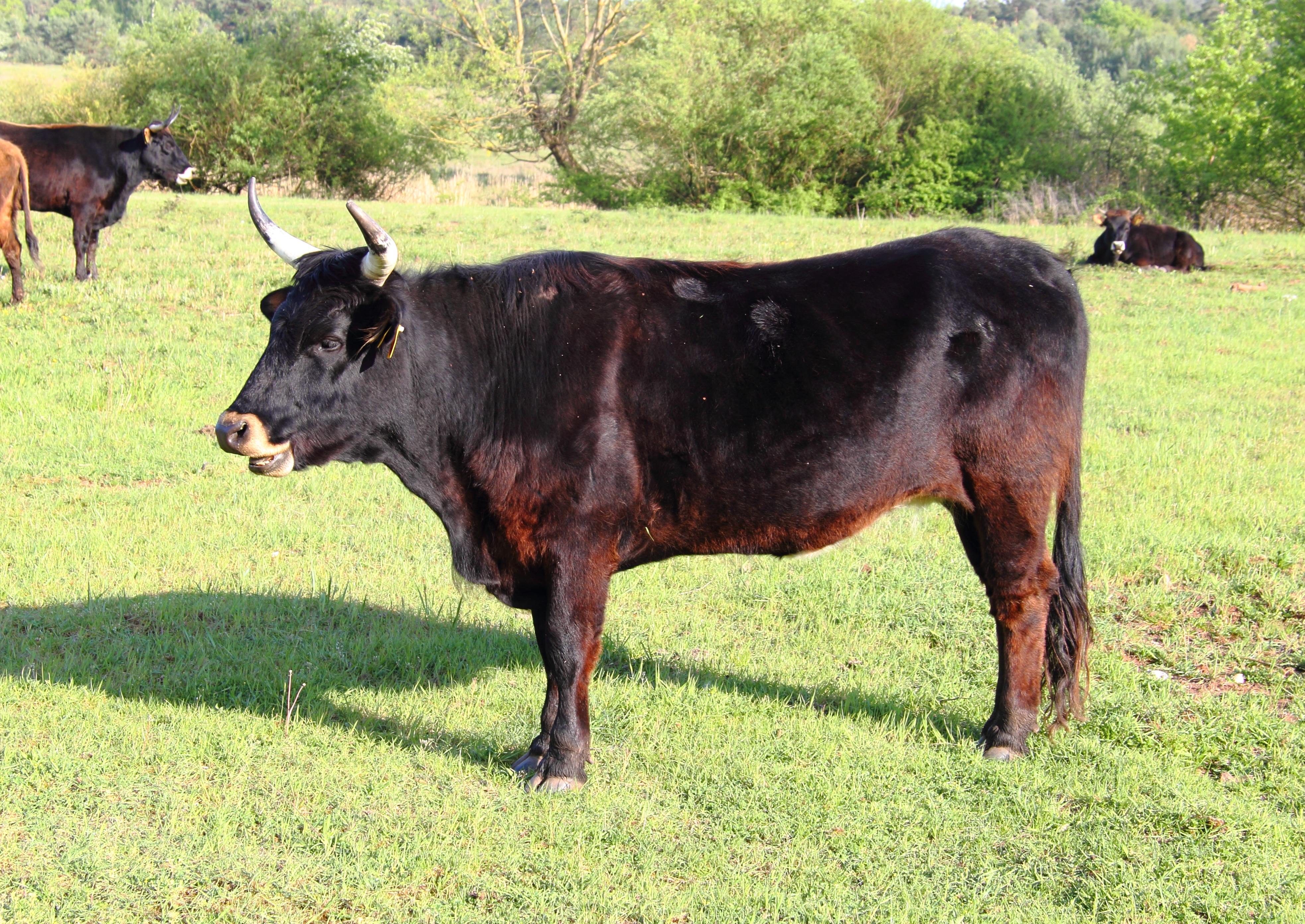
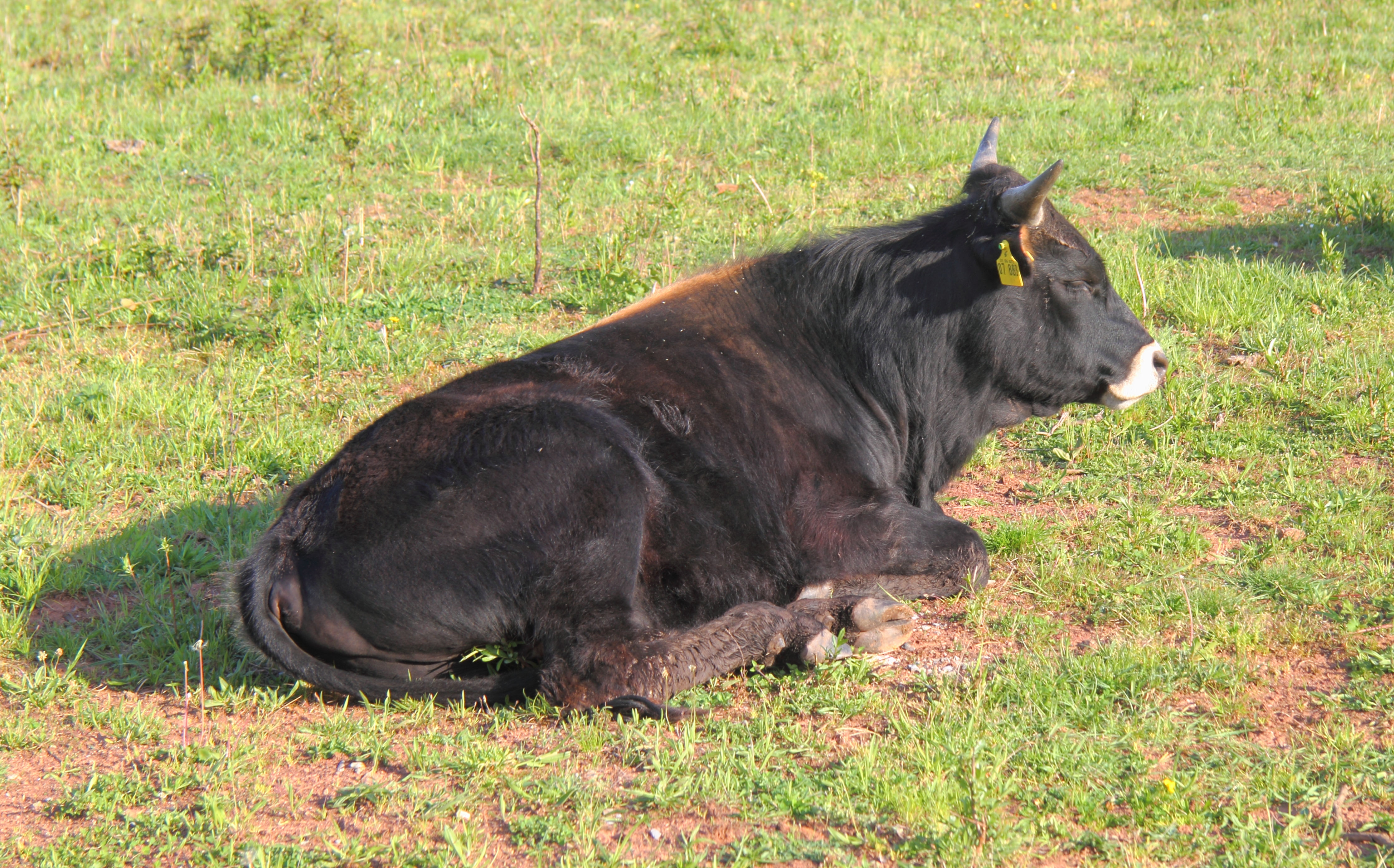
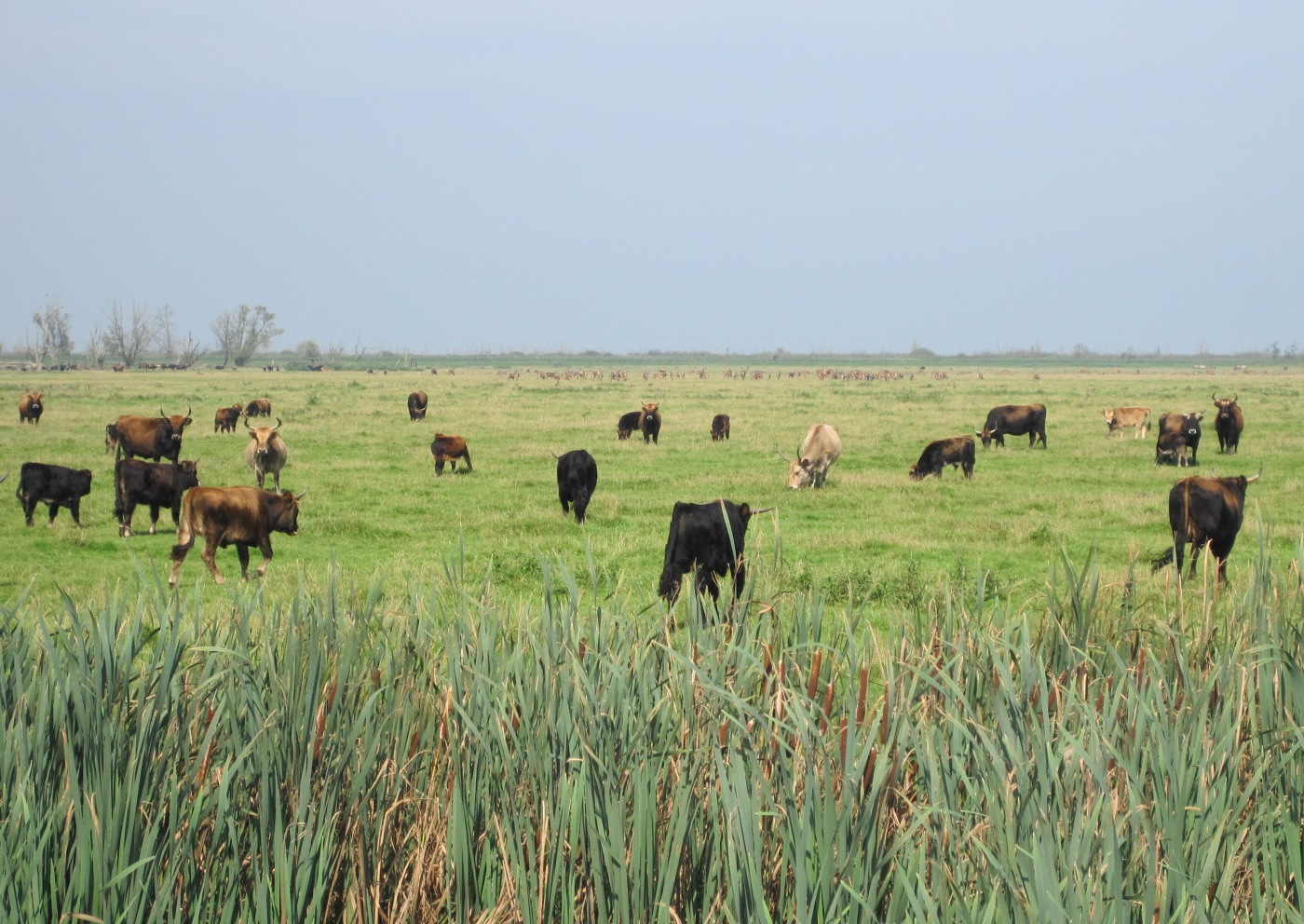
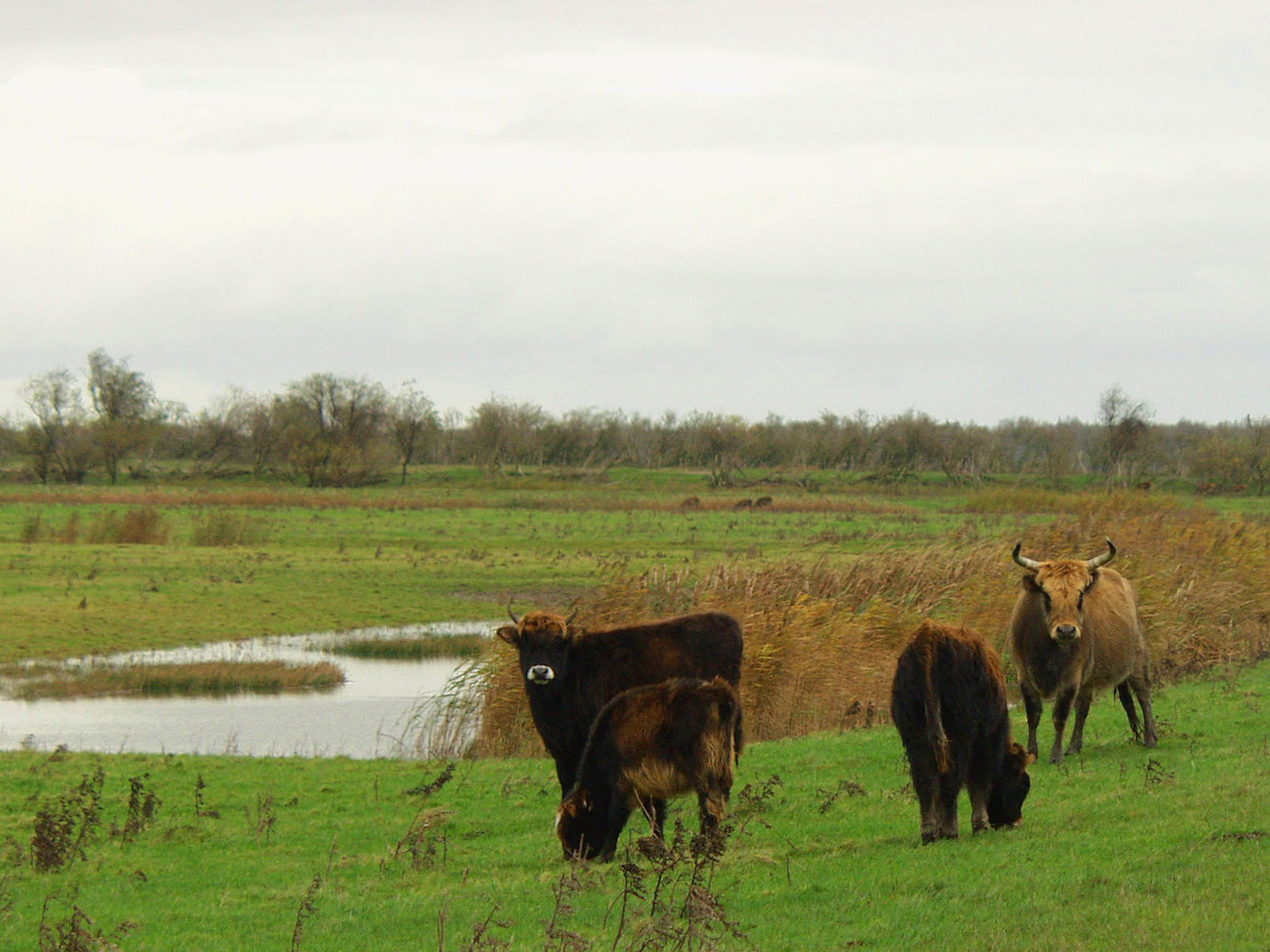
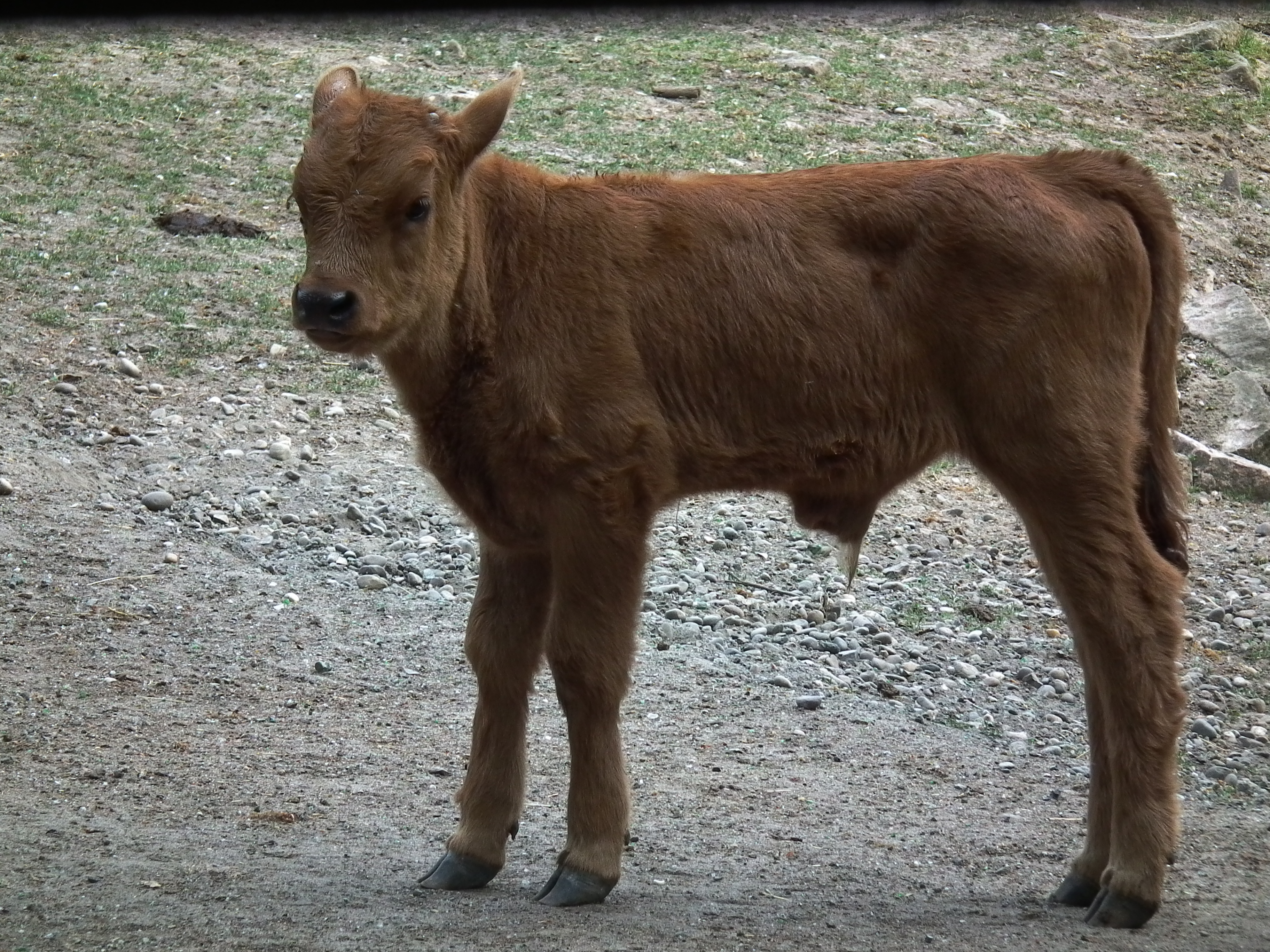
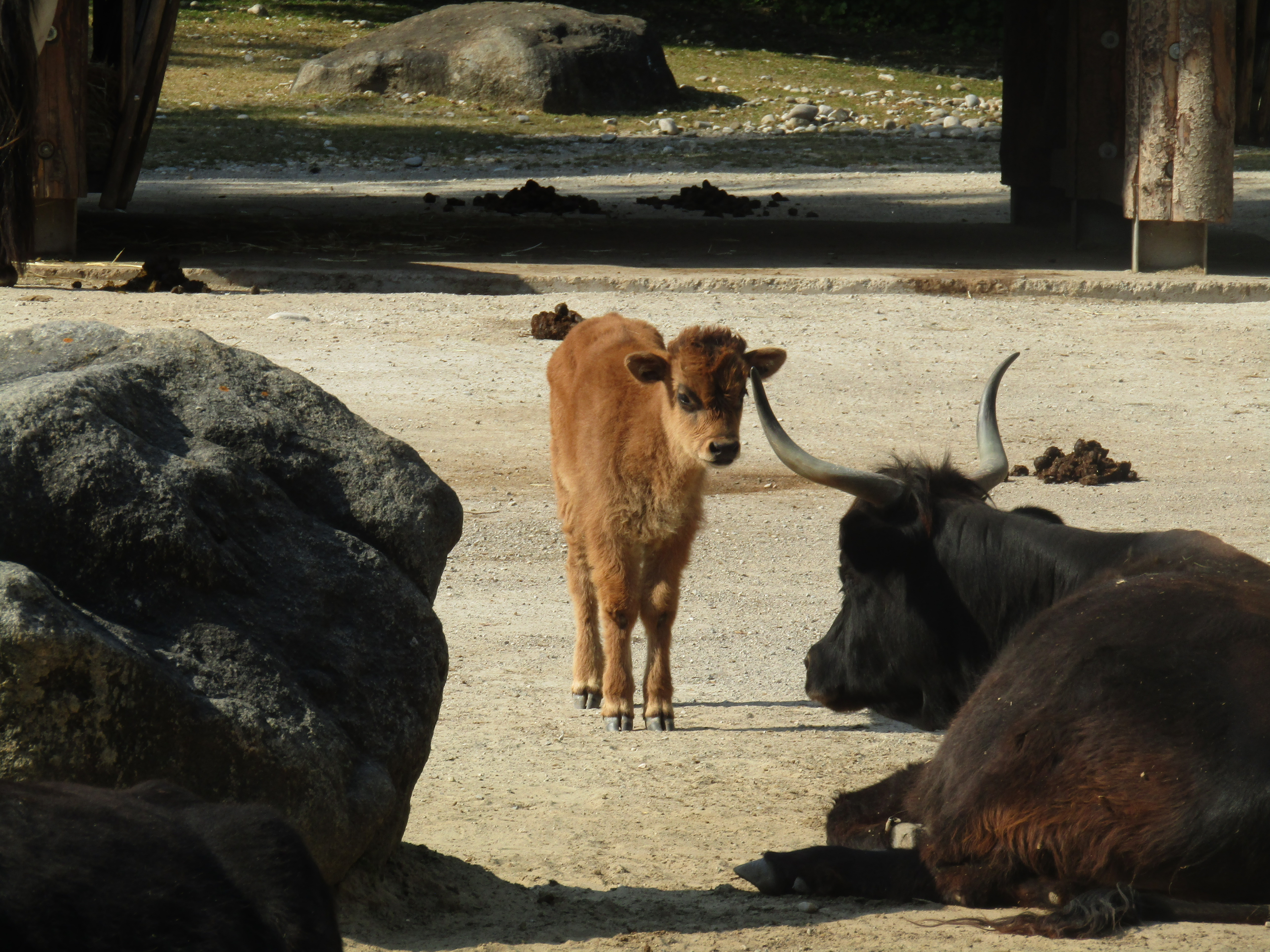
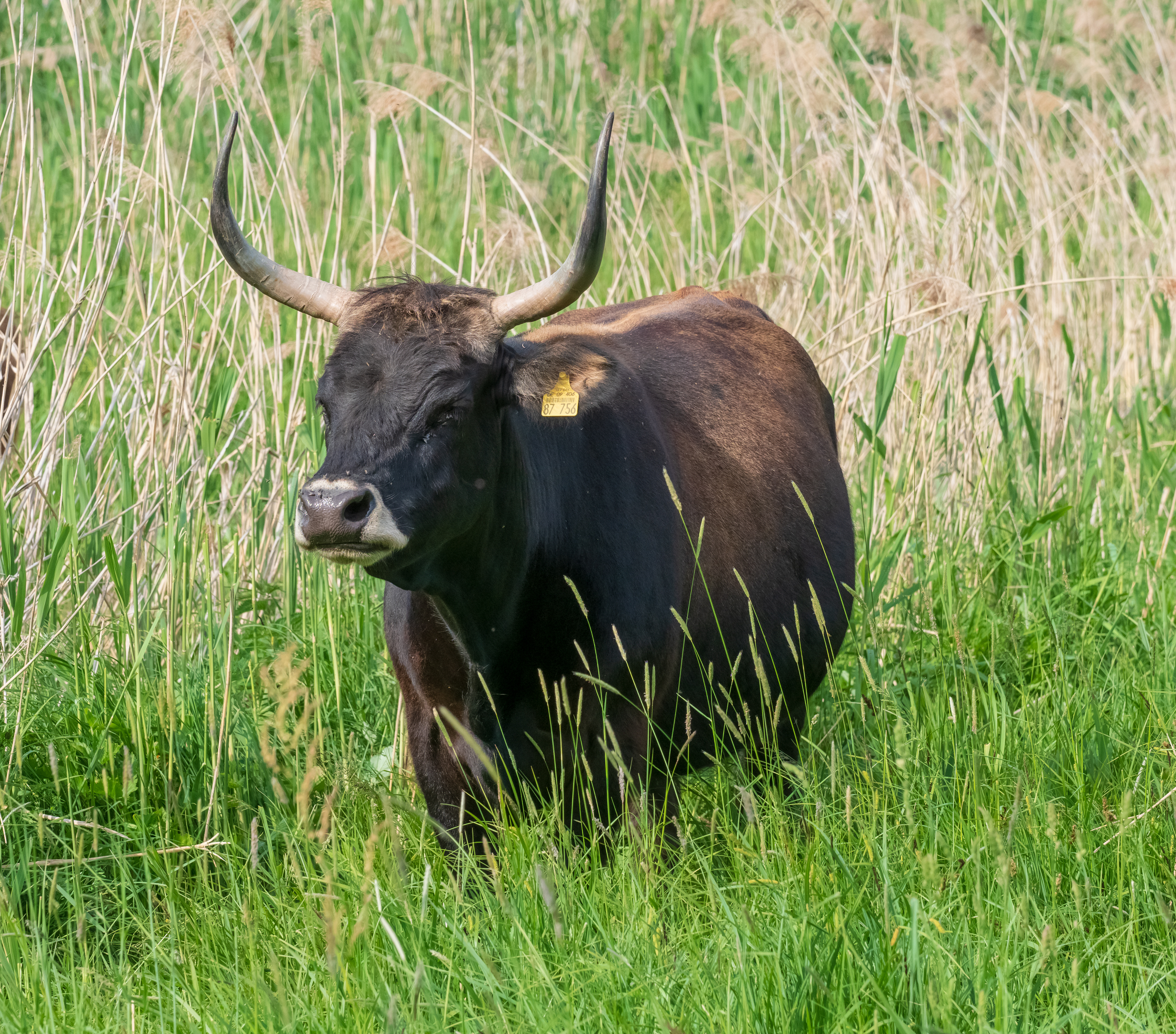
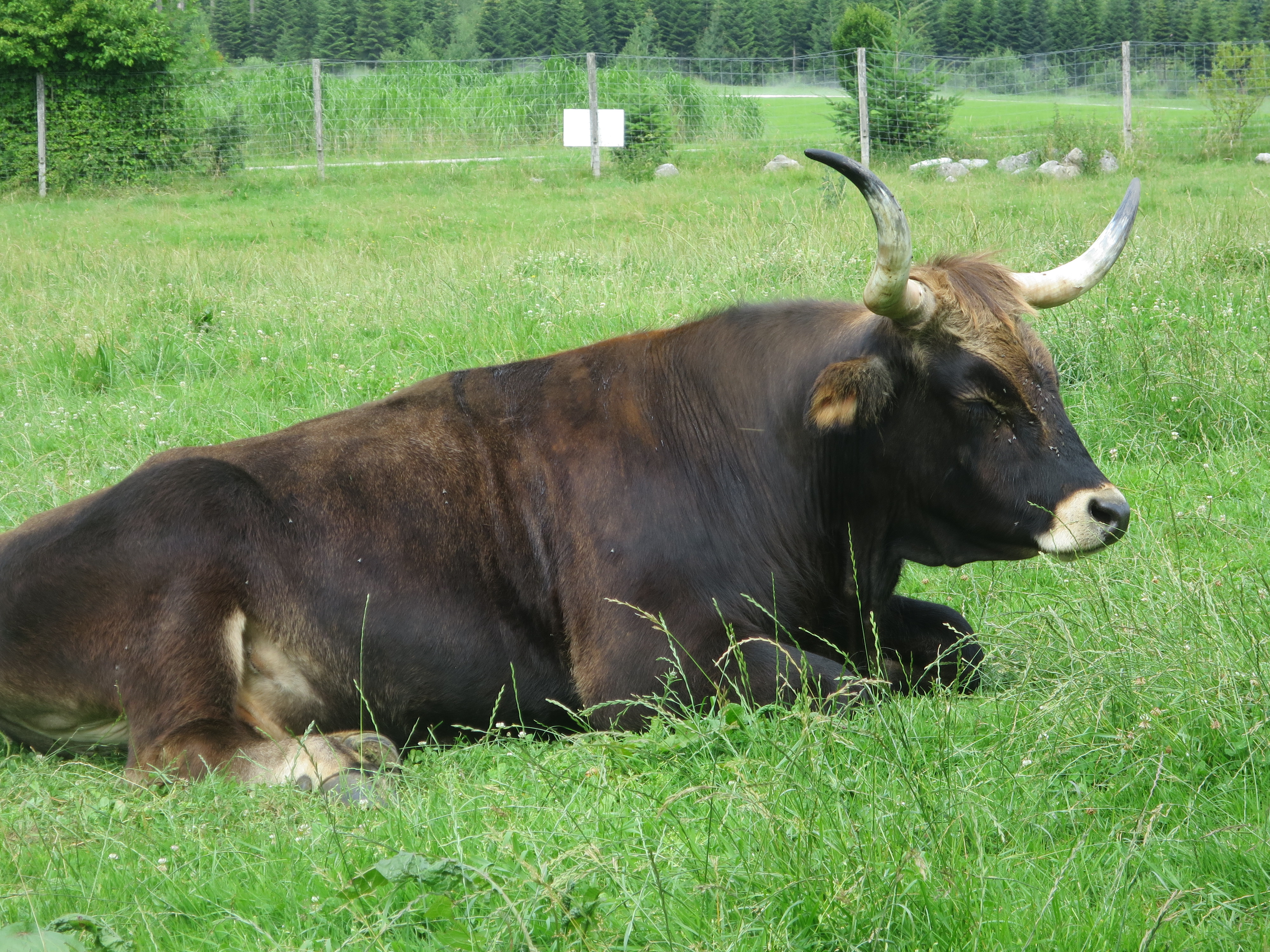
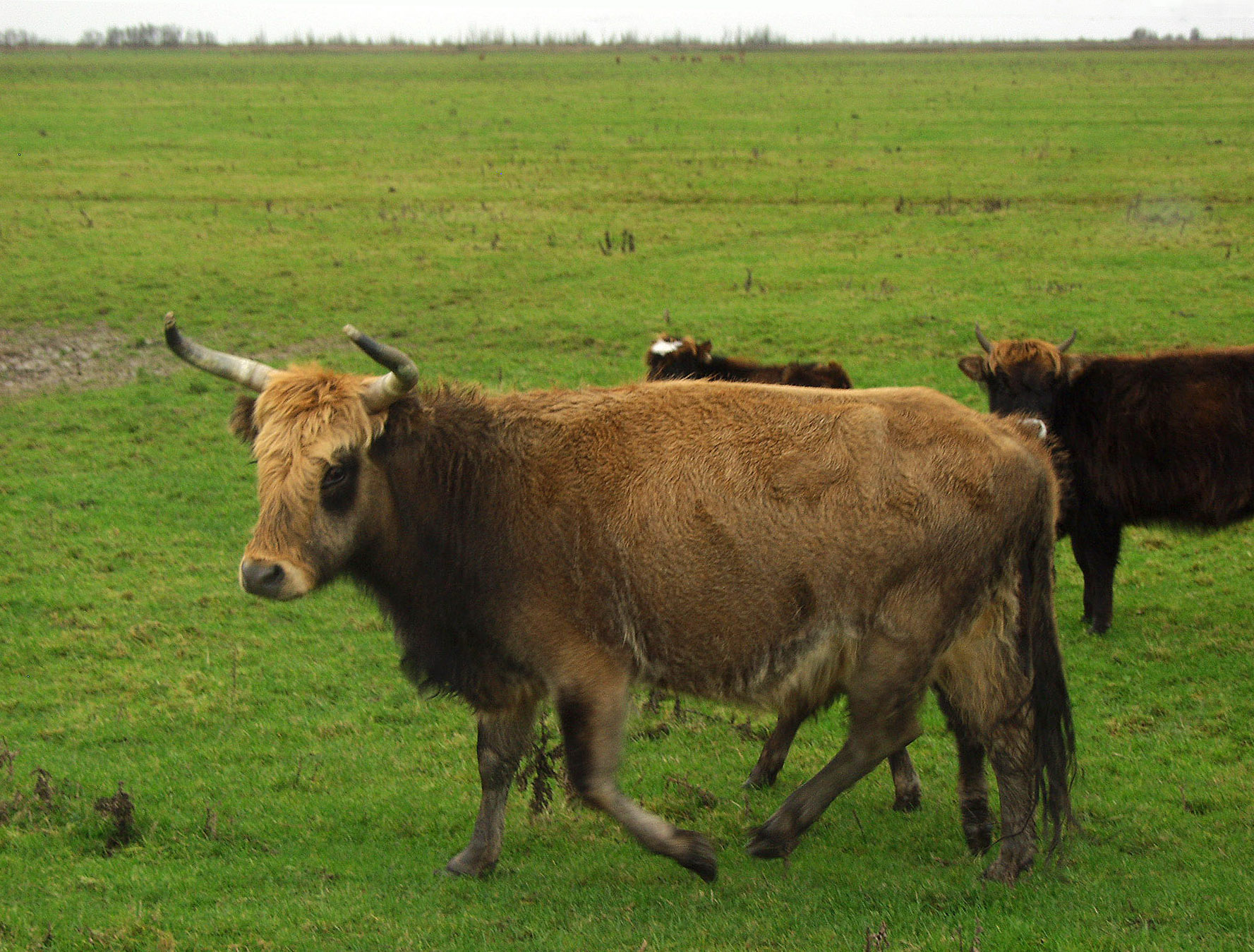
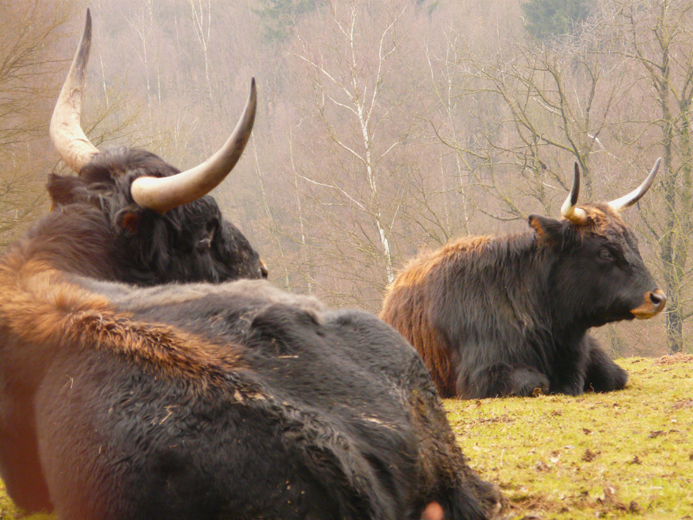
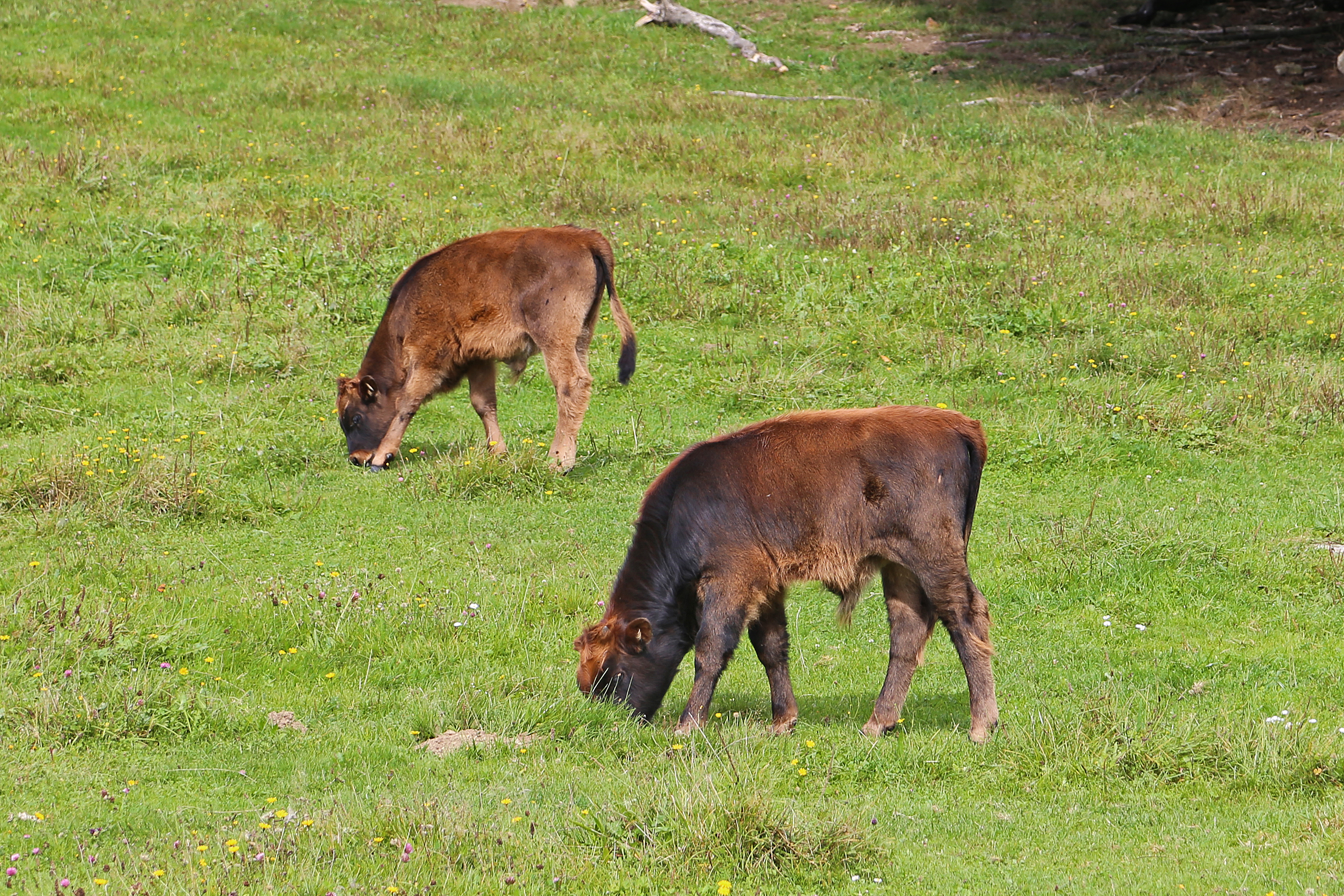
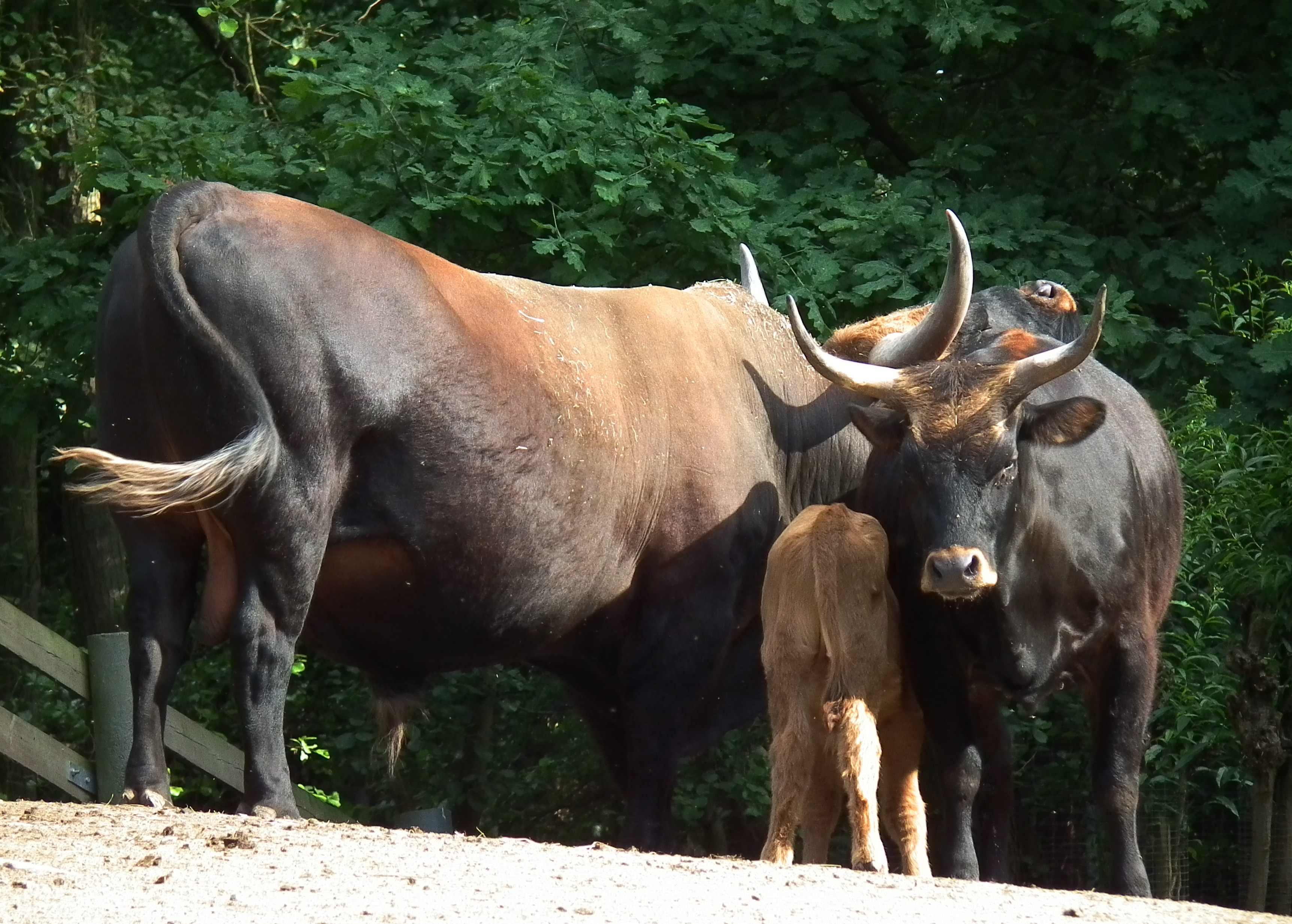
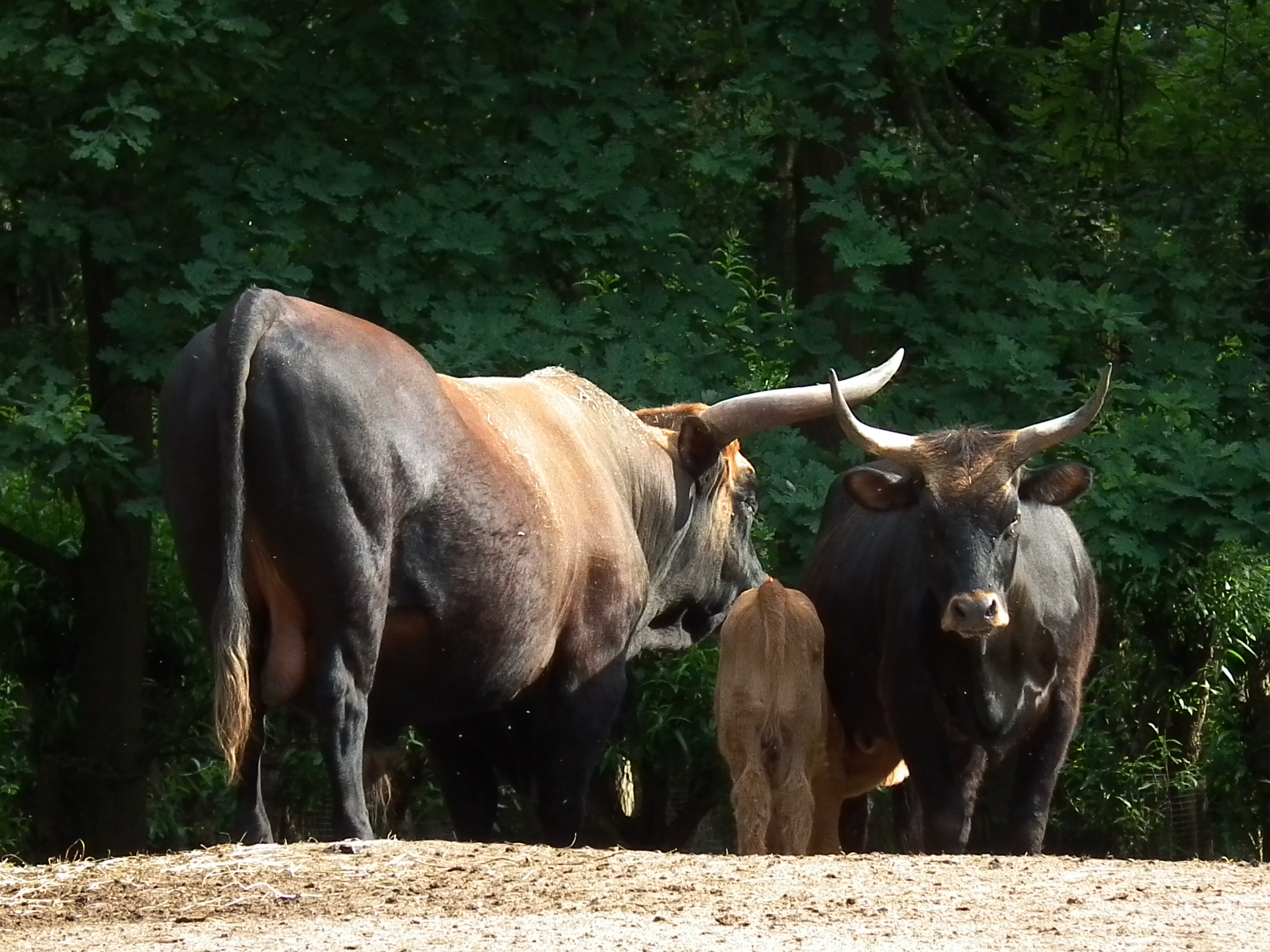
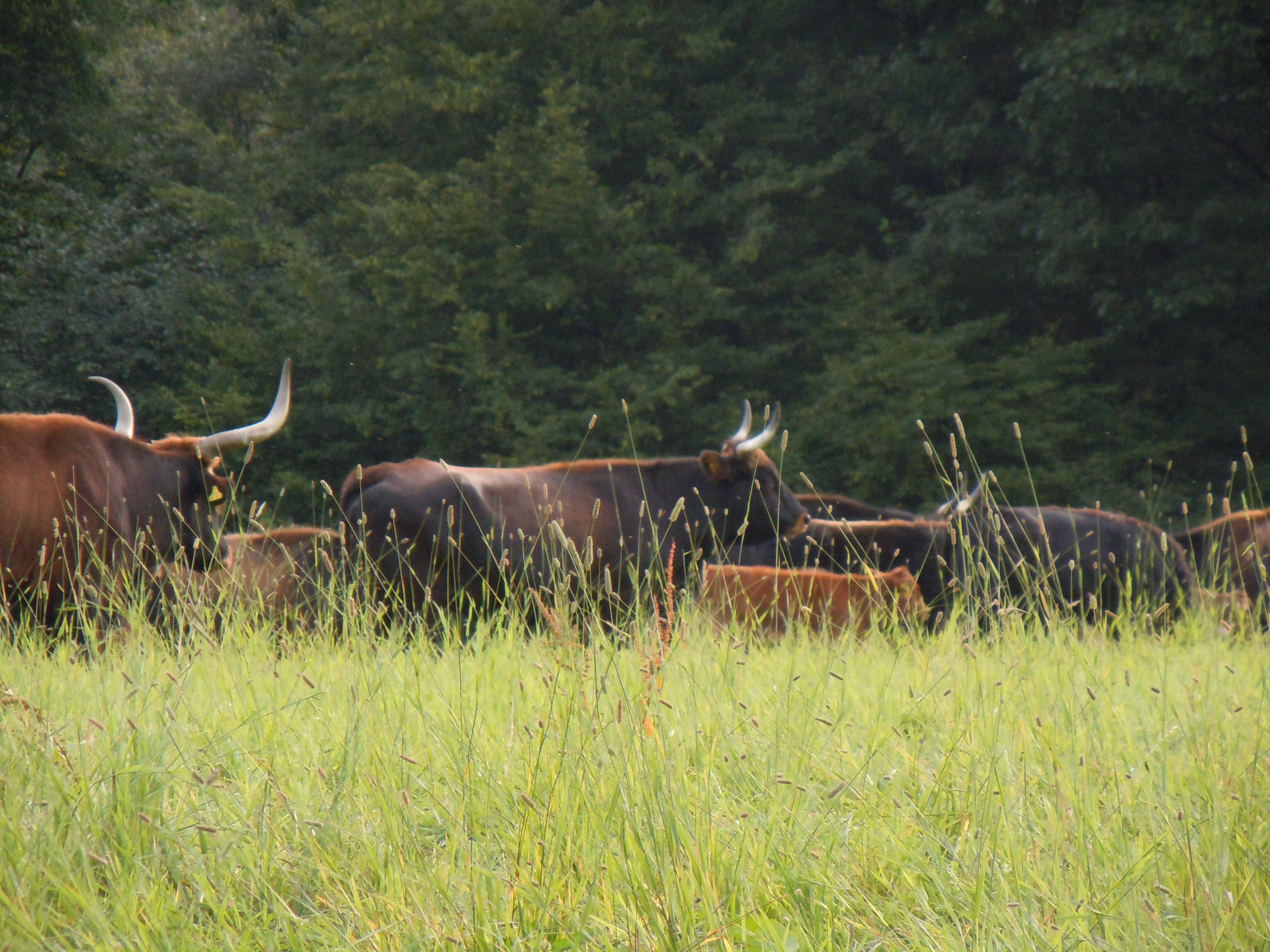
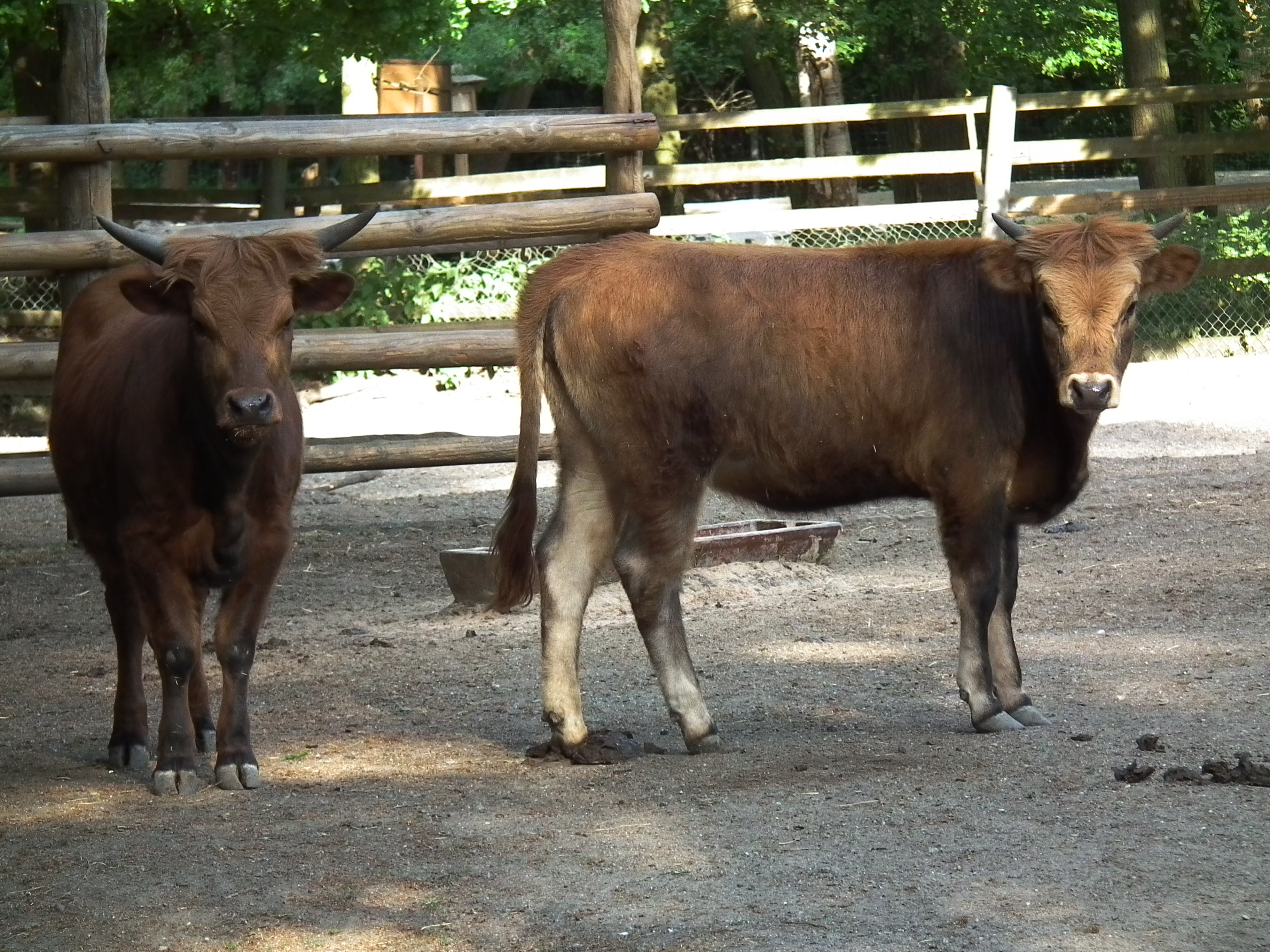
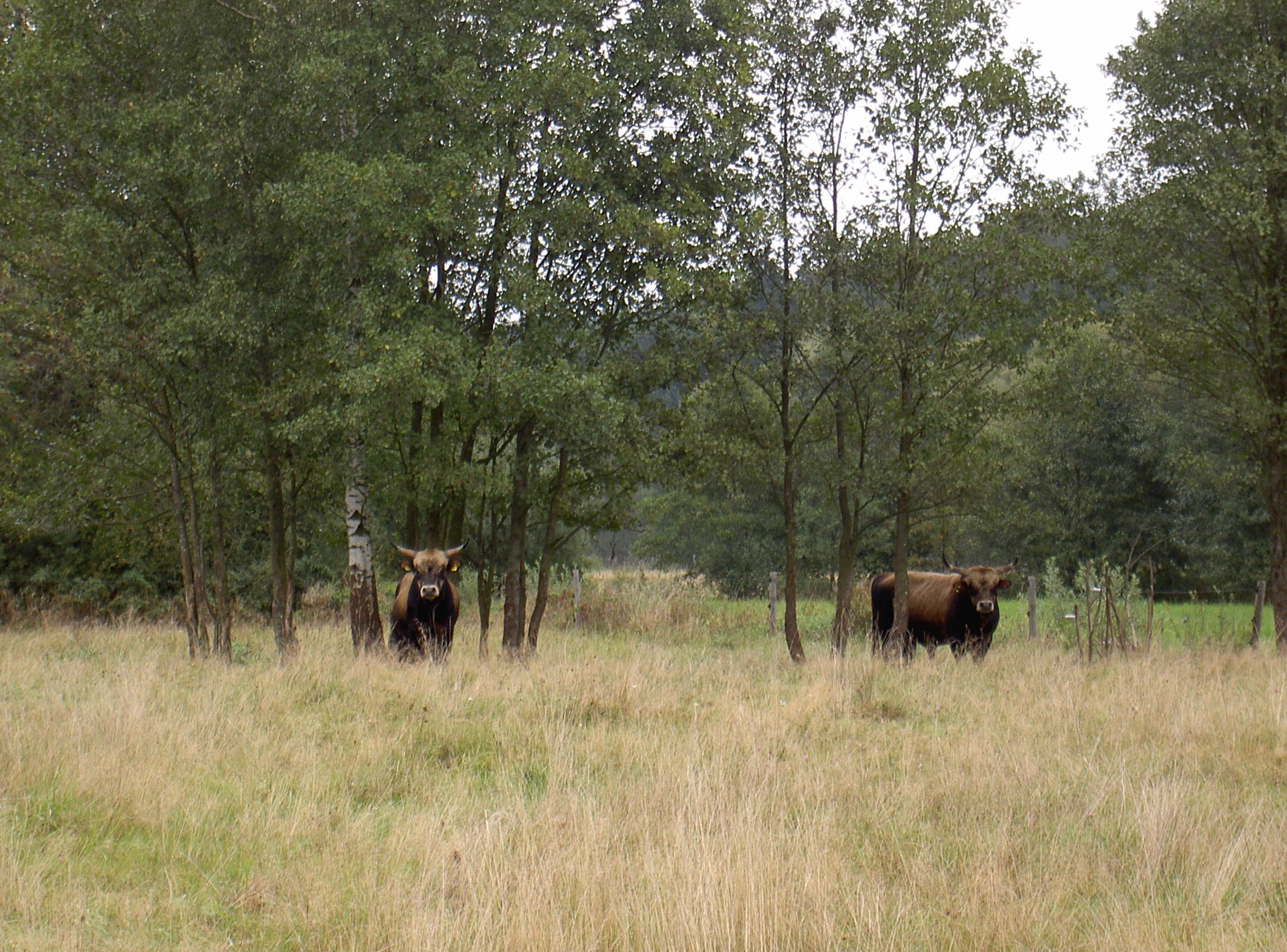
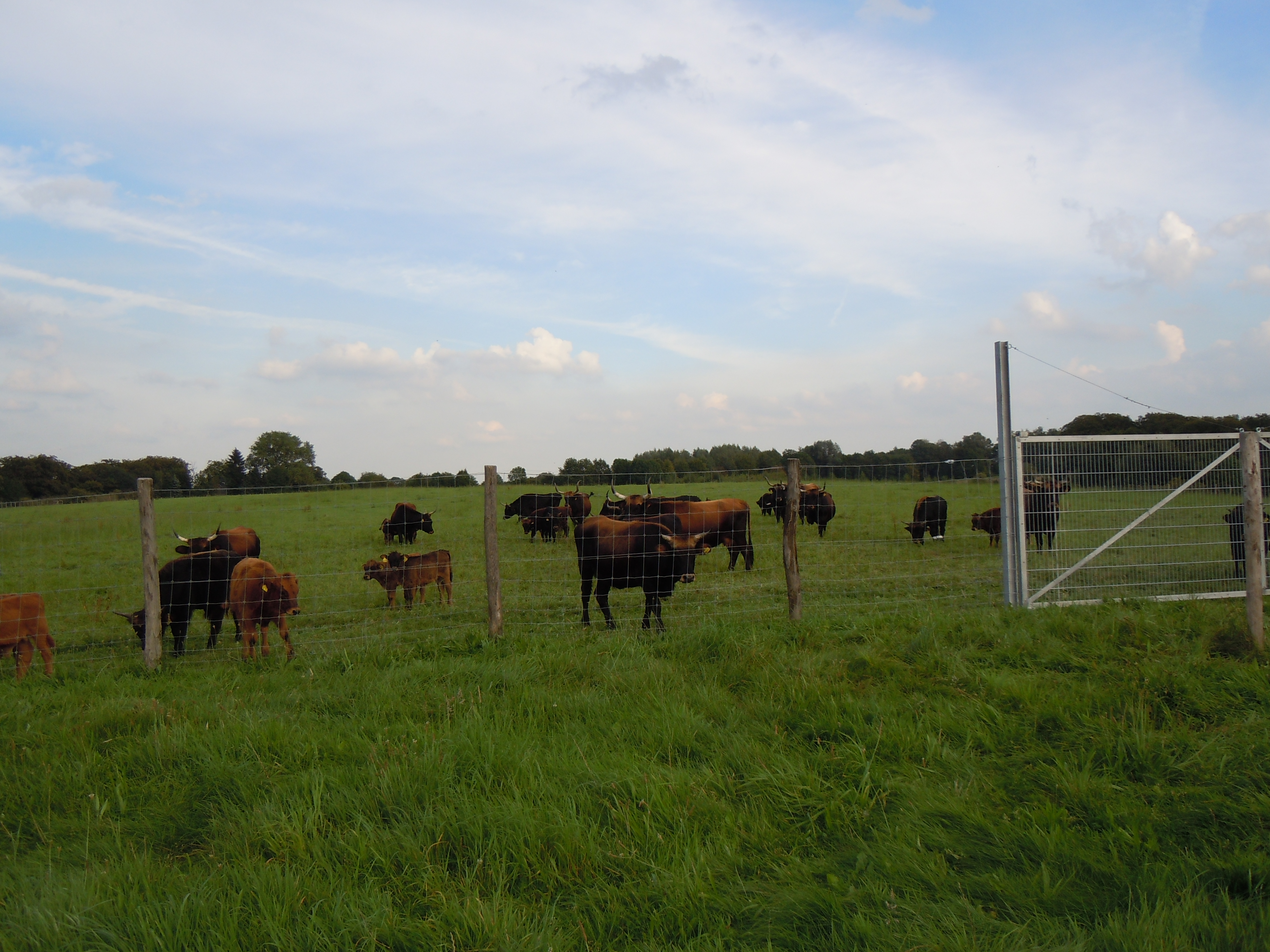
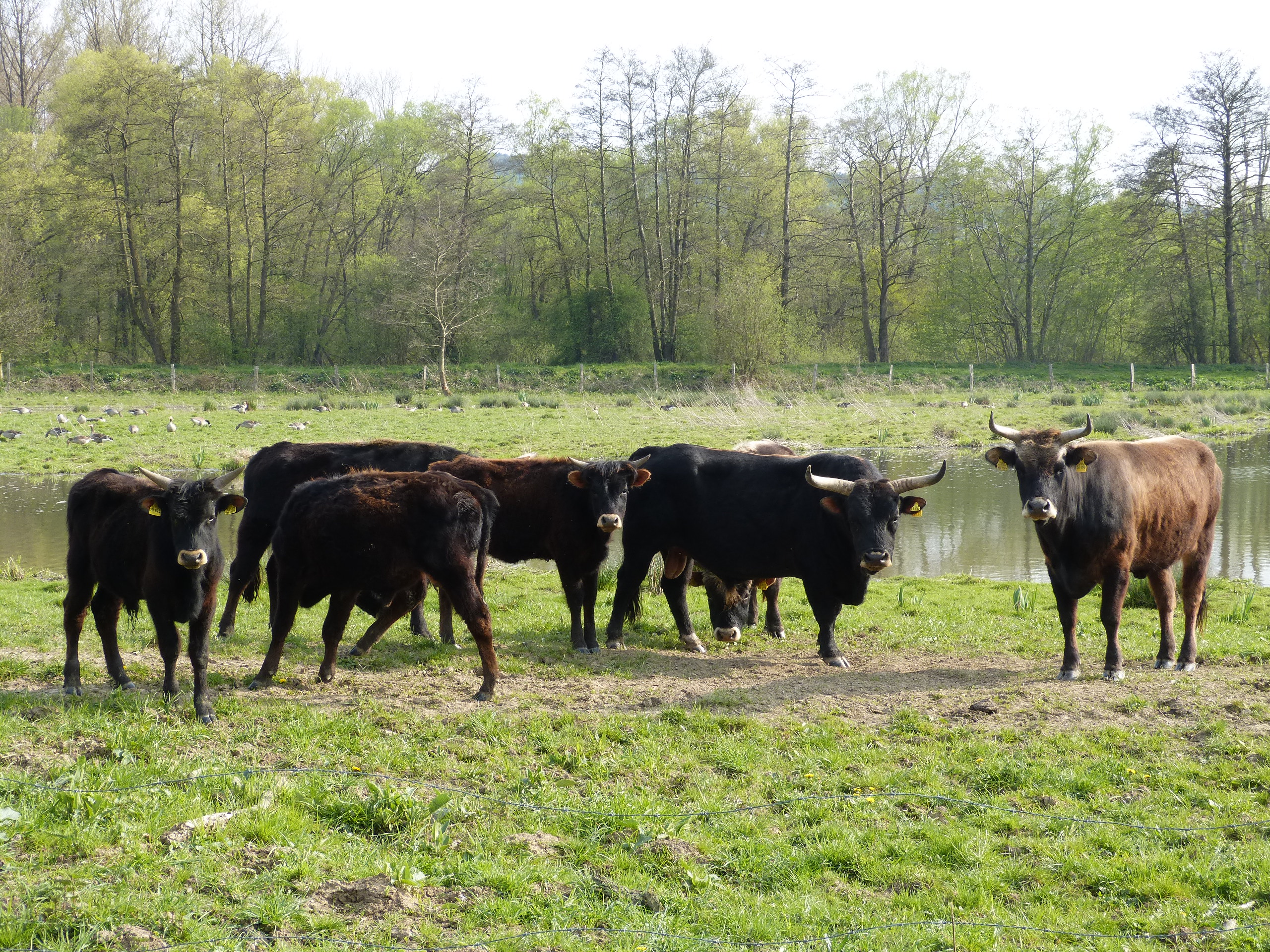
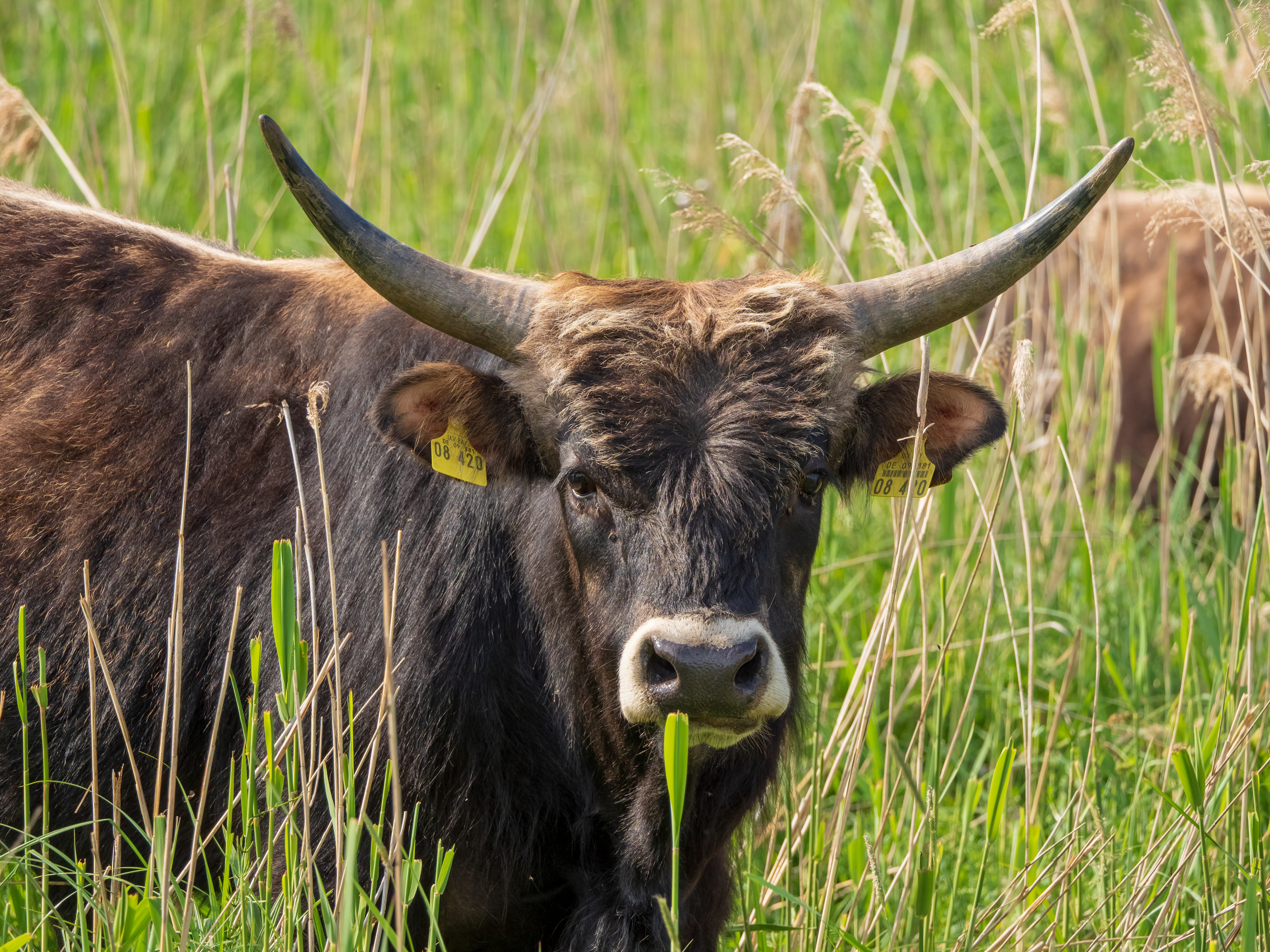
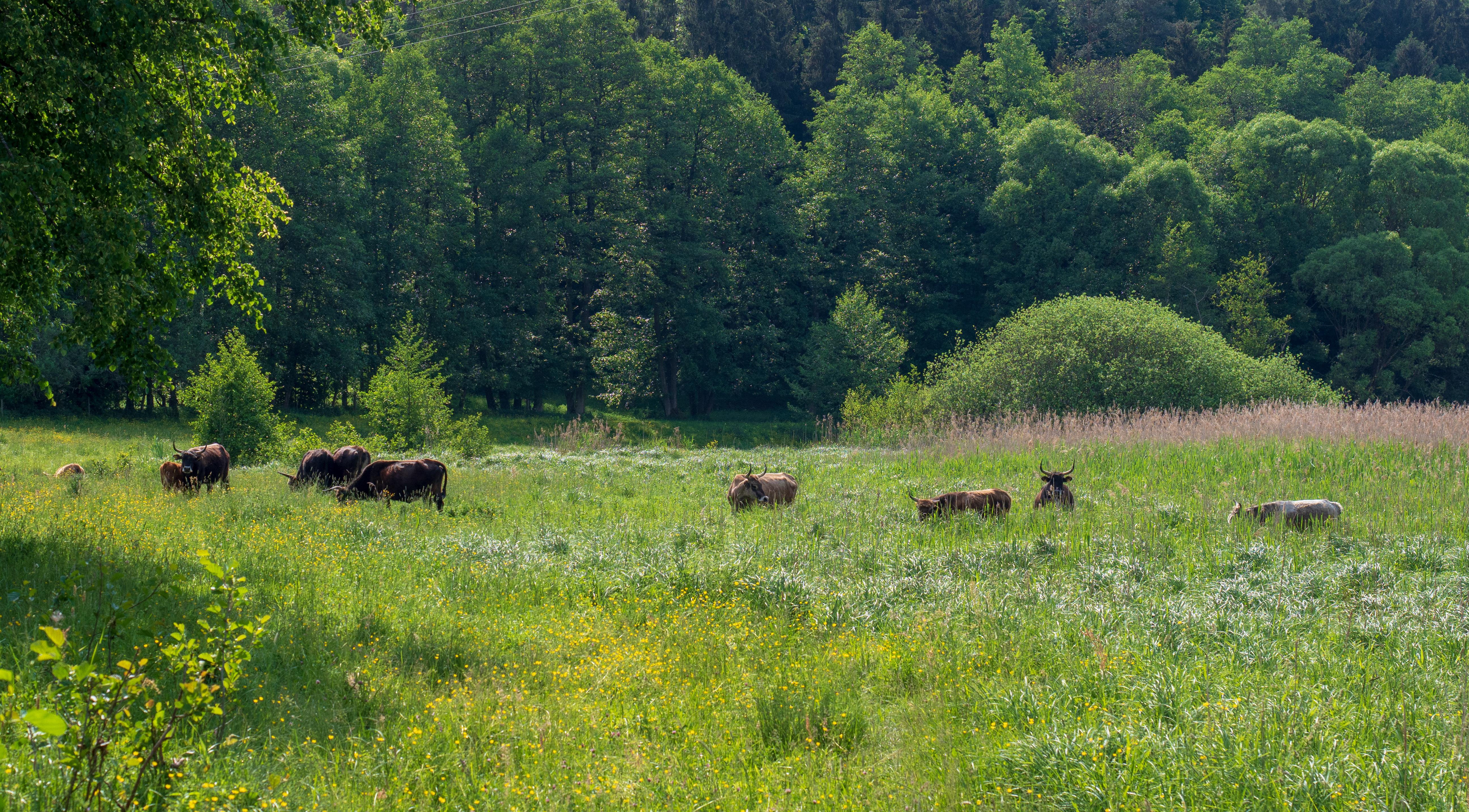
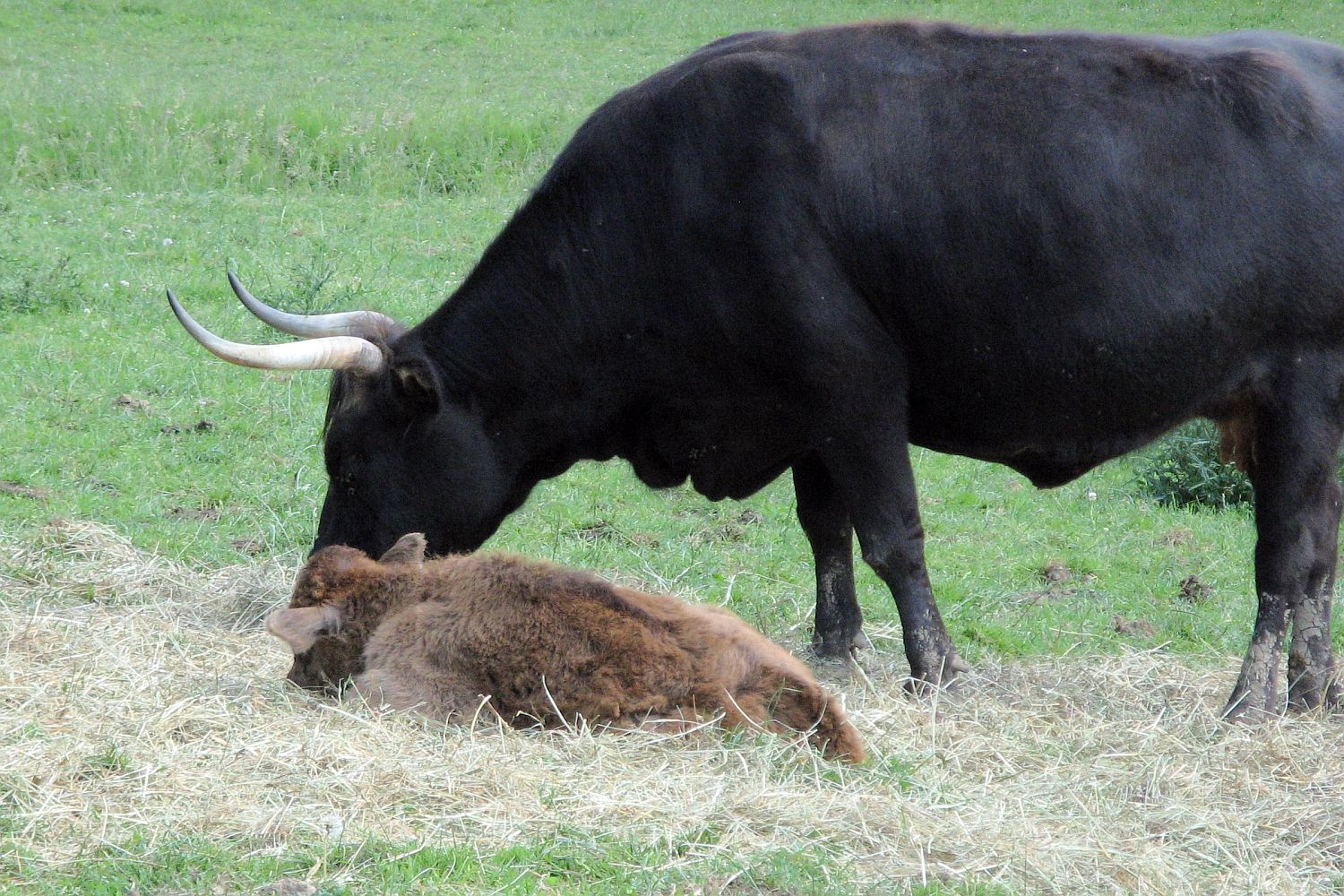
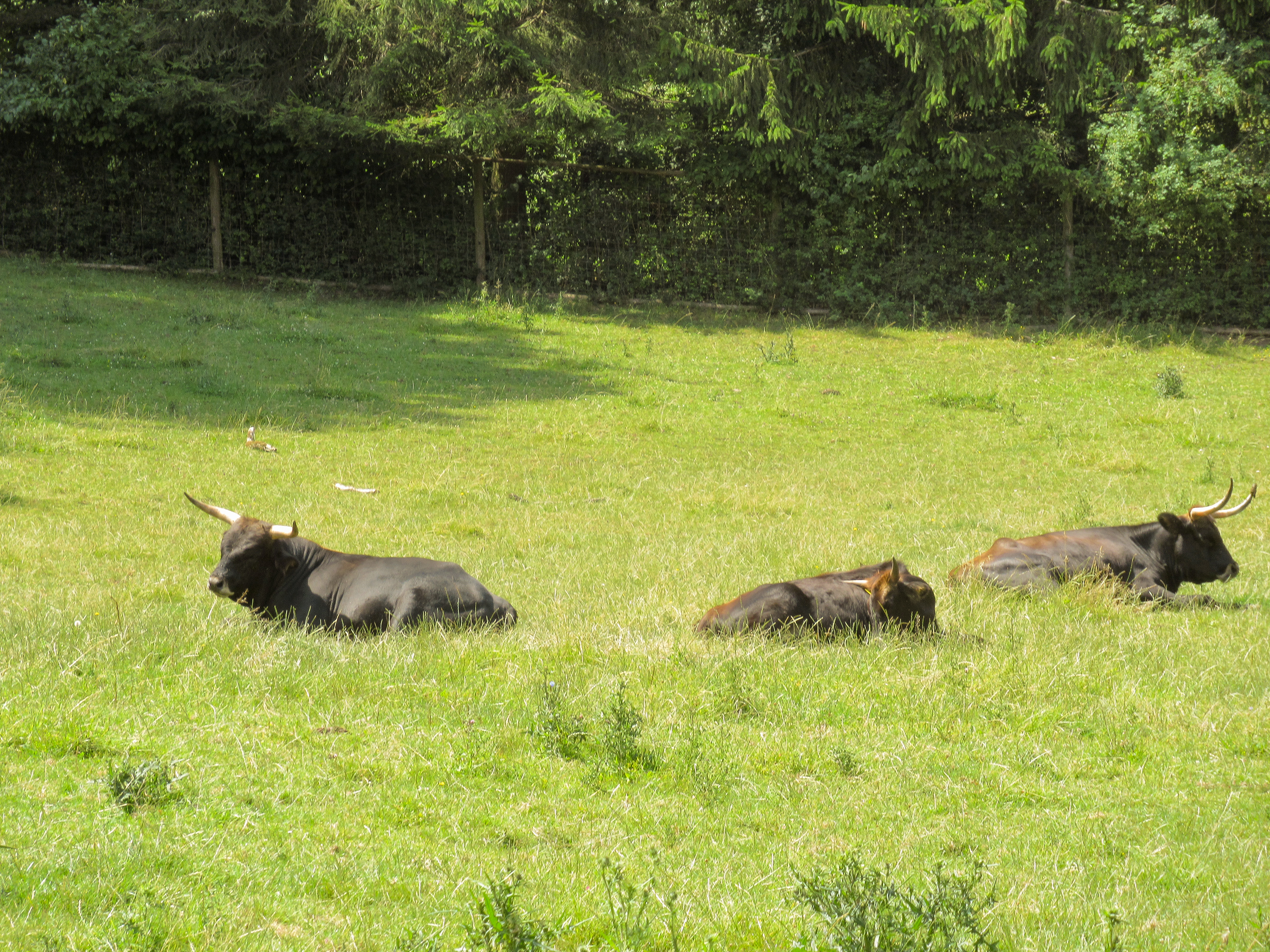
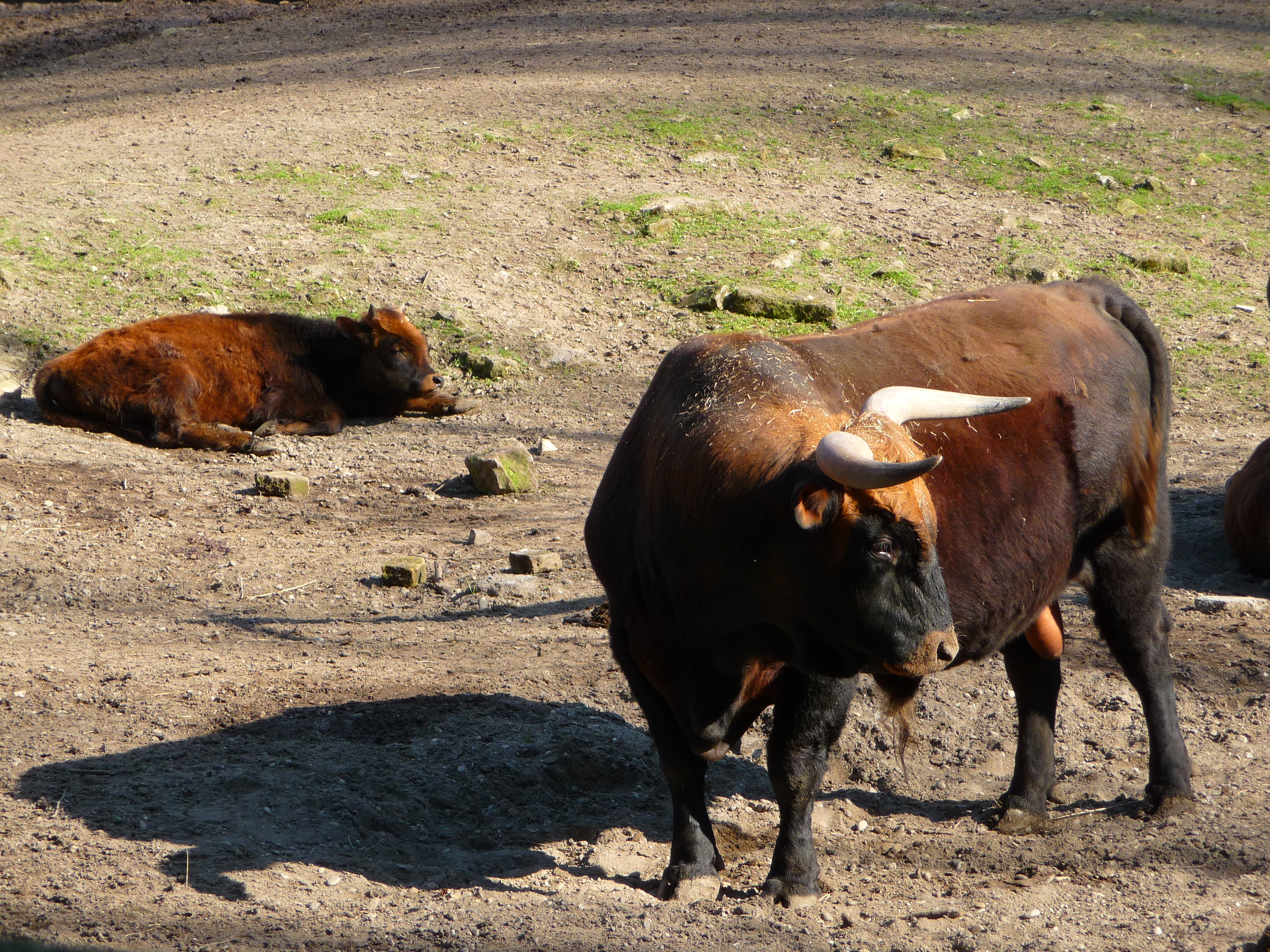
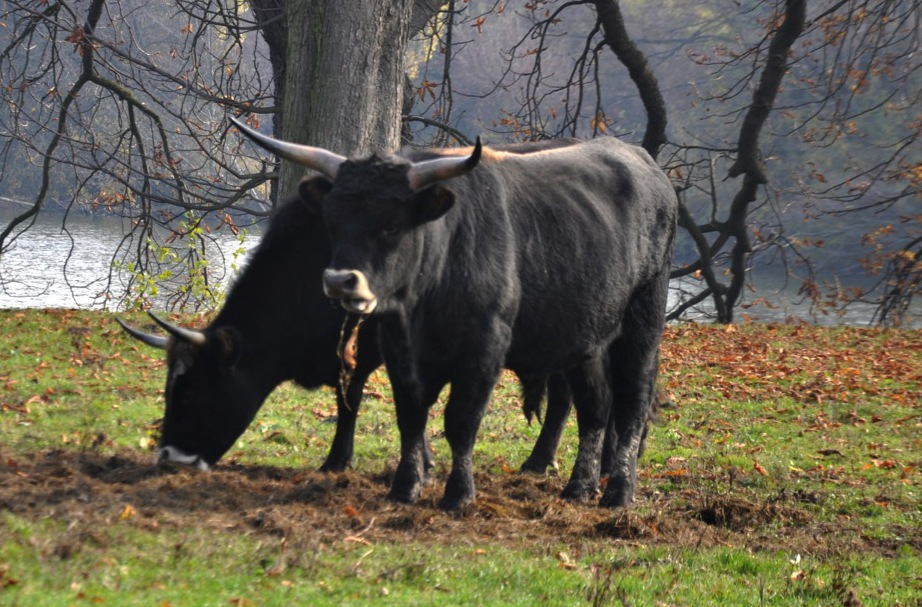
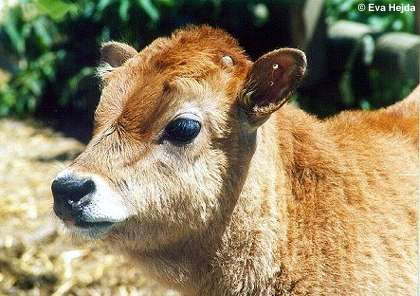
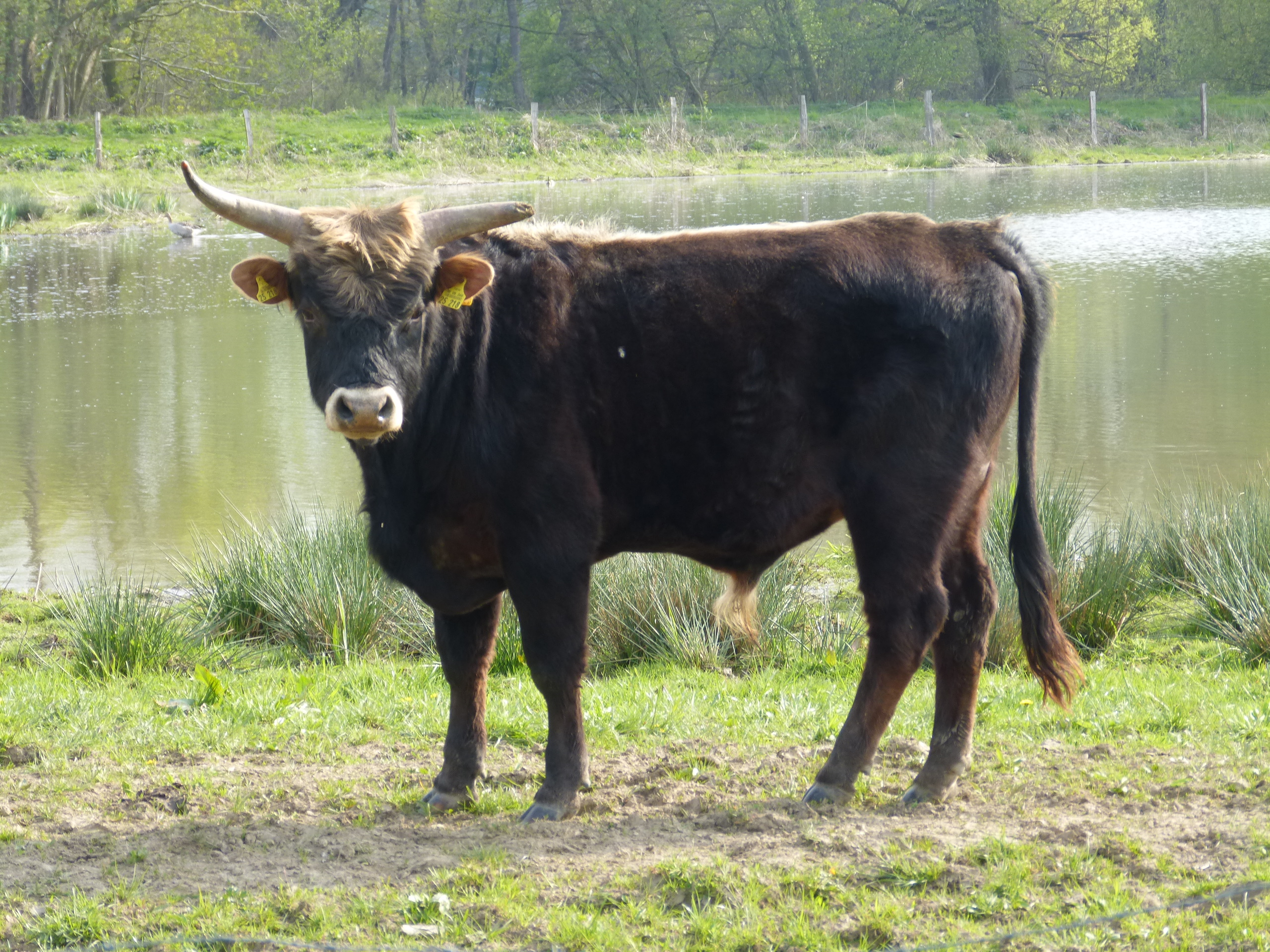
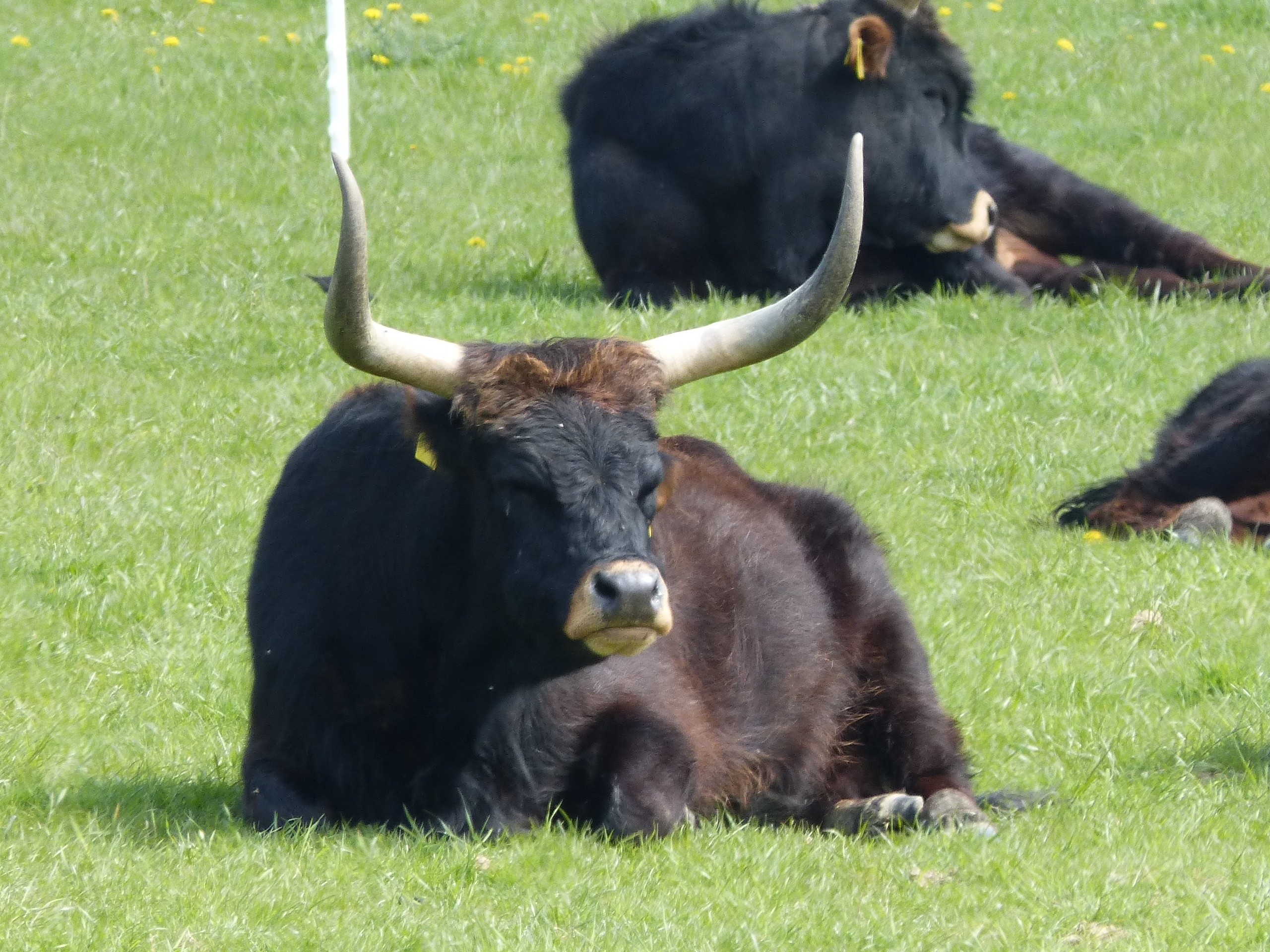
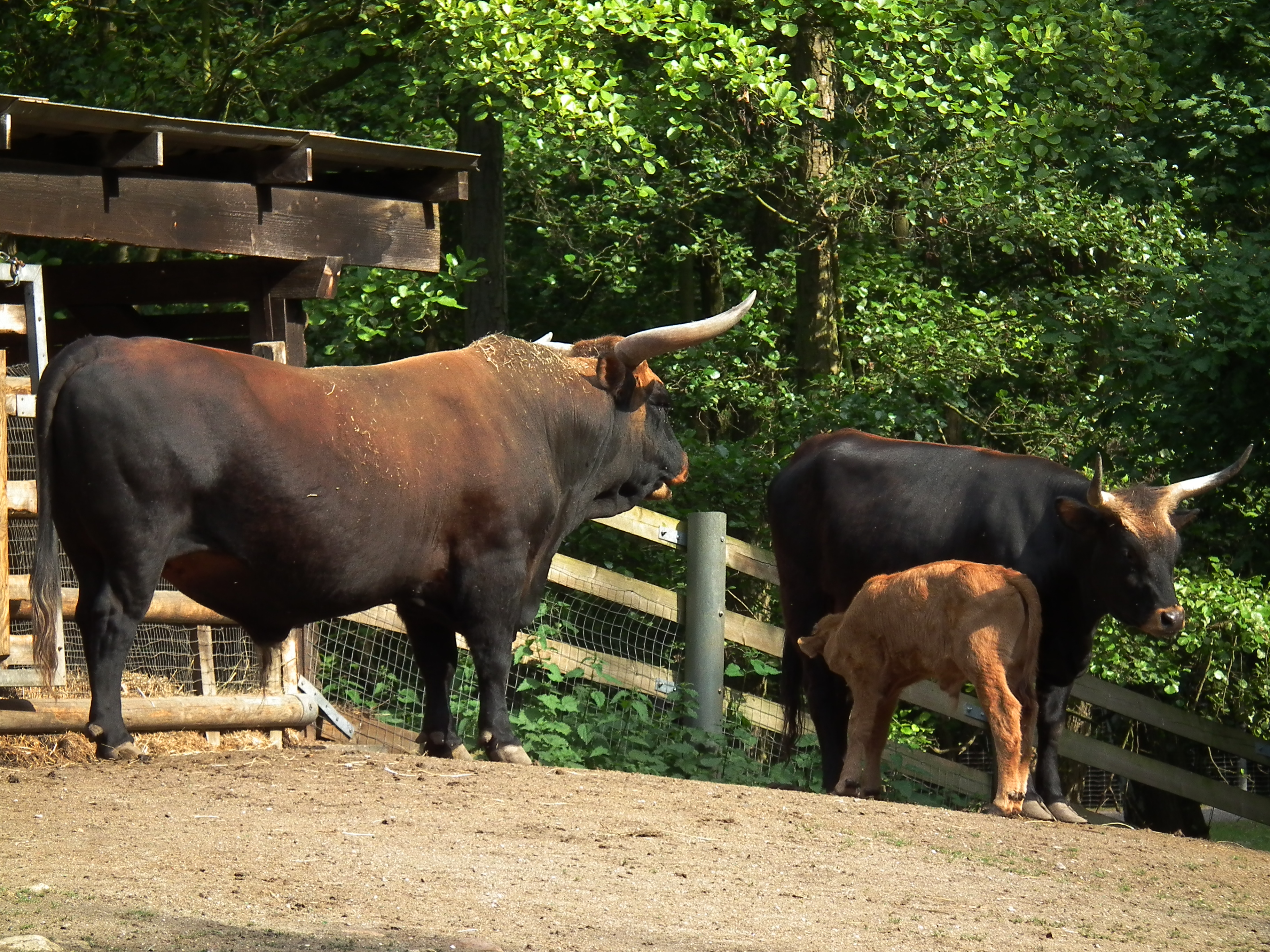
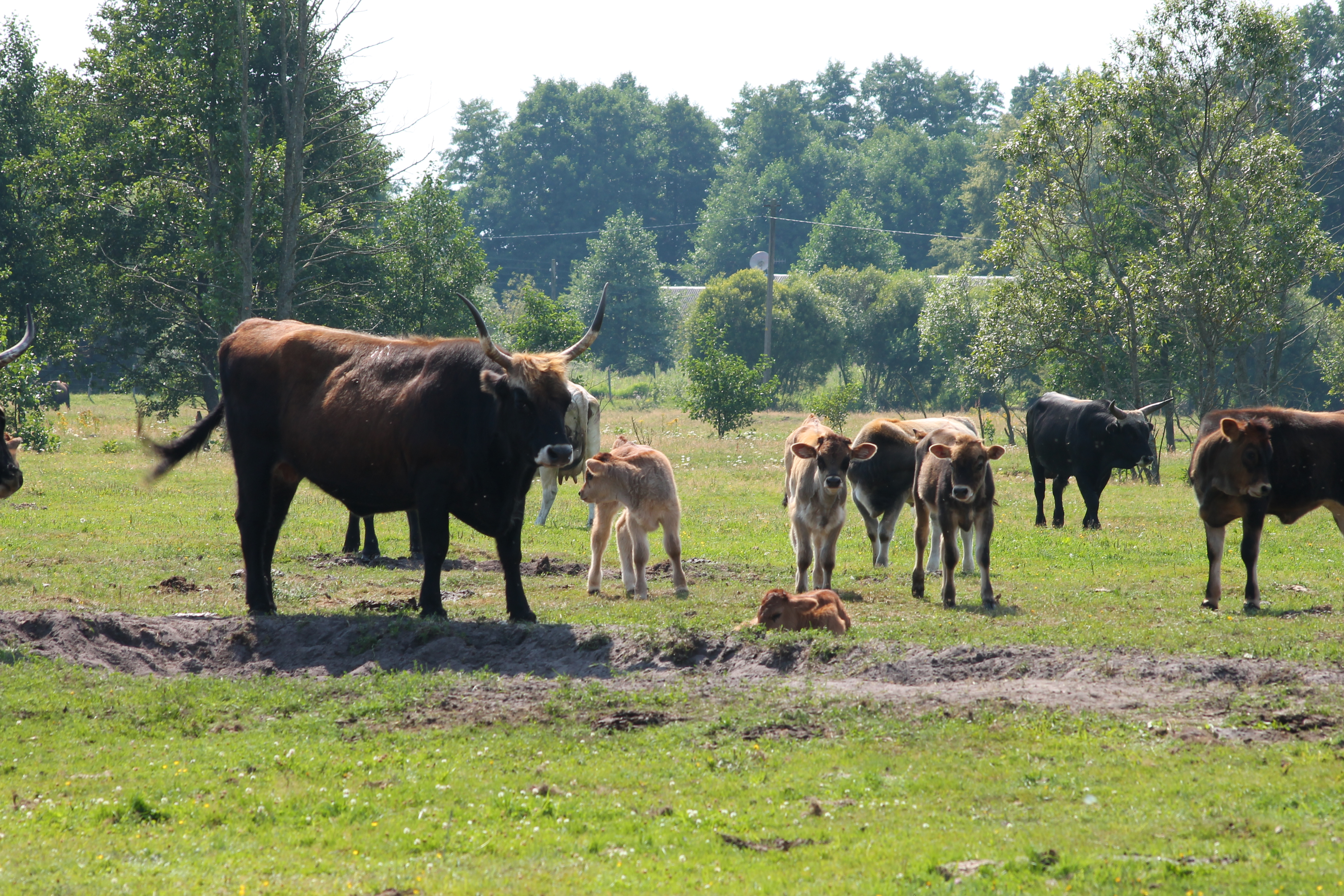
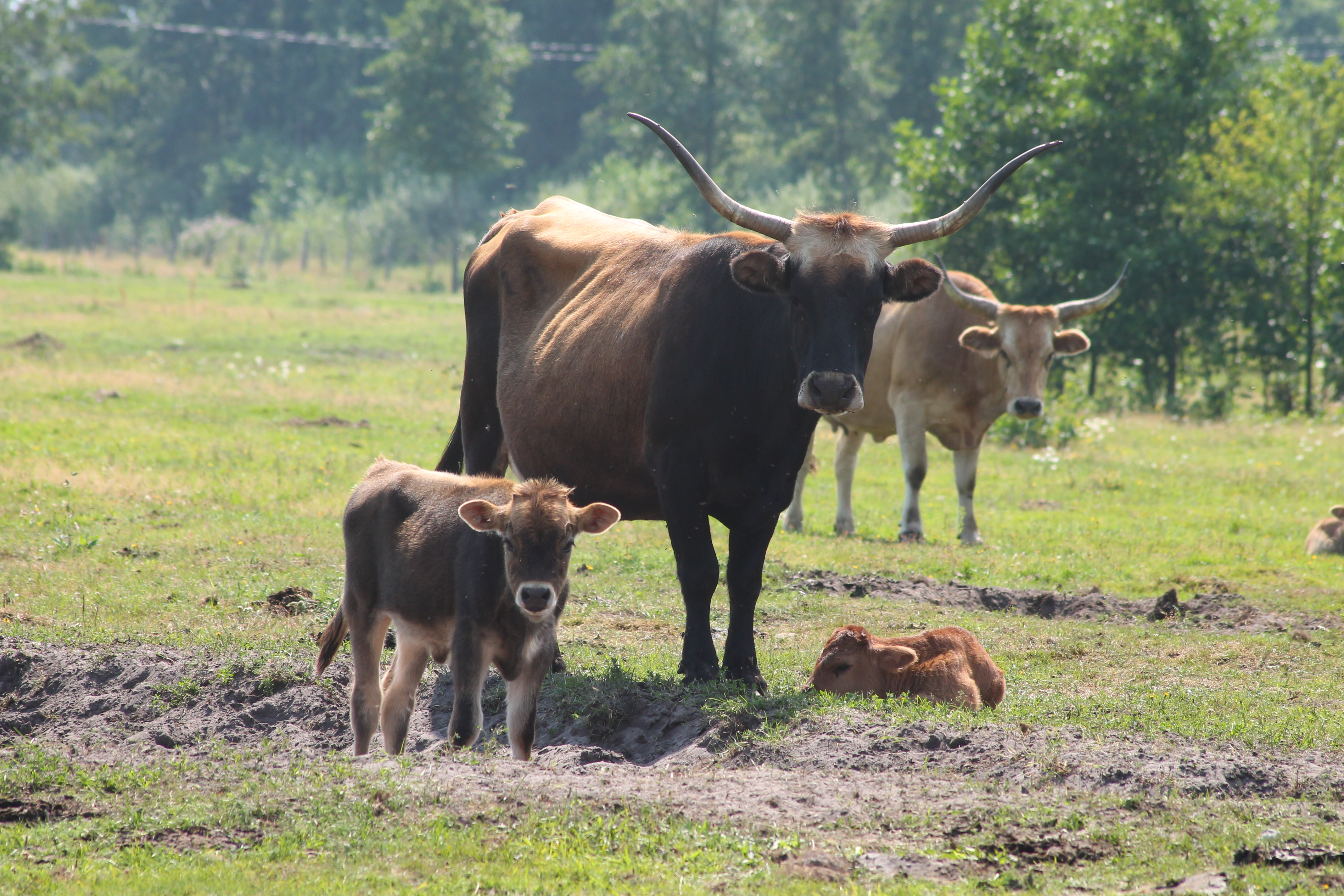
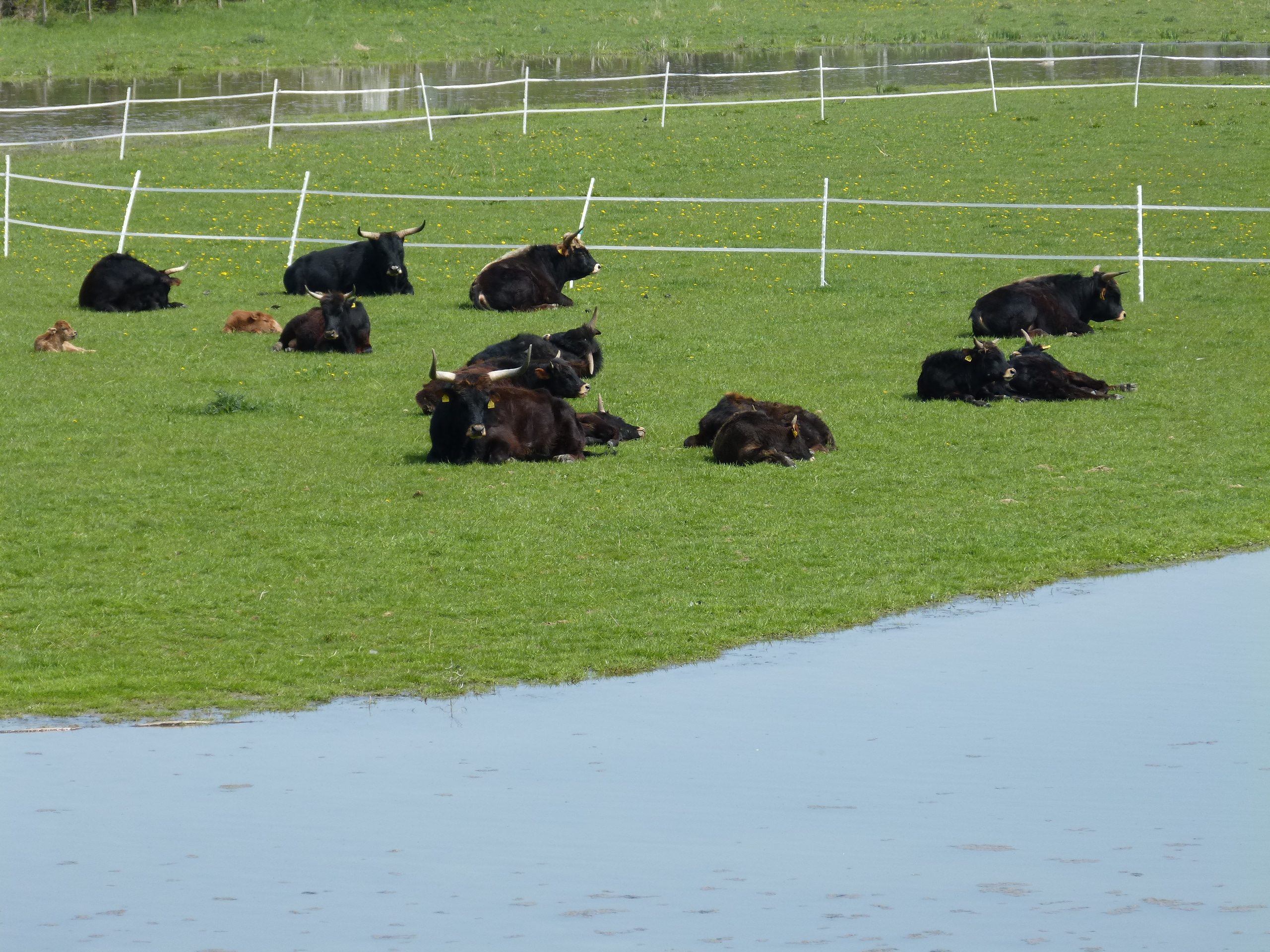
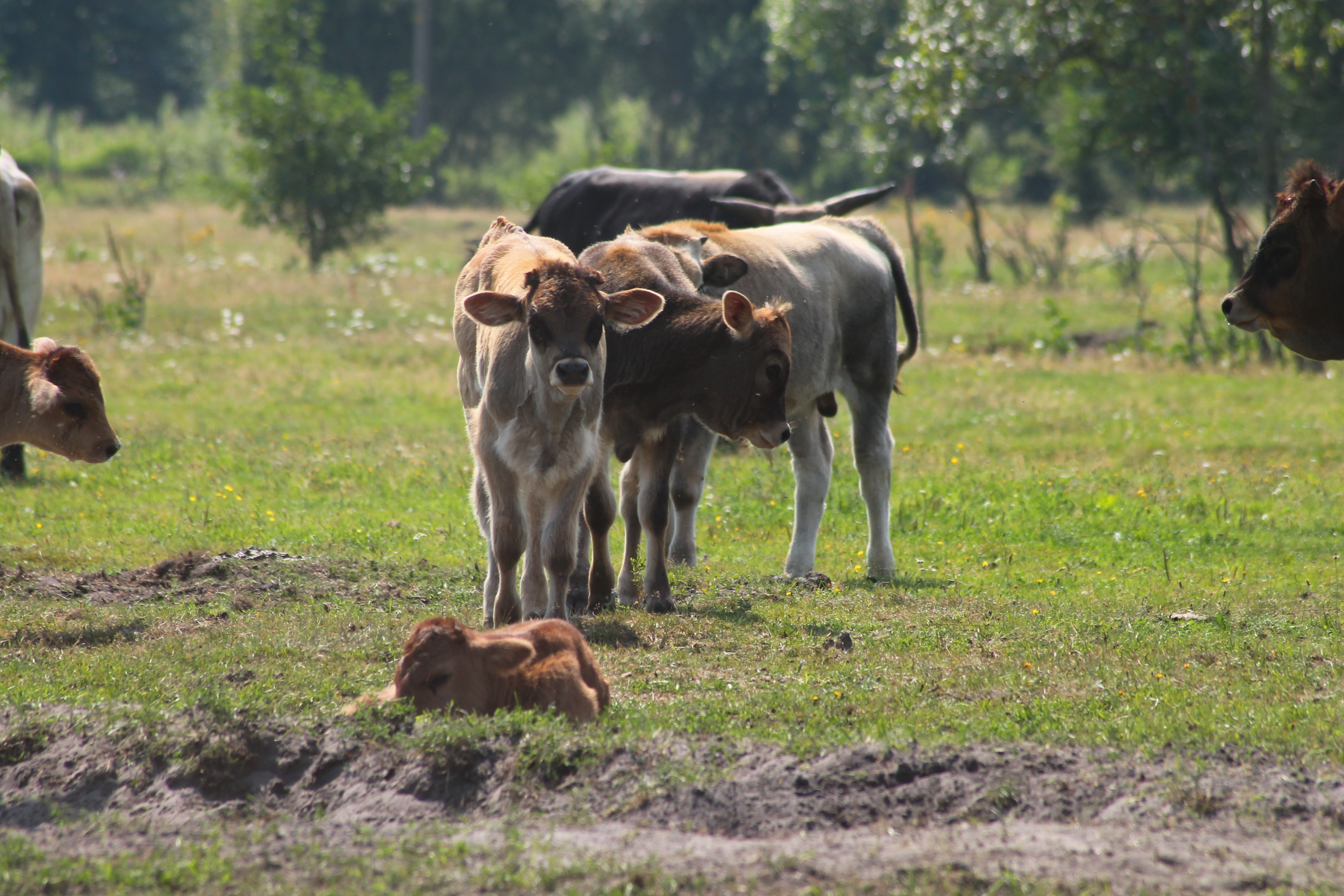
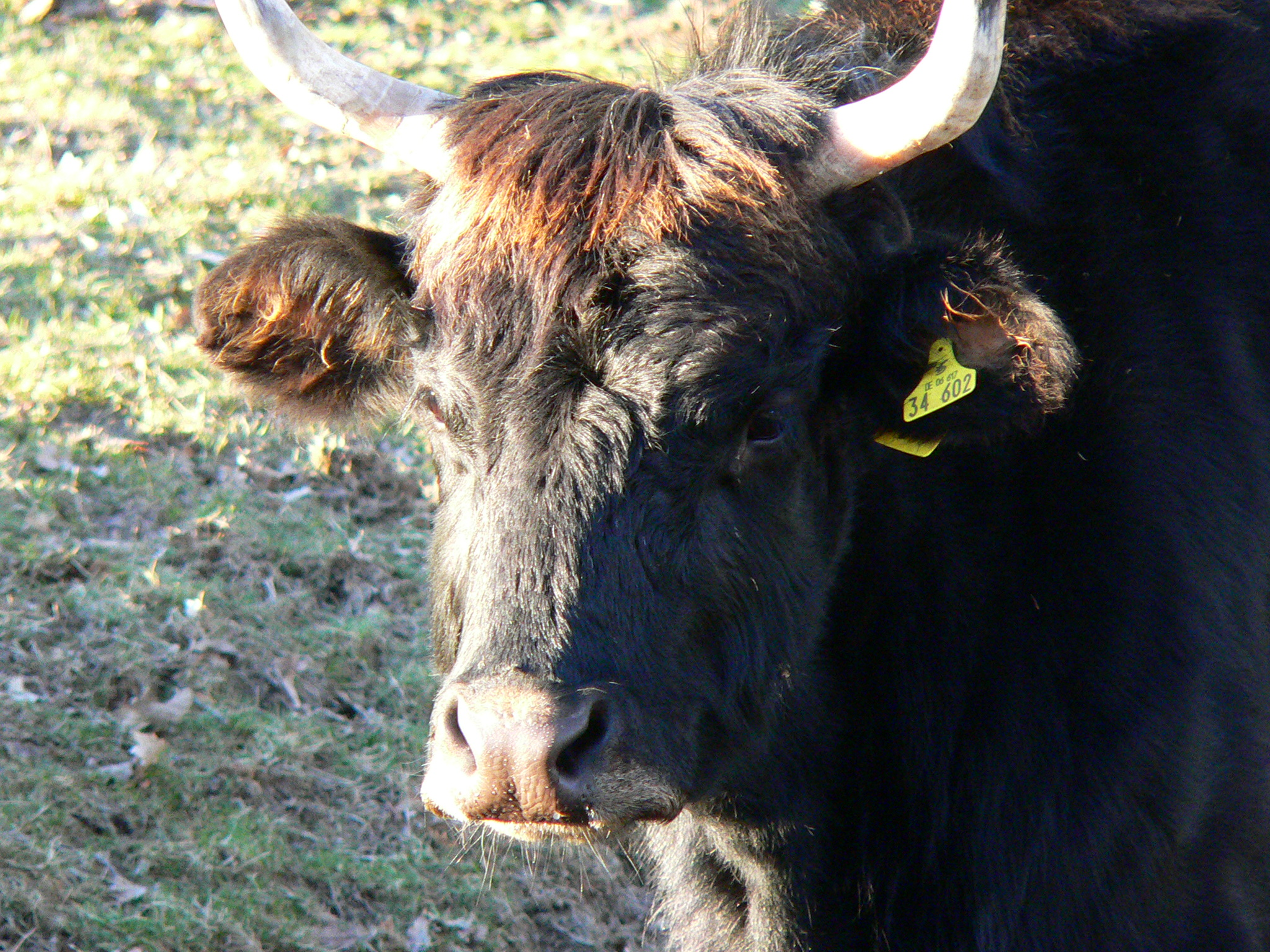
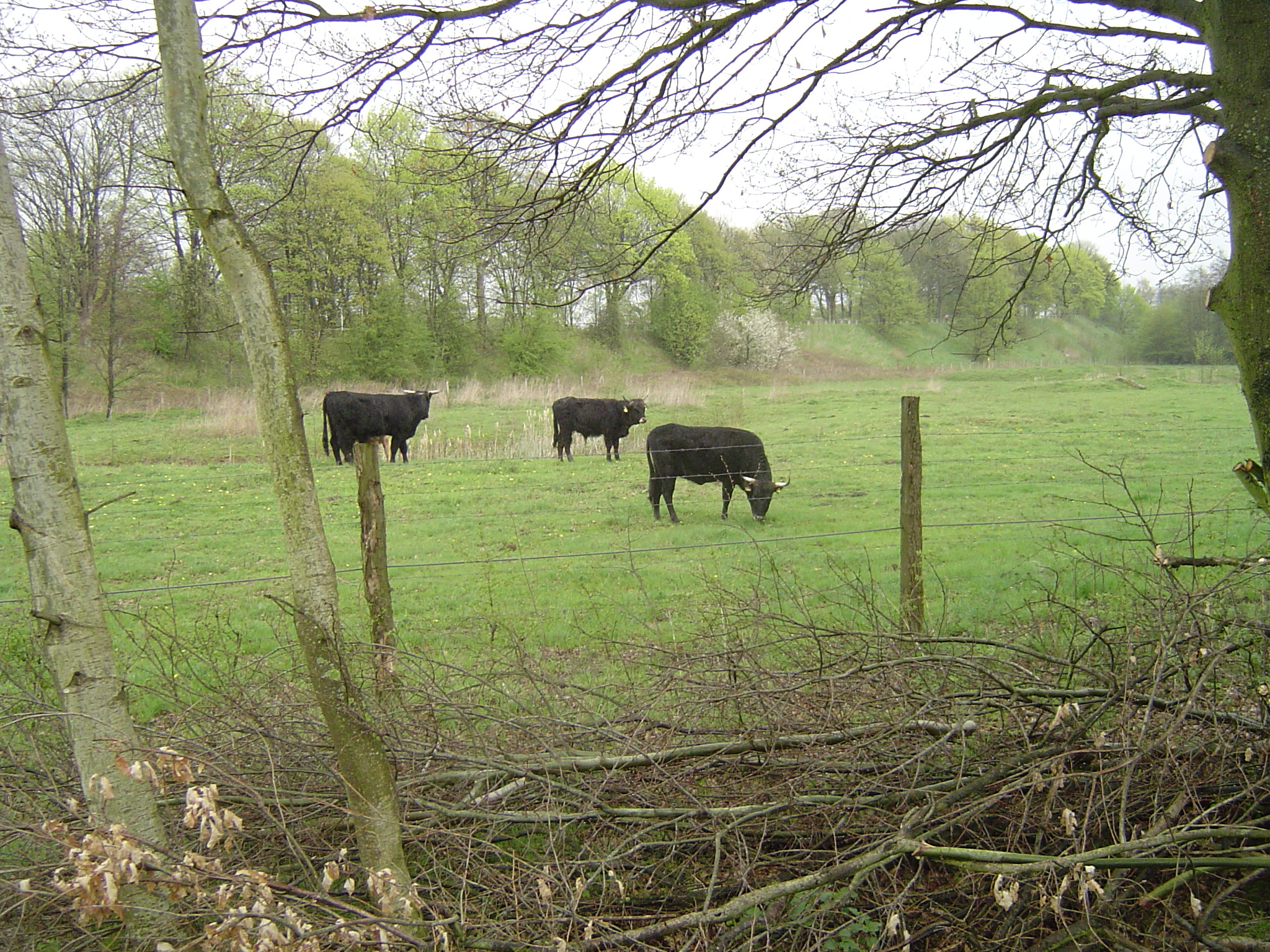
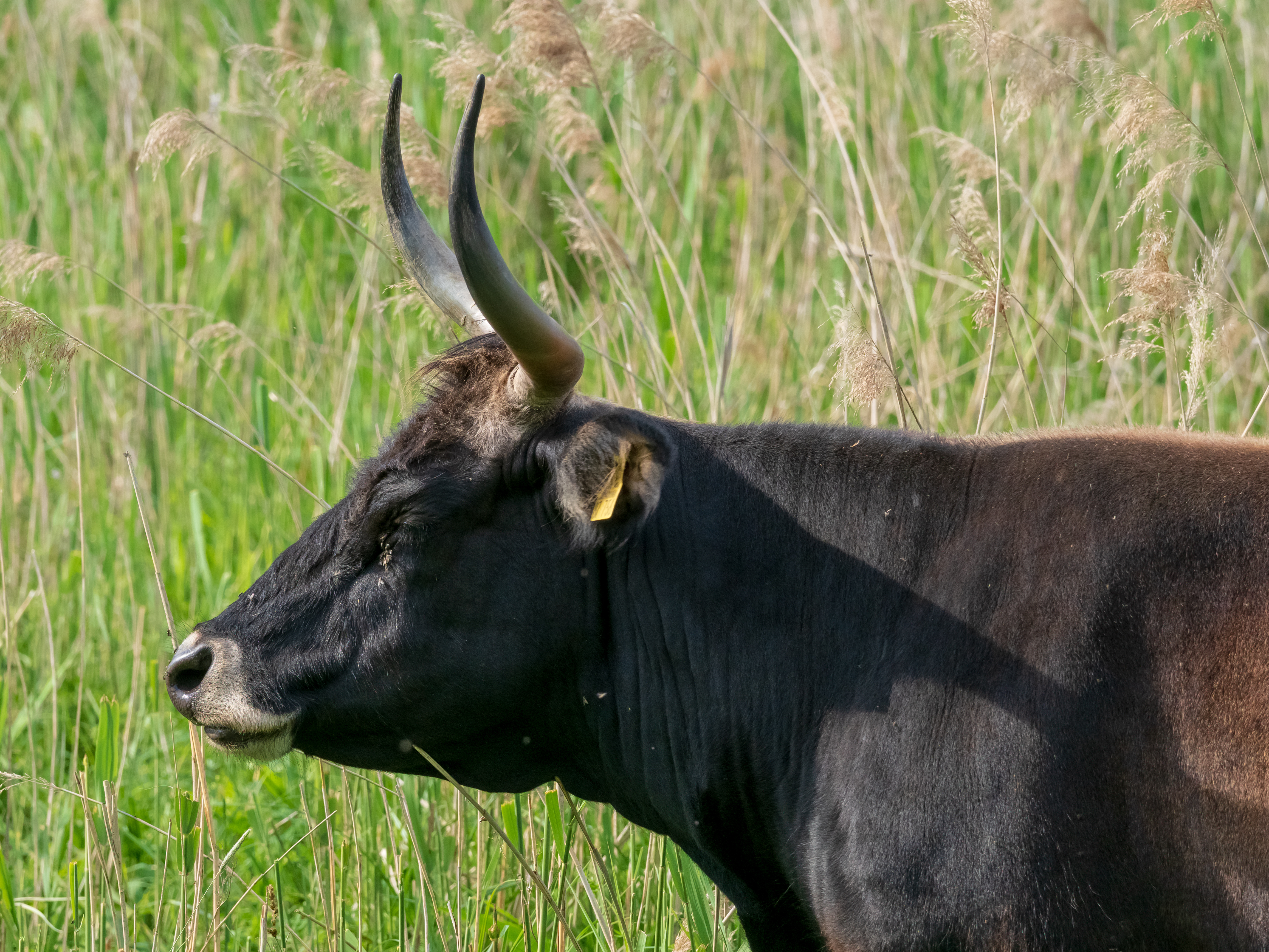
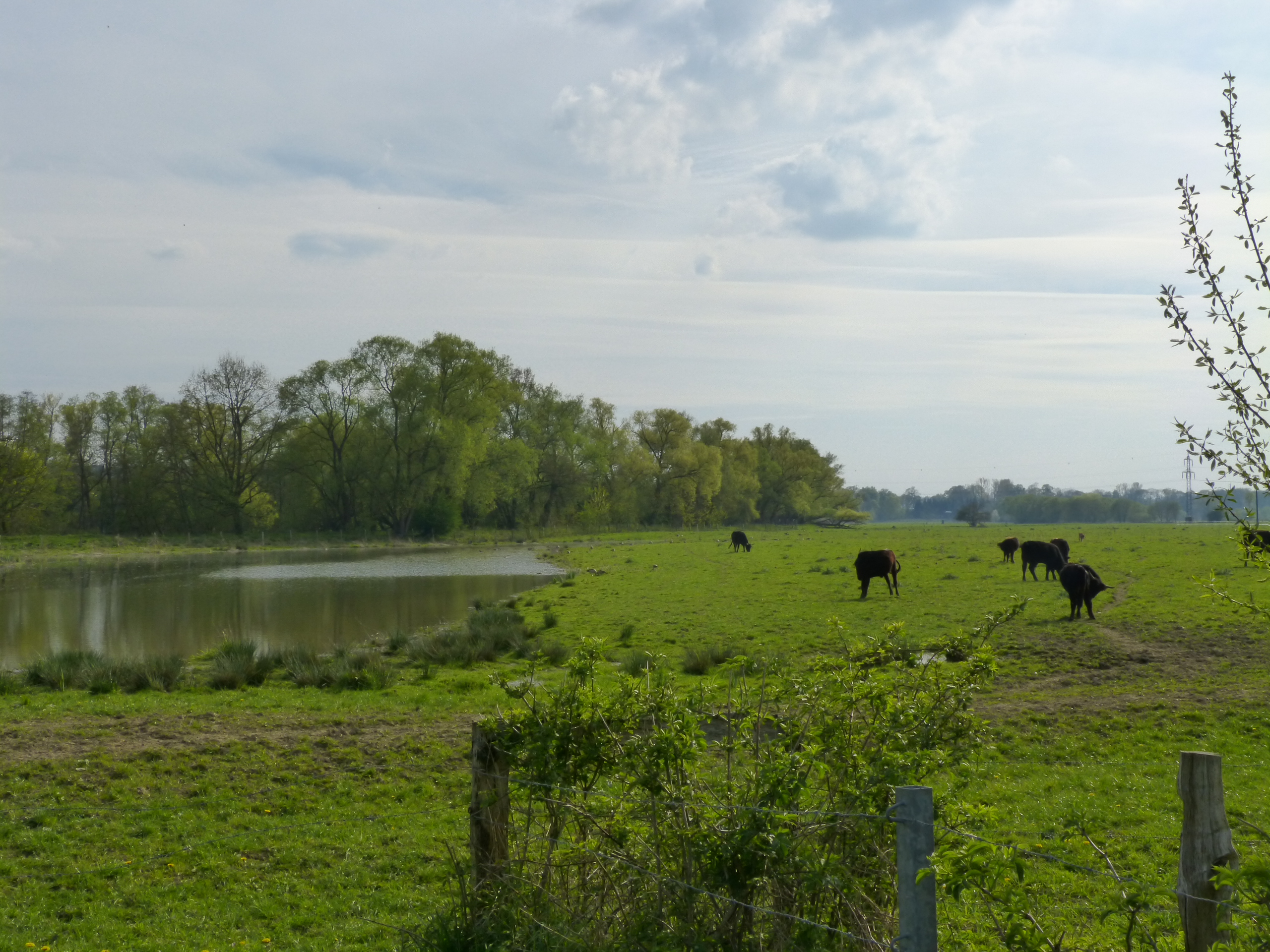
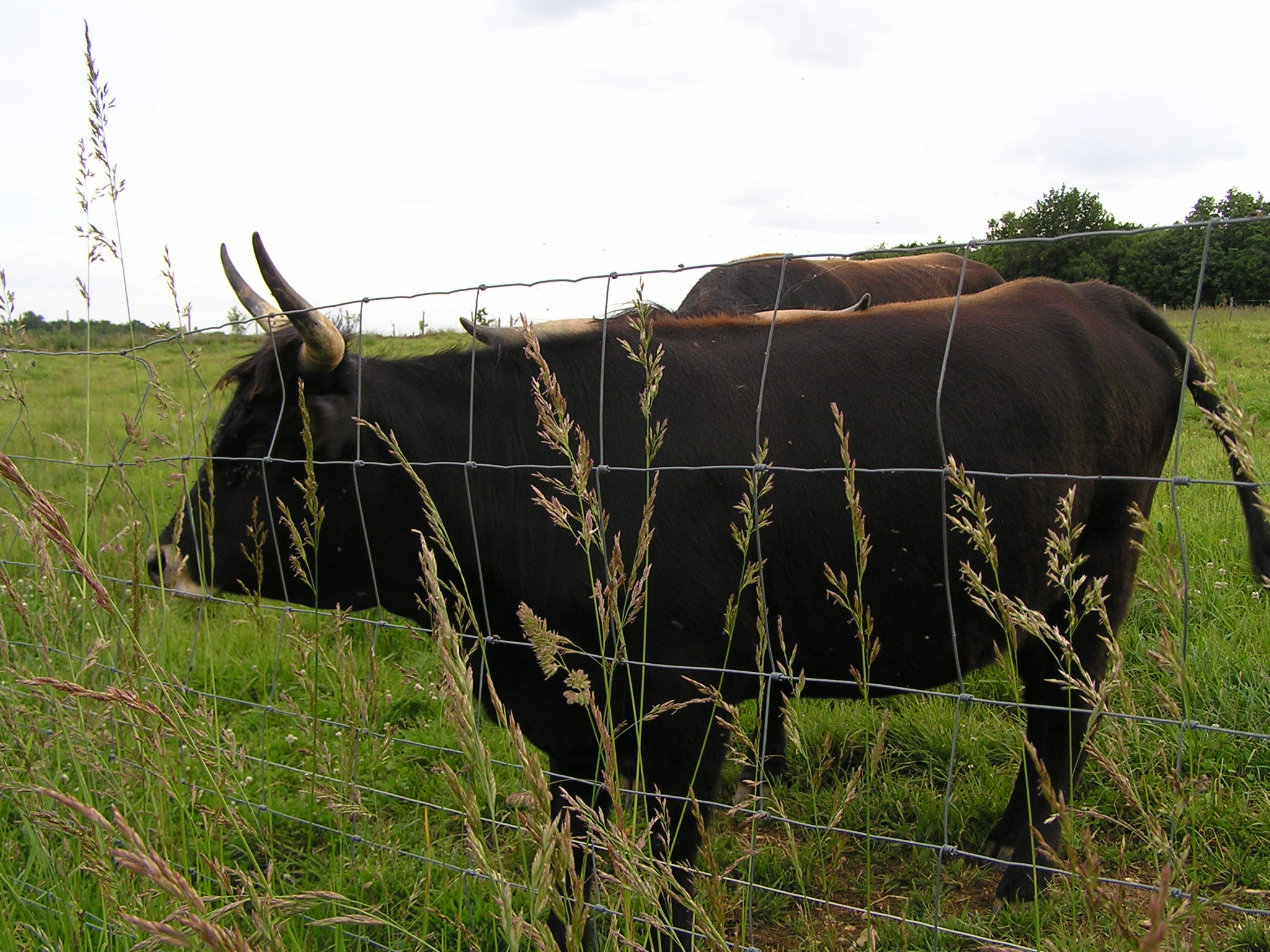
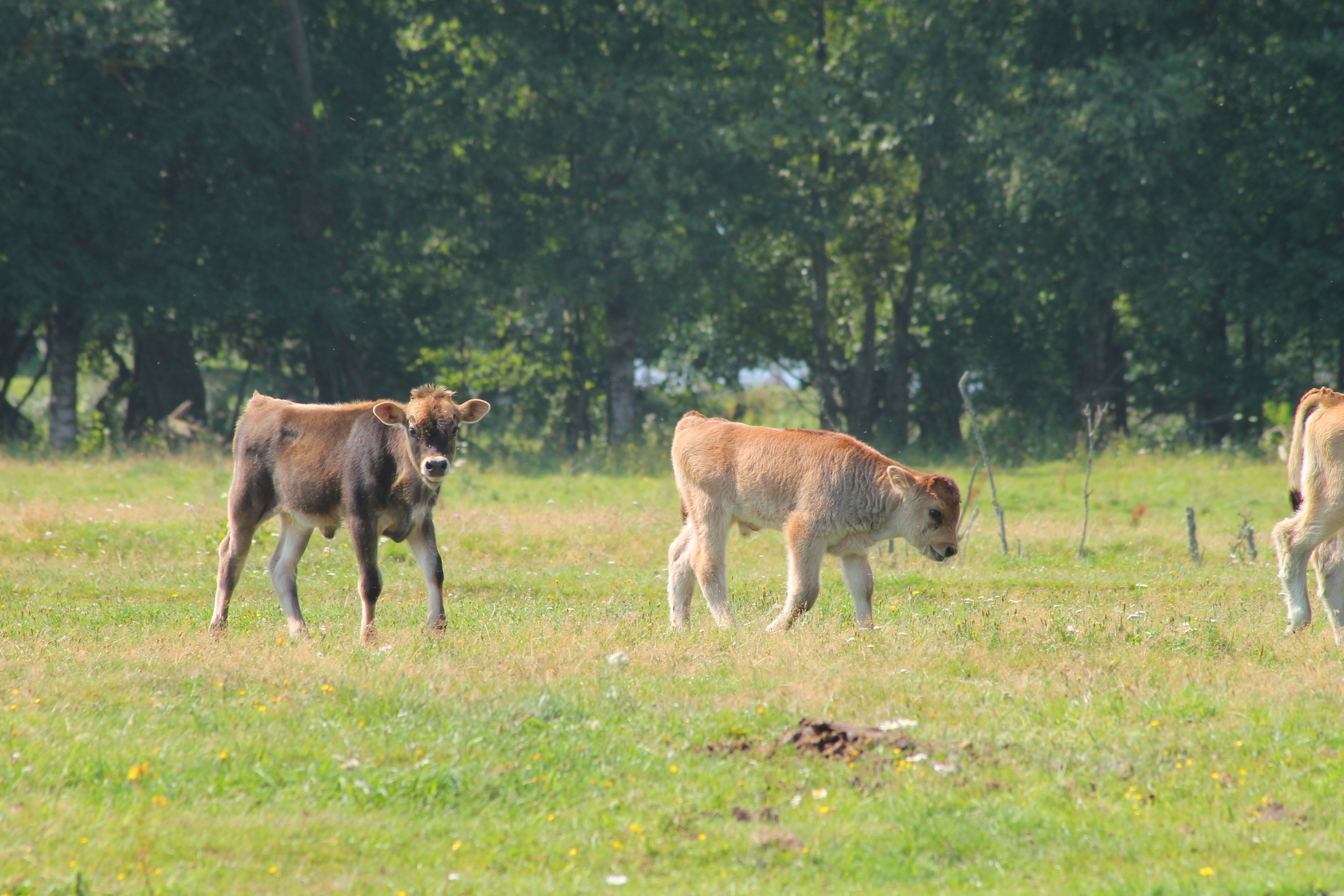
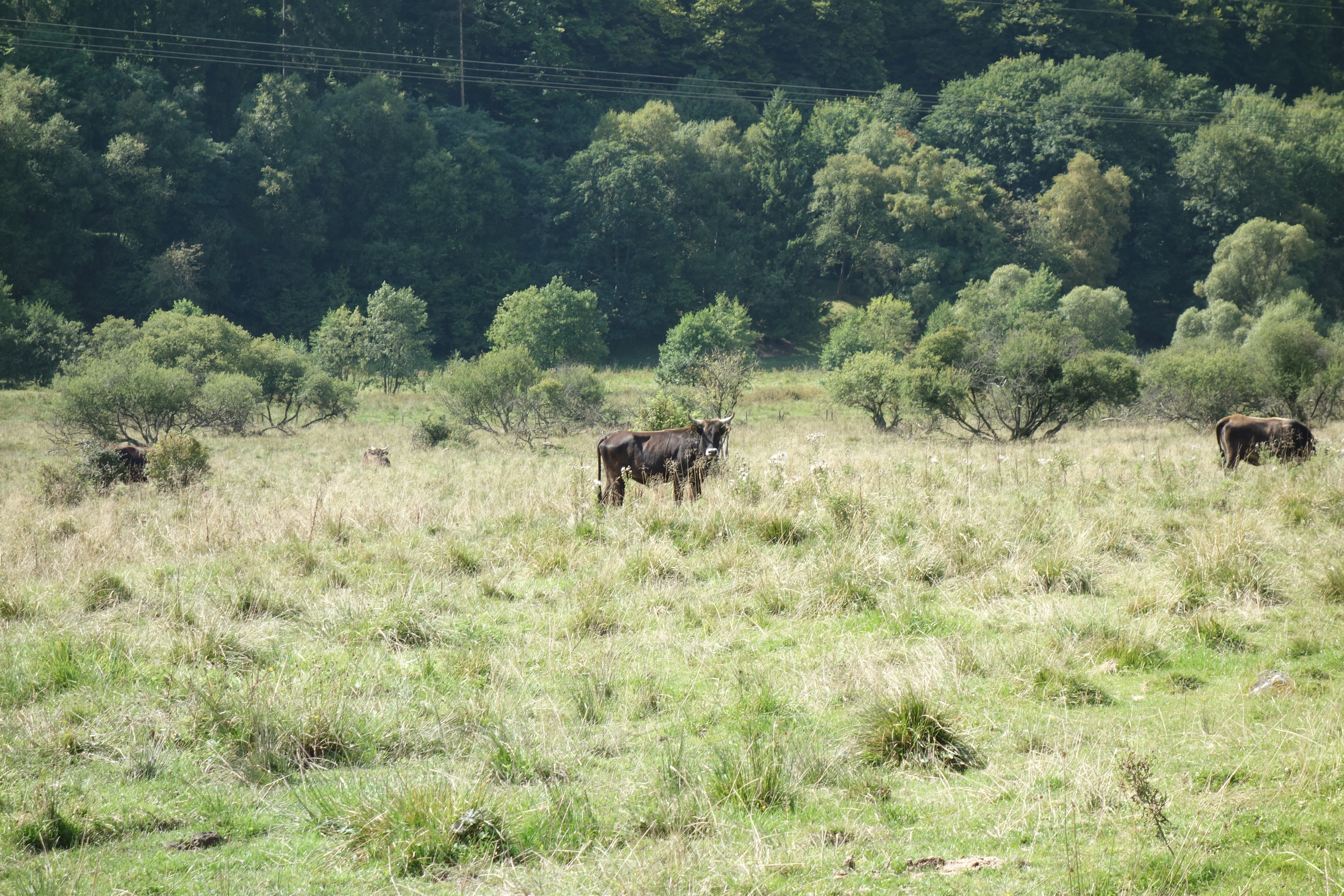